# Geschichte von Bockum-Hövel

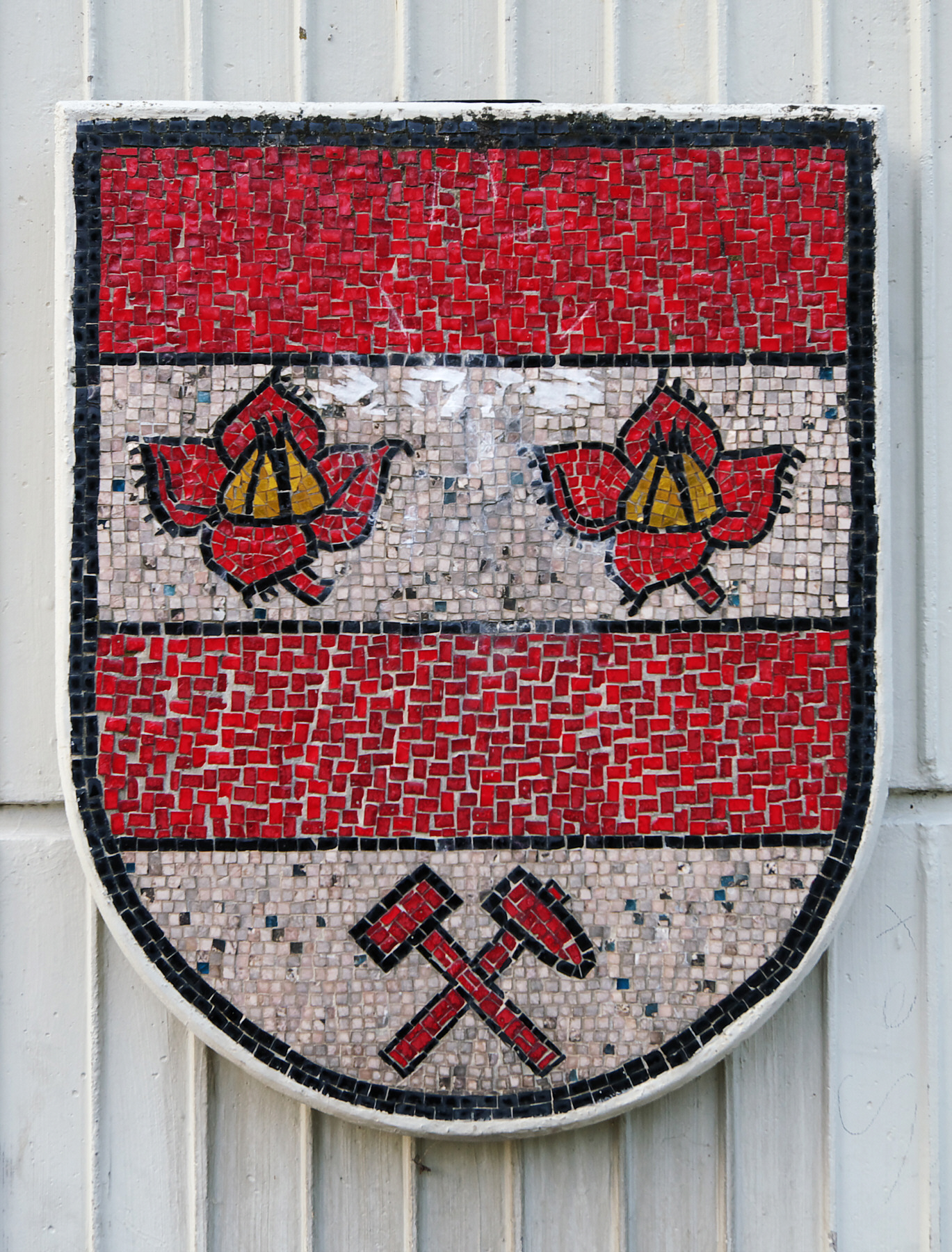
Wappen der ehemaligen Stadt und des heutigen Hammer Stadtbezirkes am ehemaligen Rathaus von Bockum-Hövel

Die Geschichte der beiden Dörfer Bockum und Hövel, die heute zum Stadtbezirk Hamm-Bockum-Hövel der Stadt Hamm in Westfalen gehören, ist von ihrer Grenzlage zwischen dem Bistum Münster und der Stadt Hamm geprägt. Letztere gehörte bis 1609 zur Grafschaft Mark, dann zu Preußen. Bockum-Hövel und Heessen, die nördlich der Lippe liegen, gehören noch heute zum Bistum Münster, während die südlich der Lippe gelegenen Stadtbezirke Teil des Erzbistums Paderborn sind.
Bis 1905 waren Bockum und Hövel rein landwirtschaftlich geprägt. Erst als am 13. März 1905 der erste Spatenstich für die Zeche Radbod getan wurde, begann die Industrialisierung. Der dadurch bedingte Bevölkerungszuwachs führte zum Zusammenwachsen der beiden Dörfer. 1939 schlossen sie sich zur Gemeinde Bockum-Hövel zusammen. Am 20. März 1956 wurden ihr die Stadtrechte verliehen. Im Rahmen der Gebietsreform in Nordrhein-Westfalen von 1975 wurde die Stadt Bockum-Hövel mit einem Teil von Hamm-Norden, der bis dahin zur Stadt Hamm gehört hatte, als Stadtbezirk Hamm-Bockum-Hövel in die neue Großstadt Hamm eingegliedert.

## Vorindustrielle Zeit

### Jäger- und Sammlerspuren
Der Haarstrang stellte die südliche Grenze der Maximalausdehnung der Gletscher vor 160.000 Jahren dar (Drenthe-Stadium der Saale-Kaltzeit). Im Gebiet der Gemeinde erhob sich eine 300 bis 400 m hohe Eisschicht, die menschliche Besiedlung unmöglich machte. Neben den bekannten Findlingen brachten die Eismassen große Mengen an Feuerstein mit. Entlang der Lippe kam es zwischen 70.000 und 50.000 Jahren vor heute zu Kiesablagerungen, die zeitlich einer starken Erosionsphase folgten. In diesen als „Knochenkiese“ bekannten Ablagerungen fanden sich nicht nur die namengebenden Tierknochen, sondern auch vereinzelt Werkzeuge, zuletzt im Jahr 2008 ein von einem Neandertaler angefertigtes Klingenmittelstück.

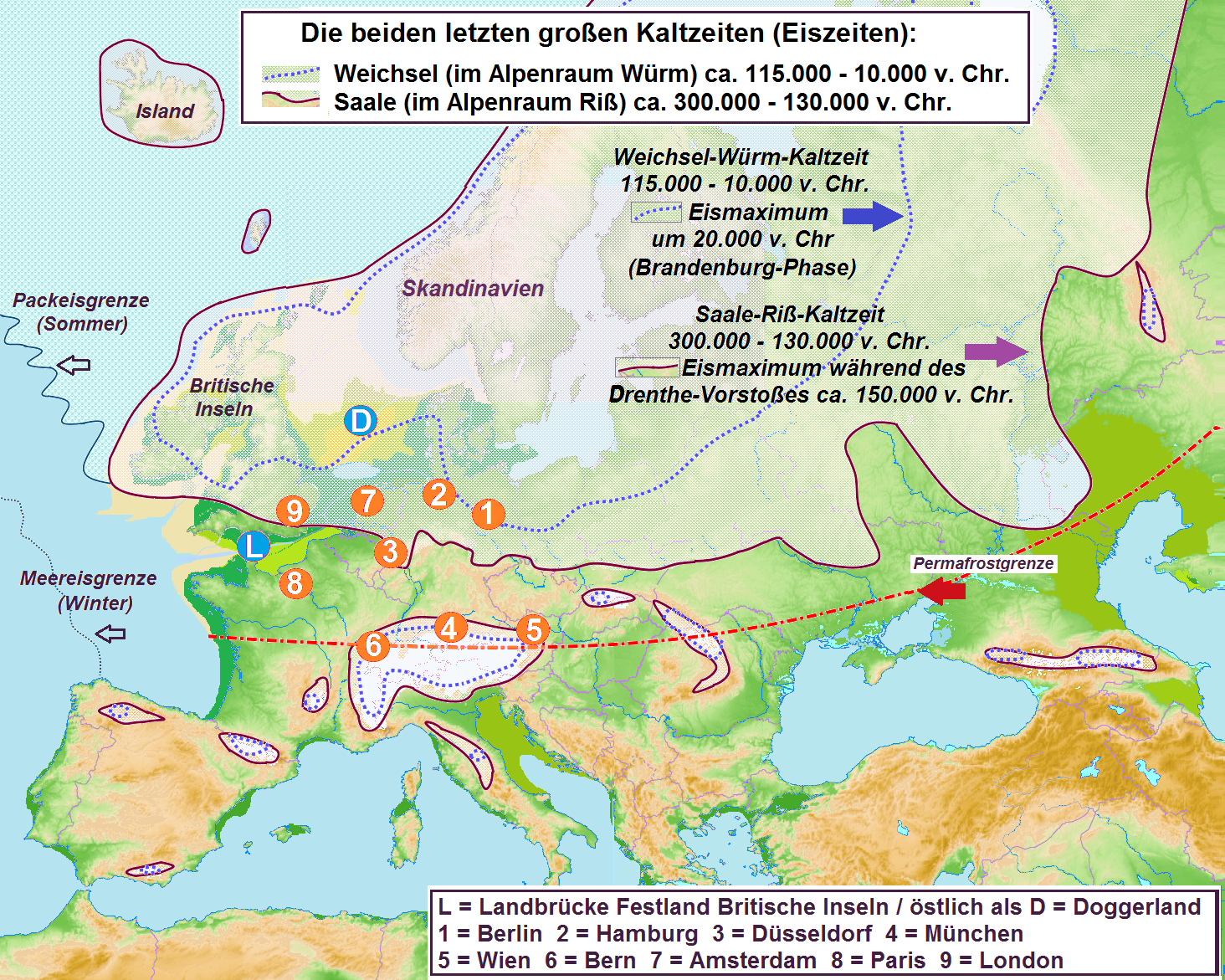
Kennzeichnend für das Jungpleistozän in Europa sind die Weichsel-/Würm-Kaltzeiten (hier im Vergleich zum älteren Saale/Riß-Komplex). Die Gletschervorstöße waren von wärmeren Perioden unterbrochen. Ab etwa 40.000 v. Chr. besiedelte der ebenfalls aus Afrika eingewanderte Cro-Magnon-Mensch diese Gebiete.

Menschliches Leben wurde im Raum Bockum-Hövel abermals nach der letzten Kaltzeit möglich, als die Schmelzwasserfluten der Eisdecke, die in dieser Kaltzeit bis an die Ruhr reichte, durch das Urstromtal der Lippe abgeflossen waren, der Boden sich mit Pflanzen bedeckt hatte und auch die Tierwelt wieder in diese Gegend zurückkehrte. Beim Bau des Lippe-Seitenkanals fand man einen Mammutzahn und bei der Anlegung eines Sportplatzes das Geweih eines Riesenhirsches. Es gehörte ursprünglich zur Sammlung des 1961 gegründeten Heimatmuseums in der Klostermühle, doch gelangte es durch die Auflösung des Bockum-Höveler Heimatmuseums 1975 in den Besitz des Städtischen Gustav-Lübcke-Museums Hamm.

### Frühbäuerliche Kulturen, Metallzeitalter
Die Jagd spielte für die Nahrungsbeschaffung auch im Neolithikum mit seinen bäuerlichen Lebensformen eine bedeutende Rolle. Dabei verlangte die Neuorientierung in Richtung Lebensmittelproduktion einen leichten, trockenen Boden, der eine Bearbeitung mit einfachen Ackergeräten zuließ. Die neue Lebensform setzte hier Mitte des 6. Jahrtausends v. Chr. durch Zuwanderer aus Südosteuropa und letztlich dem Nahen Osten ein. Bei der Durchforstung des Hallohbuschs im Jahr 1926 fand man eine Feuerstelle.
Ein bronzezeitlicher Spinnwirtel bezeugt, dass man hier spätestens 1000 v. Chr. die Kunst des Webens beherrschte. Die Toten wurden verbrannt und die Asche in Urnen beigesetzt. Ein spätbronzezeitlicher Urnenfriedhof aus der Zeit um 800 v. Chr. liegt auf dem nördlichen Lippeufer und erstreckt sich von der Zeche Radbod ostwärts bis weit in das Hammer Stadtgebiet. Hier entdeckte Ortsheimatpfleger Arthur Schauerte nach dem Ersten Weltkrieg Tonurnen mit Brandresten. Diese Funde sowie beigegebene Gefäße befinden sich im Besitz des Gustav-Lübcke-Museums.

### Brukterer und Römer (1. Jahrhundert v. Chr. bis 5. Jahrhundert n. Chr.)

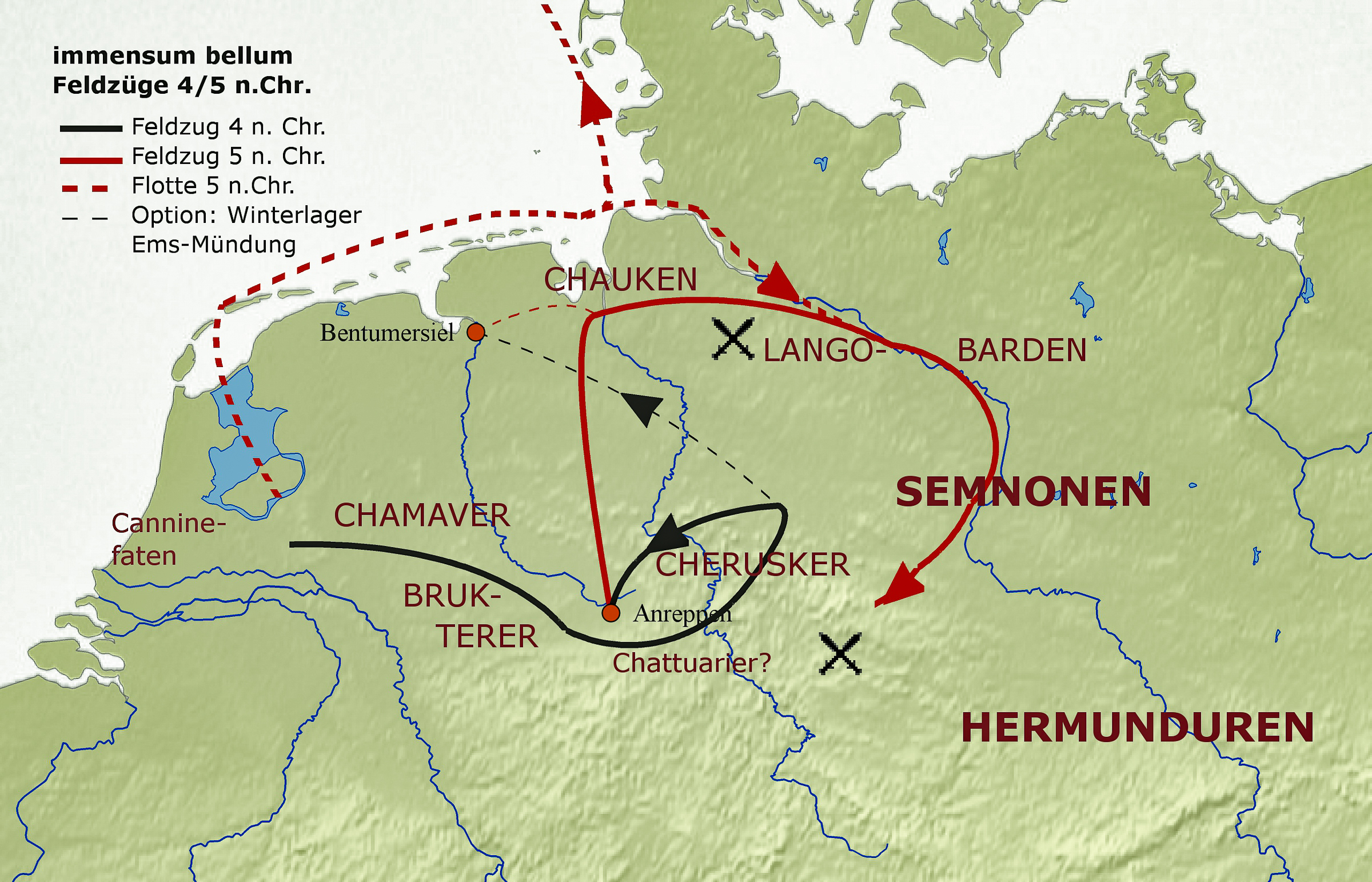
Feldzüge der Jahre 4 bis 5 n. Chr. unter Tiberius

Sämtliche schriftlichen Zeugnisse stammen von Römern. Zu dieser Zeit gehörte die Region zum Gebiet der Brukterer, an deren Namen der Brukterergau erinnert, der unter fränkischer Herrschaft entstand. Sie wurden 12 v. Chr. durch Drusus besiegt, dann im Zuge des immensum bellum, eines Aufstandes, im Herbst 4 n. Chr. von Tiberius unterworfen. Sie gehörten zu den Stämmen, die 9 n. Chr. an der Varusschlacht beteiligt waren. Germanicus verheerte 15 n. Chr. das Gebiet der Brukterer großflächig (Germanicus-Feldzüge). 69/70 nahmen die Brukterer am Bataveraufstand unter Iulius Civilis teil. Vor dem Jahr 98 wurden sie von Angrivariern und Chamaven laut Tacitus fast vollständig ausgelöscht. Die Brukterer flohen jedenfalls in das Gebiet der mit ihnen verbündeten Tenkterer und ließen sich südlich der Lippe nieder. Als Konstantin der Große im Jahr 306 von seinen Truppen in Britannien zum Kaiser ausgerufen wurde, nutzten einige Stämme seine Abwesenheit aus und überfielen römisches Gebiet. Daran waren auch Brukterer beteiligt, die nun von den Römern zum Stammesverband der Franken gezählt wurden.
Entlang der Lippe drangen römische Armeen von 12 vor bis 16 nach Christus mehrere Male vor. Eine Marschstraße führte von Xanten aus am südlichen Lippeufer entlang bis in die Gegend von Hamm, überquerte dort den Fluss und verlief dann weiter in Richtung Wiedenbrück. An dieser Straße lagen die beiden großen Römerlager Haltern und Oberaden. Im 56 ha umfassenden Oberaden fanden zwei Legionen zu ca. 4500 Mann Platz. Einige Forscher verfolgten die These, dass das urkundlich belegte Römerlager Aliso bei Bergkamen oder auf dem Gebiet von Bockum-Hövel zu finden gewesen sein soll. Jacob Schneider erwähnte 1878 noch Reste der Straße zwischen Bockum und „dem Hause Geinige“. In Bockum-Hövel erinnert die Römerstraße an diese Zeit.

### Sachsen
Die Region wurde durch die Sachsen in Besitz genommen, die ihr Einflussgebiet so weit ausdehnten, dass es letztlich alle nordwestdeutschen Stämme umfasste. Das Stammesherzogtum Sachsen gliederte sich danach in Westfalen, Ostfalen, Engern und Nordalbingien. Doch die sächsische Binnenorganisation ist seit langem umstritten und von den jeweiligen zeitgebundenen Vorstellungen geprägt. Nach der im 19. Jahrhundert entwickelten Vorstellung – die an administrative staatliche Hierarchien gewöhnt war – teilten die Sachsen ihr Siedlungsgebiet in Gaue ein. Gemäß dieser Konstruktion einer Verwaltungsstruktur in „altsächsischer“ Zeit gehörte Bockum-Hövel zum Dreingau, der zwischen den heutigen Städten Beckum, Greven und Werne lag. Die Südgrenze bildete demnach die Lippe. An der Existenz sächsischer Gaue wird inzwischen gezweifelt; Matthias Springer hält sie für eine „Schöpfung“ Karls des Großen oder seiner Nachfolger.
Fritz Schumacher und Hartmut Greilich haben 1956 in ihrem Heimatbuch Bockum-Hövel (Neuauflage 2002) auf ein „für unsere Heimat interessantes Forschungsergebnis“ des Cappenberger Pfarrers Stephan Schnieder aufmerksam gemacht: Karl der Große habe wiederholt Sachsen mit ihren Familien in fränkische Gebiete umgesiedelt. Sie hätten ihre Ortsnamen mitgenommen. Für eine solche Umsiedlung aus dem Raum Bockum-Werne in den Raum Bochum seien ähnliche Ortsnamen in beiden Gebieten ein „überzeugender Beweis“. Dagegen hat Peter Hertel bereits 1970 vor „voreiligen Schlüssen“ gewarnt. „Spekulationen über die Umsiedlung“ von „rebellischen Sachsen“ gebe es „genug“.
Südlich zur Lippe hin schloss sich die heutige Bauerschaft Merschhoven an. Sie wurde früher Da(h)lbockum genannt. Dort befanden sich der gleichnamige Hof und der Hof Frye to Dahlbockum (heute Frey). Zahlreiche Scherben, die an der Bockumer Straße beim Gehöft Lange gefunden wurden, belegen, dass auch an dieser Stelle Sachsen lebten. Aus der Merowingerzeit ist nur ein Einzelfund von 1826 aus Holsen, eine Münze, überliefert.

### Fränkische Herrschaft, Christianisierung – Bauern, Freibauern, Grundherren
Als Folge des fränkischen Sieges über die Sachsen in den Kriegen ab 772 wurde 804 das Bistum Münster gegründet. Dessen erster Bischof Liudger ließ Kirchen und Klöster errichten, darunter die St. Victor geweihte Pfarrei in Herringen. Ihr Patronat entstammte St. Victors Hauptkirche in Xanten. St. Victor in Herringen wurde zur Stammpfarrei mehrerer Kirchen des Kreises Hamm, etwa in Kamen, Bönen und Rhynern. Ebenfalls durch Liudger wurde die Pfarre in Ahlen gegründet, zu deren Sprengel Hövel lange Zeit zählte, und die Pfarre im erstmals um 834 urkundlich erwähnten, jedoch wahrscheinlich schon um 800 entstandenen Werne, von der später Bockum abgepfarrt wurde.
Mit der Christianisierung im Frühmittelalter verschwand die Totenverbrennung. Von diesem Umbruch in der Art der Bestattung zeugen zwei Baumsärge, dte man beim Ausheben der Fundamente für den Neubau der Bockumer Kirche fand. Der eine, der Skelettknochen und Schädelreste enthielt, wurde 1907 vom Museum für Völkerkunde Berlin erworben. Er ging im Zweiten Weltkrieg verloren. Der andere gehört zur Sammlung des Hammer Gustav-Lübcke-Museums. Der Versuch einer Dendro-Datierung dieses Baumsarges war ergebnislos. Jedoch liegen Parallelen zu einem Baumsarg aus Hamm-Rhynern nahe, der sich ebenfalls im Gustav-Lübcke-Museum befindet. Sein Eichenstamm wurde um 935 gefällt.
Das Zentrum Bockums bildete der auf einer Anhöhe liegende Oberhof Buokheim mit den ihm angegliederten Gehöften. Er gehörte zunächst zum bischöflichen Haupthof Werne. Dieser hatte schon in früher Zeit eine Kirche, die durch den Heiligen Ludgerus geweiht worden sein soll. Wahrscheinlich ist, dass es auch in Bockum seit dem 10. Jahrhundert eine dem Domkapitel Münster gehörende Eigenkirche gab, auch wenn diese erst 1090 urkundliche Erwähnung fand. Neben dem Oberhof in Bockum zählten die Oberhöfe Hugenpfahl in Stockum (Burg Hugenpoth) und Beckedorf in Horst, wo es jeweils Kapellen gab, zum Haupthof zu Werne – ursprünglich als Unterhöfe. Obwohl Bockum später von Werne abgepfarrt und 1227 durch einen kleinen Teil der Urpfarre Ahlen vergrößert wurde, liegt das Patronatsrecht für die dortige Kirche noch immer beim Besitzer Beckedorfs. Die Kirche der Pfarre Bochem (1081–1105) stand gemäß der Urkunde von 1090 als domkapitularische Eigenkirche auf dem Oberhof.
Fürstbischof Hermann II. von Katzenelnbogen teilte sie 1193 dem Archidiakonat des Propstes von St. Martini in Münster zu. Der Oberhof Langen Buokheim, der auch Kemnadinkhof genannt wurde, war der Sitz eines Schulzen, der Abgaben von den umliegenden Unterhöfen einzuziehen hatte. Noch 1265 gehörte er dem Domkapitel. Als nach der Gründung der Kirche ihre Umgebung ein begehrter Ansiedlungsplatz wurde, teilte man den Hof auf (vor 1300). Dadurch entstanden Einzelhöfe und Kotten in dem neuen Kirchdorf und in seiner Umgebung.
Diese wurden von der Familie von Rinkerode zu Steinfurt-Heessen (Steinfurt = Drensteinfurt) erworben und blieben bis zum Beginn des 19. Jahrhunderts in ihrem Besitz. Der Schlossherr von Heessen war der Grundherr, dem die Höfe und Kotten dienst- und abgabenpflichtig waren. Auch der Oberhof Bockum gelangte 1468 in den Besitz der Herren von Heessen, als die Güter und Höfe zwischen Steinfurt und Heessen geteilt wurden. Bei ihm verblieb eine bedeutende Land- und Ackerfläche. Später wechselte der Hof in Privatbesitz und unterstand der Familie Schulze Bockum. 1880 ging er an die Familie Fritz Köhne über, die ihn bis 1970 bewirtschaftete. In diesem Jahr wurde das Hofgebäude abgerissen. Auf dem Gelände des früheren Oberhofes steht heute das Seniorenheim Ludgeristift Bockum.
Unter den Franken stand an der Spitze des Landes der sächsische Stammesherzog, während die Bischöfe nur die Hoheit über Kirchen und Klöster hatten. Ihr Herrschaftsbereich erweiterte sich durch Schenkungen und Übertragungen. Nach und nach erwarben sie auch die Gogerichte.
Erst in ottonisch-salischer Zeit schlossen sich mehrere der verstreut liegenden Höfe zu Bauerschaften zusammen. Ihre Namen sind oft von besonderen Kennzeichen der Landschaft und Natur abgeleitet. So geht der Name Holsen auf Holthausen (Holt = Holz) zurück, Merschhoven bedeutet Höfe in der Mersch, also in der feuchten Niederung (der Lippe).
Führten die Bauern lange keine Familiennamen und hörten ausschließlich auf regionsspezifische Vornamen, ergab sich später die Notwendigkeit einer genaueren Unterscheidung. Zunamen wurden oft mit Bezug auf die jeweilige Wohnstätte gewählt. Holtmann war der am Holz Wohnende, Haidbaum war der Bauer, der am Schlagbaum wohnte, der die Bockumer Heide vom Dorf trennte; Dalhof war der vom Tal-Hof. Im Gegensatz dazu nahmen vor allem die größeren und die Freibauern den Bauerschaftsnamen an, so z. B. die Besitzer des Hofes Barkhaus (abgeleitet von Barkhausen, heute Barsen). Zu Bockum gehörten die Bauerschaften Barsen, Holsen und Merschhoven (früher Dahlbockum), zu Hövel Geinegge und Hölter. Der nördliche Teil von Hölter war eine eigene Bauerschaft und hieß Aquack oder Akwik.
Die lange Abwesenheit, die die Kriegsdienste mit sich brachten, ließen viele freie Bauern in ein Abhängigkeitsverhältnis zu einem Ritter, Kloster oder einem anderen Großen treten. Dieser übernahm für sie die Verpflichtung zur Heeresfolge und gewährleistete den Schutz des bäuerlichen Besitzes, die Bauern hatten dafür Abgaben und Dienste zu leisten. Solche Übereignungen von Gütern und die damit verbundenen Dienstverpflichtungen wurden an den Gerichtsstätten, den Freistühlen, beurkundet.
Einige Bauern konnten sich als freie Bauern dem Prozess der Feudalisierung entziehen, ohne in den Adel aufzusteigen. Zu diesen zählten die bis heute bestehenden Gehöfte Frye to Aquack, Frye to Dahlbockum (heute Frey) und Barkhaus. Der Name Frye war kein Hofesname, vielmehr bezeichnete er den Stand des Eigentümers, der frei blieb von Leistungen und Abgaben (Frondienst).
Der erste fassbare Grundherr in der Region ist das Kloster Werden, denn im dortigen Urbar wird um 950 die selbstständige Bauerschaft Aswyk Aquyk genannt (heute der Nordteil von Hölter). Der dazugehörige, wahrscheinlich an der Geinegge gelegene Rittersitz Aquak wird um 900 erwähnt.

### Grafen von Werl (um 900–1209) und Grafschaft Hövel (1003 bzw. 1124–1225/1226)
Hövel wurde zu einer eigenen Grafschaft, die bis 1225/1226 Bestand hatte. Der letzte Graf von Hövel, Friedrich II. von Isenberg, war 1225 in die Ermordung des Kölner Erzbischofs Engelbert I. verwickelt. Dafür wurde er im Folgejahr hingerichtet. Die ehemaligen Isenberger Gebiete und Besitztümer, zu denen Bockum und Hövel gehörten, gingen zunächst an Adolf I. von der Mark. Nach einer langen Erbfehde mit Friedrichs Sohn Dietrich von Limburg-Isenberg, den sogenannten Isenberger Wirren, gab Graf Adolf von der Mark per Vergleich aus dem Jahre 1243 einigen Besitz an den isenbergischen Zweig der Familie von Berg zurück, vor allem das Gebiet der Grafschaft Limburg an der Lenne. Bockum und Hövel gehörten nicht dazu. Hier hatte der Bischof von Münster, dem in dieser Region die Gogerichtsbarkeit zukam, bereits die De-facto-Herrschaft an sich gezogen, sodass sowohl Graf Adolf als auch Graf Dietrich ihre Besitzansprüche aufgaben.
Wann genau die Grafschaft Hövel entstand, ist ungeklärt. Historiker nennen sowohl das Jahr 1003 als auch die Zeit um 1124. Diese extrem unterschiedliche Datierung geht auf eine Unklarheit in der einzigen verfügbaren Quelle zurück, dem Annalista Saxo. Dieser nennt einen Grafen Bernhard, der eine Tochter namens Ida und eine Enkelin namens Adelheid hatte. Nach diesen Angaben ist der genannte Bernhard mit Bernhard I. von Werl-Hövel zu identifizieren, dessen Lebensdaten eine Inbesitznahme Hövels um das Jahr 1000 nahelegen. Heimatpfleger Arthur Schauerte vermutete 1958 in einer von der damaligen Stadt Bockum-Hövel in Auftrag gegebenen Festschrift, „die ‚von Hövel‘“ seien u. a. die ursprünglichen Besitzer des Oberhofes in Bockum und Gründer eines Bockumer „Gotteshäuschens“, eines „schlichten Fachwerkbaus“, gewesen. In der „großen Höveler Grafschaft“ habe es „um die Jahrtausendwende“ eine „Untergrafschaft Aquak“ gegeben, „der der Graf Bernhard vorstand“. 1980 konstruierte Ortsheimatpfleger Willi E. Schroeder bezugnehmend auf Albert K. Hömberg und die älteren, von ihm selbst später revidierten Forschungen Paul Leidingers zu den Grafen von Werl folgendes Bild:
Bei der Teilung der ausgedehnten Werler Herrschaft (1000) erhielt Graf Hermann II. von Werl den östlichen Teil um Werl und wurde somit zum Stammvater der Grafen von Arnsberg. Sein Bruder Bernhard erbte den Gau Mittelwestfalen. Bernhards Herrschaftsbereich erstreckte sich über beide Seiten der Lippe und umfasste das spätere Stadtgebiet von Hamm. Da die Mehrzahl seiner Comitate in dieser Region lag, siedelte Bernhard im Jahre 1003 hierhin um und erschloss seine Besitzungen, indem er an der Heerstraße vom Westfälischen Hellweg über die Lippe, die bis zur Ostsee führte, seine Residenzburg, die Burg Hövel, errichten ließ. Als Standort wählte er eine Senke in der Nähe des Höveler Hügels, nach dem die Burg auch benannt ist, und nannte sich selbst „Bernhardus de Huvili“. Dadurch begründete er die Grafschaft Hövel. Um 1005/15 heiratete Bernhard eine namentlich nicht bekannte Frau, um 1020 bis 1025 wurde ihre gemeinsame Tochter Ida geboren.

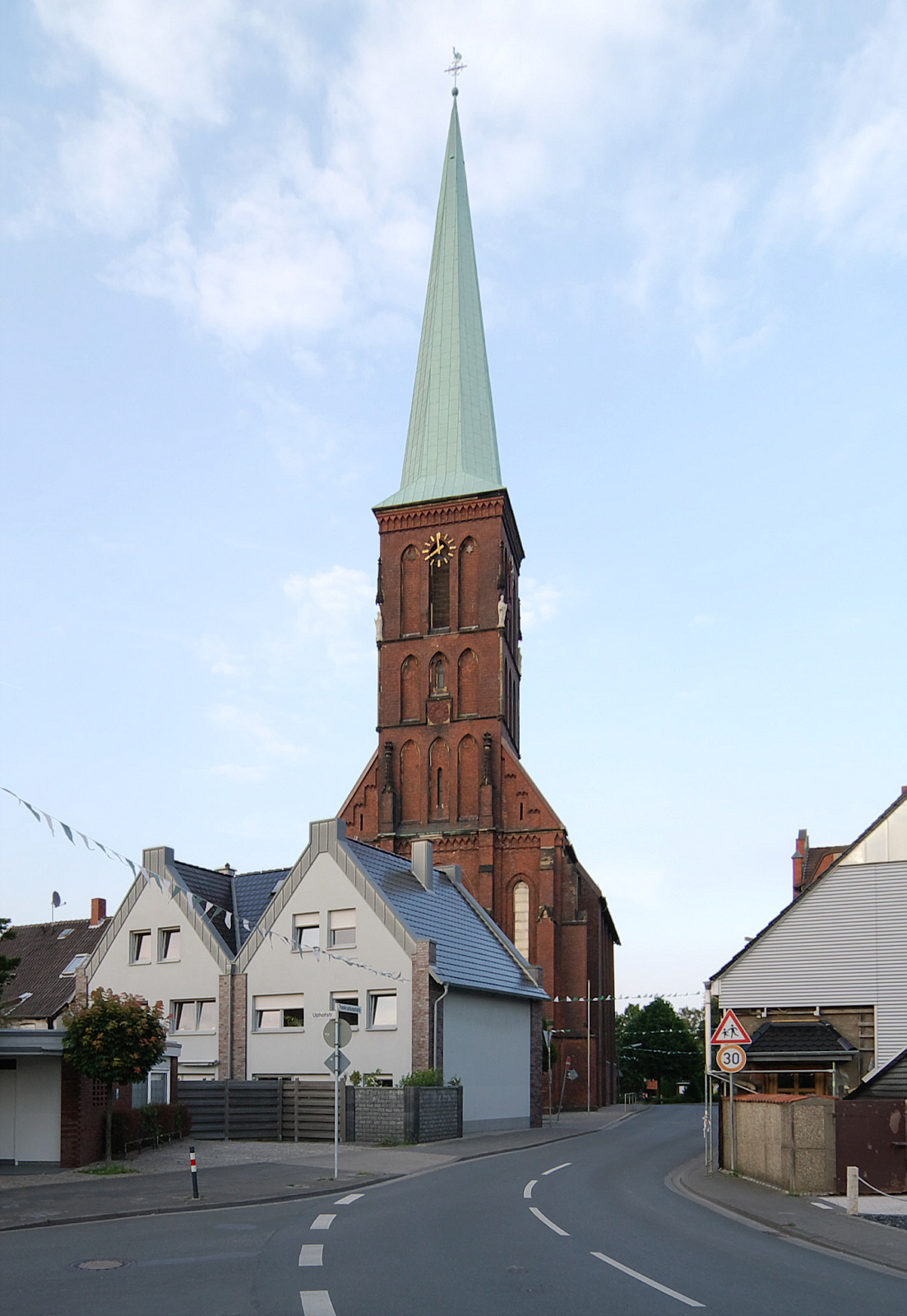
Die heutige Pankratiuskirche; der alte Ortskern wurde weitgehend seit den 1980er Jahren abgerissen.

Nach ungesicherter Überlieferung stiftete Bernhard anlässlich der Geburt seiner Tochter um 1025/30 eine Eigenkirche, die er unter das Patronat des St. Pankratius stellte. Diese Kirche war demzufolge die Vorläuferin der heutigen St.-Pankratius-Kirche in Hövel. 1032 bis 1035 stiftete er eine weitere Eigenkirche in Herringen südlich der Lippe. Beide Kirchen sicherten Bernhard die dazugehörigen Einnahmen, da der Graf sie selbst errichten ließ und sie somit nicht dem Bischof unterstellt wurden.
Um 1045/50 heiratete Bernhards Tochter Ida in erster Ehe den Grafen Heinrich von Lauffen. Aus Dankbarkeit für die Geburt der Enkelin Adelheid von Lauffen stiftete Bernhard nach ebenfalls ungesicherter Überlieferung eine Eigenkirche in Bockum. Diese erhielt das Patronat des Heiligen Stephanus und war somit Vorläuferin der St.-Stephanus-Kirche in Bockum. Gleichzeitig holte er einen weiblichen Orden nach Hövel, der noch keiner Gemeinschaft angeschlossen war. Diesen siedelte er auf dem heutigen Klosterhof an, wo man Lanzenspitzen und kleine Hufeisen aus der Römerzeit fand. 1055 verstarb Graf Bernhard, und als fünf Jahre später Graf Rudolf von Werl ebenfalls starb, erbte Adelheid von Lauffen die gesamte Höveler Grafschaft.
Sie heiratete um 1070 Adolf von Berg-Hövel und siedelte in die Burg Berge an der Dhünn um. Wann Adolf in den Rang eines Grafen von Hövel erhoben wurde, ist unbekannt. Vor ihrem Umzug muss Adelheid die von ihrem Großvater erbaute Eigenkirche in Hövel zu Lehen an die Klosterfrauen vom Klosterhof gegeben haben.
1078 wurde Adolf I. von Berg geboren, dessen Vater bereits 1090 verstarb. 1090/93 heiratete seine Mutter zum zweiten Mal, und zwar Friedrich I. von Sommerschenburg, den Pfalzgrafen von Sachsen († 1120). Dieser war, ebenso wie sein Sohn und Nachfolger Friedrich II., ein Gegner der Ottonen.
Um 1095 wurde Adolf II. von Berg geboren, ein Sohn Adolfs I. von Berg, der 1106 verstarb. Adolf II. regierte die Grafschaft Berg beinahe ein halbes Jahrhundert lang von 1115 bis 1160. Er heiratete 1120 Adelheid von Arnsberg, dann 1127 Irmgard, eine Nichte des Kölner Erzbischofs Friedrich I. von Schwarzenburg. Sie hatten mehrere Söhne, darunter Eberhard I. von Berg-Altena. Sein Bruder Adolf kam während des Dritten Kreuzzugs 1149 vor Damaskus ums Leben. Ein weiterer Sohn Engelbert I. von Berg wurde nach der Erbteilung Graf von Berg.
Diesem Ablauf der Geschehnisse widersprach Paul Leidinger. Nach seiner Meinung ist ein Graf von Hövel erst für die Zeit nach 1124 plausibel. Demnach sei Bernhard I. von Werl nicht mit dem im Annalista Saxo genannten Bernhard identisch. Er begründet dies einerseits mit den nicht passenden Lebensdaten, andererseits mit dem Erbrecht, nach dem die Grafschaft Hövel nicht über seine Tochter Ida allein habe vererbt werden können. Nach den Ausführungen des Annalista Saxo hatte Ida Schwestern, die nach sächsischem Recht ebenso erbberechtigt gewesen wären wie sie selbst. Leidinger geht deshalb von einer Verwechslung aus. Der im Annalista Saxo genannte Bernhard sei tatsächlich mit Bernhard II. von Werl zu identifizieren, Vorfahre der Grafen von Arnsberg. Das Gebiet der Grafschaft Hövel sei somit bis zum Jahre 1124 Besitz des Arnsberger Grafenhauses gewesen. Erst als dieses 1124 im Mannesstamm erlosch, sei Hövel über Adelheid von Arnsberg an Adolf II. von Berg vererbt worden, der somit auch der erste Graf sei, der sich von Hövel nannte. Burg Hövel wäre dann wohl ebenfalls erst in dieser Zeit errichtet worden, und auch die Stiftung der Kirchen in Bockum und Hövel durch einen Grafen Bernhard von Werl-Hövel wäre demnach nicht haltbar.
1133 übergab Adolf II. die Stammburg der Grafen von Berg, die Burg Berge in Odenthal-Altenberg, an den Zisterzienserorden. 1145 wurde Burg Hövel an einen Ministerialen verlehnt, der sich nach ihr „de Hüvele“ (von Hövel) nannte. Um die südlich der Lippe gelegenen Gebiete besser kontrollieren zu können, ließ Adolfs Sohn Eberhard um 1150 die erste Burg Nienbrügge erbauen, deren Lage 2011 durch ein Archäologenteam unter Leitung von Eva Cichy nachgewiesen werden konnte. Seit 2018 wird dort erneut gegraben. Mit dem Nienbrügger Pfennig prägten die Grafen von Hövel erstmals eigene Münzen, vermutlich in Altena, einer Burg, die er 1152 ausbauen ließ. 1160 trat Adolf II. von allen Ämtern zurück und wurde Mönch im Kloster Altenberg. Er starb wahrscheinlich am 12. Oktober 1170 und wurde zuerst in der Markuskapelle begraben, dem ältesten Gebäude Altenbergs aus dem Jahr 1125.
Der Erbstreit zwischen Adolfs Söhnen Eberhard I. von Berg-Altena und Engelbert I. von Berg wurde nach einem Jahr entschieden. Eberhard wurde Graf von Hövel ab 1166, Engelbert erhielt die Grafschaft Berg-Altena.

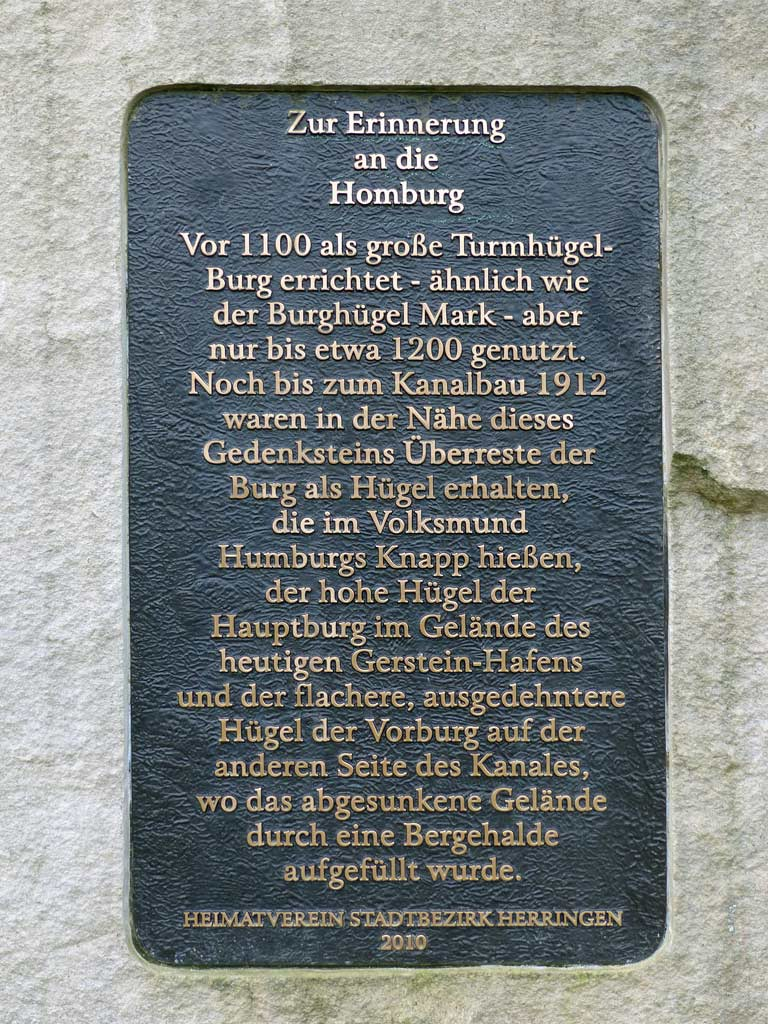
Tafel zur Erinnerung an die Homburg

Die um 1100 errichtete Homburg unweit des Dorfes Herringen auf der Südseite der Lippe wurde unmittelbar an der Grenze zwischen den Bistümern Köln und Münster errichtet, dort wo das Kloster Deutz Besitzer des Haupthofes und der Kirche war. Vögte des Klosters Deutz waren die Herren von Berg, die die Grafschaft Hövel erbten. Dabei übten die Grafen von Berg ihre Herrschaft im zum Bistum Münster gehörenden nördlichen Teil der Grafschaft nicht selbst aus, sondern ließen sie verwalten.

### Einfluss des Kölner Erzbistums
1167 wurde Philipp von Heinsberg Erzbischof von Köln. 1180 ist dann mit Heinrich dem Löwen der letzte sächsische Herzog gestürzt und sein Herzogtum in mehrere geistliche und weltliche Herrschaften aufgeteilt worden. Der Erzbischof von Köln wurde dadurch zum Herzog von Westfalen.
Schon vor 1180 hatte Philipp von Heinsberg jeden nur erdenklichen Versuch unternommen, sich die Angehörigen der lokalen Adelsfamilien als Vasallen unterzuordnen. Zu diesem Zweck kaufte er mit dem Geld des Erzbistums zahlreiche Güter der Adligen auf, darunter Eigenburgen, Eigenklöster und Eigenkirchen, und belehnte sie ihnen unter der Voraussetzung zurück, dass sie ihm den Vasalleneid schworen. Im Nachhinein erwies sich dieses Vorgehen als wenig effektiv, da die Adligen trotz des Treueeids ungehemmt weiter ihre eigenen Machtinteressen verfolgten, auch gegen die Interessen der Kölner Kirche. Jedoch wurde Philipps Vorgehen vom Kaiser mehr und mehr als Bedrohung aufgefasst, da die Vergabe kaiserlicher Lehen nunmehr durch den Erzbischof von Köln bestätigt werden musste. Der Kaiser beschnitt deshalb zu einem späteren Zeitpunkt die Macht des Kölner Erzbischofs, was wiederum den Interessen der anderen westfälischen Adeligen Auftrieb gab.
Seit Philipp von Heinsberg Herzog von Westfalen geworden war, forcierte er den Güterankauf, weil er dadurch zugleich die Entstehung einer dem Herzogtum Westfalen benachbarten und zu ihr konkurrierenden größeren Territorialherrschaft in der Hand eines weltlichen Machthabers zu unterbinden trachtete. Vermutlich hat um 1170 der Edelmann Rabodo von der Mark den Oberhof Mark und das zugehörige Gelände der späteren Burg Mark an den Erzbischof veräußert. Rabodo benötigte Geld für andere Unternehmungen, Philipp von Heinsberg versicherte sich auf diese Weise seiner Vasallentreue. Danach belehnte der Kölner Erzbischof den Besitz an ihm zurück. Nach Rabodos Tod um oder nach 1170 ging der Oberhof nebst dem Burghügel an Friedrich von Berg-Altena über.
Spätestens mit dem Tod Eberhards I. von Berg-Altena im Jahr 1180 kam es zur Altenaischen Erbteilung zwischen seinen Söhnen Arnold von Altena und Friedrich von Berg-Altena. Der in seiner Form und Genauigkeit einzigartige Vorgang ist möglicherweise von Philipp von Heinsberg veranlasst worden, der auch hier das Ziel verfolgte, die Gründung einer großen, konkurrierenden Territorialherrschaft in dem von ihm beanspruchten Gebiet zu verhindern. Die Grafschaft Hövel wurde dabei geteilt. Ihr nördlicher Teil um und nebst Burg Hövel ging an Friedrich, der südliche um Burg Nienbrügge an Arnold.
Burg Altena wurde zu gleichen Teilen an beide Brüder vergeben und war somit von nun an für beide wertlos. Arnold zog sich aus Altena zurück und übergab seinen Anteil an den Kölner Erzbischof, den Friedrich nunmehr als unbequemen Mitverwalter akzeptieren musste.
Einige der an den Kölner Erzbischof Philipp I. von Heinsberg veräußerten Besitzungen der Grafen, darunter Burg Hövel und Burg Nienbrügge, wurden 1193 durch den neuen Erzbischof von Köln, Adolf von Altena, an die mit ihm zum Teil nahe verwandten Edelleute als Allod zurückgegeben. Auch das Flurstück Wiseberg, auf dem später Hamm entstehen sollte, ging wieder an Friedrich von Berg-Altena.
Arnold von Altena, der sowohl Altena als auch Hövel verloren hatte, benötigte eine neue Residenz. Spätestens zwischen 1190 und 1200 ließ er die nahe der Burg Nienbrügge befindliche Ansiedlung Nienbrügge ausbauen. Ob Nienbrügge jemals Stadtrechte besessen hat, ist aber bis heute ungeklärt. Später erwarb Graf Arnold noch die Isenburg hinzu. Auch Friedrich oder sein Sohn Adolf I. von der Mark ließen irgendwann nach der Altenaischen Erbteilung, spätestens ab 1198 auf dem zum Gelände des Oberhofes Mark gehörenden künstlich aufgeschütteten Burghügel eine neue Residenz erbauen, die Burg Mark. Damit traten die beiden Familienzweige der bergischen Grafen, die altenaisch-märkische Linie um die Grafen Friedrich und Adolf und die altenaisch-isenbergische Linie um Graf Arnold und seinen Sohn Friedrich von Isenberg in offene Konkurrenz zueinander. Der Titel des Grafen von Hövel verblieb dabei beim isenbergischen Familienzweig. Friedrichs Sohn und Erbe Adolf nannte sich spätestens 1202 Graf von der Mark. Mit der Benennung nach der Burg grenzte er seine Linie Altena-Mark von den Grafen von Altena-Isenberg ab. Burg Mark wurde zu seinem ausschließlichen Familiensitz.
Für das Bockum-Höveler Gebiet gewann innerhalb weniger Jahre der Bischof von Münster fast alle herzoglichen Rechte und wurde damit für sein Bistum geistlicher und weltlicher Landesherr (Fürstbischof). Unter der Herrschaft der Fürstbischöfe verschwand die überkommene Gaueinteilung. An ihre Stelle trat die Aufgliederung des Bistums in zehn Ämter. Die Kirchspiele Bockum und Hövel gehörten zum bischöflichen Amt Werne, das etwa das Gebiet des späteren Kreises Lüdinghausen umfasste. Die Bezeichnung für den obersten Verwaltungsbeamten war Droste. Dieses Amt war Adligen vorbehalten.
Ab 1174 war Hermann II. von Katzenelnbogen Fürstbischof von Münster, das wiederum zum Erzbistum Köln gehörte. Ab 1180 ordnete er das weltliche Leben und ließ besonders alle privaten Kirchen (Eigenkirchen, Klöster und Stifte) erfassen. Hierzu gehörten auch die St.-Pankratius-Kirche in Hövel und die St.-Stephanus-Kirche in Bockum. Die Oberin des Zisterzienserinnen-Klosters auf dem Klosterhofe wurde auf Anordnung des Fürstbischofs echte Lehnsfrau der St.-Pankratius-Kirche in Hövel. Da die Eigentumsverhältnisse an der St.-Stephanus-Kirche nicht geklärt werden konnten, wurde das Domkapitel von Münster Lehnsherr der Kirche in Bockum. Lehnsherr wurde der Domdechant und Propst von St. Martini in Münster, Gottfried von Altena, der womöglich ein Nachfahre der frühen Grafen von Hövel war.
Die Verhältnisse unterhalb der höchsten Adelsschicht sind nur ansatzweise zu erkennen. Ab etwa 1145 trat das Geschlecht der Herren von Hövel auf. Es handelte sich zunächst um einen Ministerialen Adolfs II. von Berg und Hövel, der mit Burg Hövel belehnt wurde und sich nach dieser benannte. Die de Hüvele bildeten später ein weit verzweigtes Adelsgeschlecht. Zu den frühen Zeugnissen ihres Auftretens zählt auch eine Urkunde aus dem Jahr 1198, als ein „Lambert de Hüvele“ bei einem Landtausch mit dem Kloster Cappenberg in Erscheinung tritt.
1170 wurden erstmals die Ritter von Gynegge (Geinegge) erwähnt. 1205 war das adlige Haus Geinegge von dem Ritter „Henricus Gemenyce“ bewohnt. Vermutlich war er ein Vasall des damaligen Grafen von Hövel, Arnold von Altena.

### Welfen und Staufer, der Übergang an das Hochstift Münster (1209–1243)
Als im Zeitraum zwischen 1207 und 1209 Arnold von Altena und sein ältester Sohn Eberhard verstarben, wurde Arnolds Sohn Friedrich von Isenberg zu seinem Erben. Friedrich schlug sich im Deutschen Thronstreit zunächst auf die Seite der Welfen unter Otto IV., wechselte aber nach indifferenter Quellenlage entweder bereits 1212 oder erst 1214 nach der Niederlage Ottos in der Schlacht von Bouvines die Fronten. Kaiser Friedrich setzte zwei Jahre später die Einsetzung des neuen Erzbischofs Engelbert I. von Köln durch, der ein Vetter Friedrichs von Isenberg war. Engelbert stieg in der Folge zum Reichsverweser und damit Stellvertreter des neuen Kaisers auf.
1218 riss Engelbert die Grafschaft Berg an sich, bevor sie an die Limburger fallen konnte. In einem Vergleich zwischen Engelbert und Heinrich IV. von Limburg wurde bestimmt, dass Berg mit dem Tode Engelberts an Limburg übergehen sollte. Womöglich besiegelte Engelbert dadurch sein Todesurteil, schließlich hatte der Herrscher Limburgs von nun an ein konkretes Interesse am Ableben des Erzbischofs.
1221 erhielt der Kölner Erzbischof vom Papst die Weisung, Hinweisen auf Erpressung der Vasallen durch ihre Herren nachzugehen. So wurde Friedrich von der Äbtissin des Reichsstifts Essen bezichtigt, als Vogt des Klosters übermäßige Abgaben einzuziehen. Engelbert wandte sich zunächst gegen den mächtigen Bischof von Paderborn. 1223 zwang er den Fürstbischof zur Kapitulation.
1225 lud Engelbert nach Soest ein, um über die adligen Vogteirechte zu verhandeln. Dabei drohte er ihnen mit dem Wormser Konkordat, nach dem die weltlichen Herrscher entmachtet und ihrer Vogteirechte beraubt werden konnten. Dagegen schlossen sich die Adligen zusammen. In Gevelsberg lauerten sie dem Erzbischof in einem Hohlweg auf und streckten ihn mit fünfzig Schwerthieben nieder. Womöglich handelt es sich dabei um eine missglückte Entführung, durch die der Erzbischof nach dem damals geltenden Fehderecht zum Einlenken gezwungen werden sollte. Die einzige mittelalterliche Quelle geht hingegen von klaren Mordabsichten der Angreifer aus. Es spricht einiges dafür, dass der Erzbischof seitens im Dienste Limburgs stehender Männer erschlagen worden ist, womöglich mit Billigung des Papstes. Friedrich von Isenberg, der von einer geplanten Entführung ausgegangen war, wurde dadurch völlig überrascht und schließlich von den Limburgern als Sündenbock und vermeintlicher Haupttäter vorgeschoben.
Friedrich reiste daraufhin nach Rom und versuchte den Papst von seiner Unschuld zu überzeugen, was ihm aber nicht gelang. Auf dem Rückweg wurde er in Lüttich gefangengesetzt und in Köln von Engelberts Nachfolger Heinrich I. von Müllenark aufs Rad geflochten. Die Isenburg und Nienbrügge wurden geschleift. Adolf I. von der Mark, der Sohn des Friedrich von Berg-Altena, stellte sich auf die Seite der Kölner und wurde zur Belohnung mit einem Großteil der isenbergischen Besitzungen belehnt. Die 1180 im Rahmen der Altenaer Erbteilung aufgeteilten altenaischen Güter befanden sich somit wieder in einer Hand, schließlich war Adolf von der Mark auch der Erbe seines Vaters Friedrich von Berg-Altena.

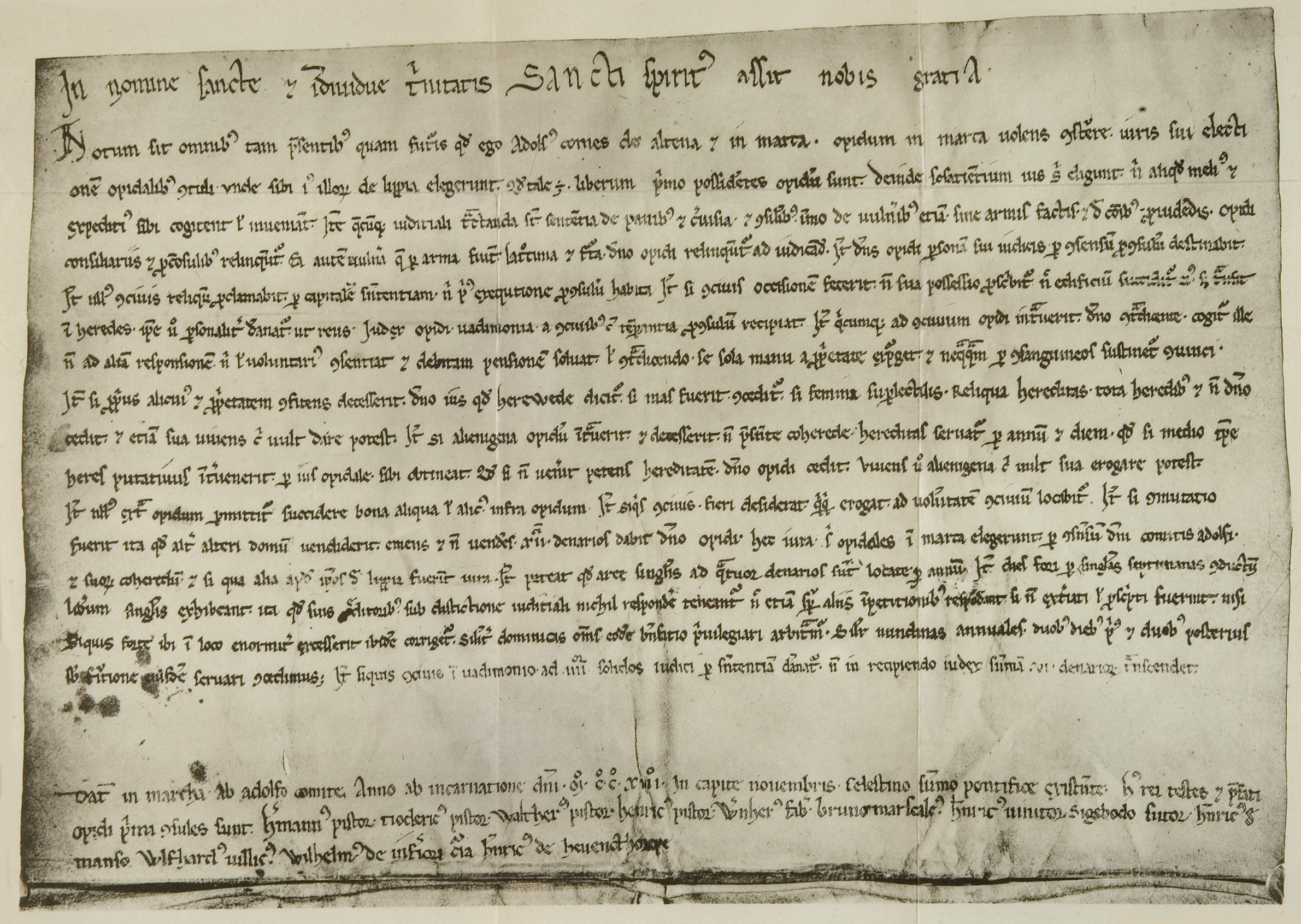
Gründungsurkunde der Stadt Hamm, 1213, konfirmiert 1279

Den Einwohnern des zerstörten Nienbrügge bot Graf Adolf einen neuen Siedlungsraum an. Auf diese Weise entstand die Stadt Hamm. Friedrich von Isenbergs Sohn Dietrich von Altena-Isenberg wuchs am Hof seines Onkels auf, Heinrich IV. von Limburg, dem durch den Tod Erzbischof Engelberts entsprechend dem zwischen beiden geschlossenen Vergleich die Herrschaft in der Grafschaft Berg zugefallen war. Friedrich von Isenbergs Frau, Dietrichs Mutter Sophie und Schwester von Herzog Heinrich, hatte sich dorthin geflüchtet, verstarb aber bereits 1226 zusammen mit ihrem jüngsten Kind.

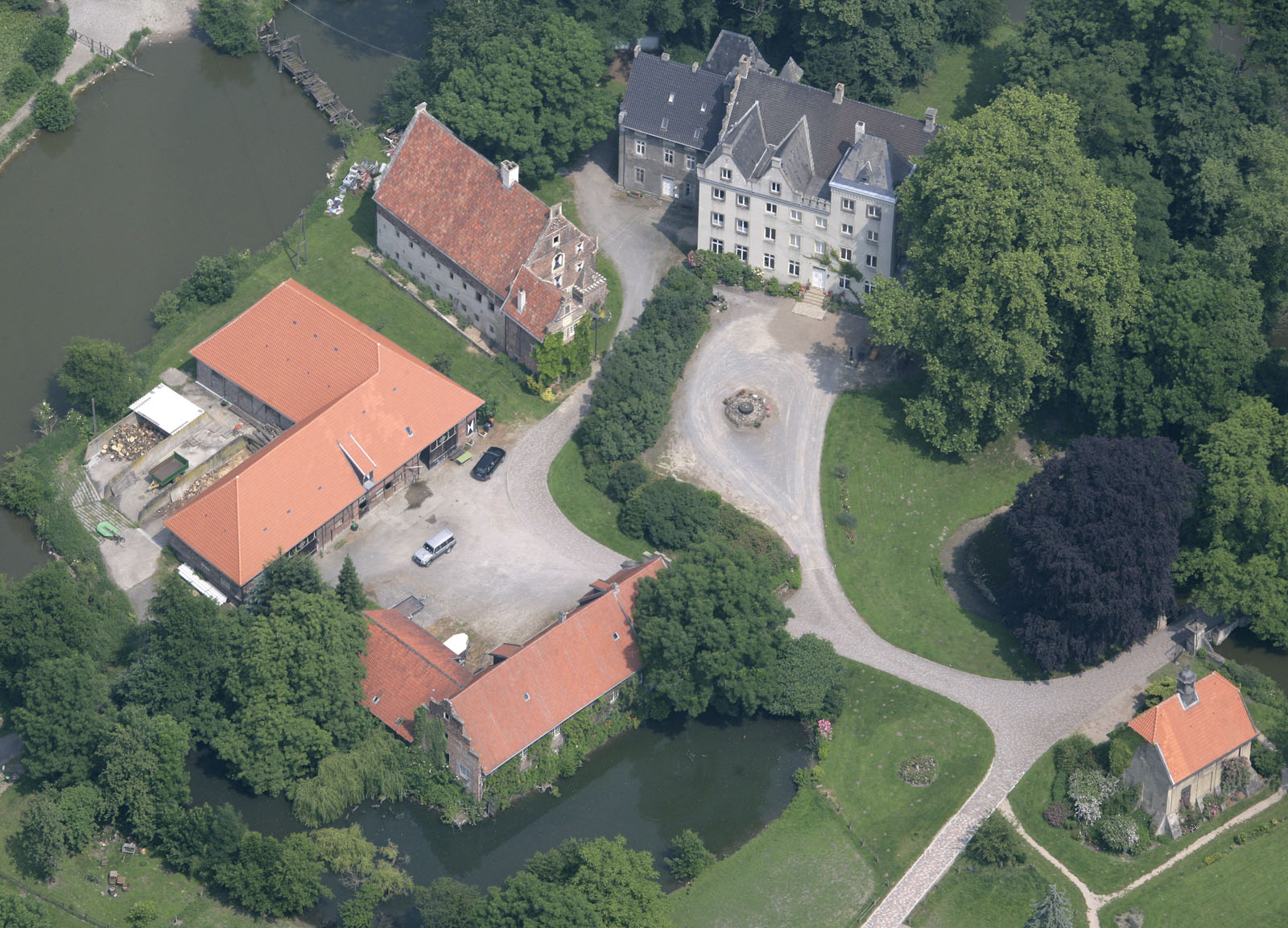
Luftbild des Hauses Ermelinghof

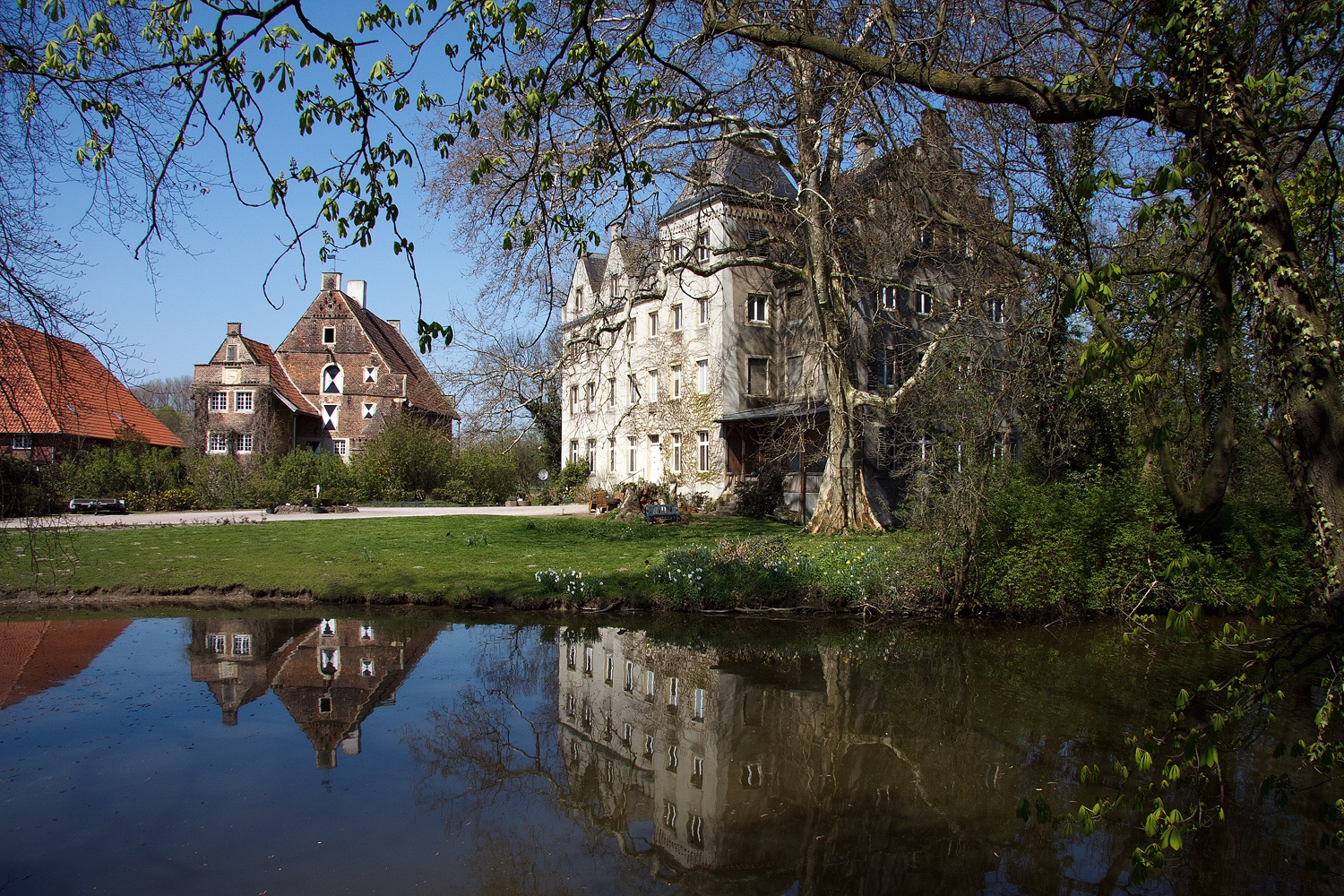
Haus Ermelinghof, in der Mitte das alte Haupthaus, 2010

Ab 1232 kam es zur Erbauseinandersetzung zwischen Limburg-Isenberg auf der einen Seite, Adolf von der Mark und dem Kölner Erzbischof auf der anderen. Herzog Heinrich forderte im Namen seines Neffen, Friedrich von Isenbergs Sohn Dietrich von Altena-Isenberg, von Adolf I. von der Mark die isenbergischen Besitztümer zurück. 1232 soll sich der Erzbischof von Köln beim Papst darüber beklagt haben, dass er von den Verwandten des Grafen Friedrich II. von Altena-Isenberg belästigt werde. Diese machten die Gegend von Geinegge, Dasbeck, Hölter und Heessen unsicher, Burg Geinegge und Haus Ermelinghof seien gleich mehrfach heimgesucht worden. Die sogenannten Isenberger Wirren endeten nach einer langanhaltenden militärischen Pattsituation im Jahre 1243 mit einem zunächst scheinbar ausgeglichenen Vergleich, dessen Bedingungen Graf Adolf im Laufe der nächsten Jahre aber klar zu seinem Vorteil nutzen konnte. Auf diese Weise wurden die Grundlagen für die Entstehung der großen und einflussreichen Grafschaft Mark gelegt, während den Isenbergern lediglich die kleine Grafschaft Limburg blieb. Zu ihrem eigenen Schutz mussten sich Dietrich Graf von Limburg und seine Nachfolger den einflussreicheren limburgisch-bergischen Verwandten als Vasallen unterstellen. Im Zuge der Beilegung des Erbkonfliktes erhielt die Stadt Hamm eine komplette Befestigungsanlage, nach der Schlacht von Worringen 1288 auch das volle Befestigungsrecht.
Sowohl Graf Adolf als auch Graf Dietrich mussten aber auf die Gebiete nördlich der Lippe verzichten, also auch auf Bockum und Hövel. Diese zog der Bischof von Münster an sich. Durch die Ausübung der Gogerichtsbarkeit hatte er die De-facto-Herrschaft inne, so dass keiner der beiden Grafen mehr ein eigenes Herrschaftsrecht ausüben konnte.

### Grafschaft Mark und Hochstift Münster (1243 bis um 1500)

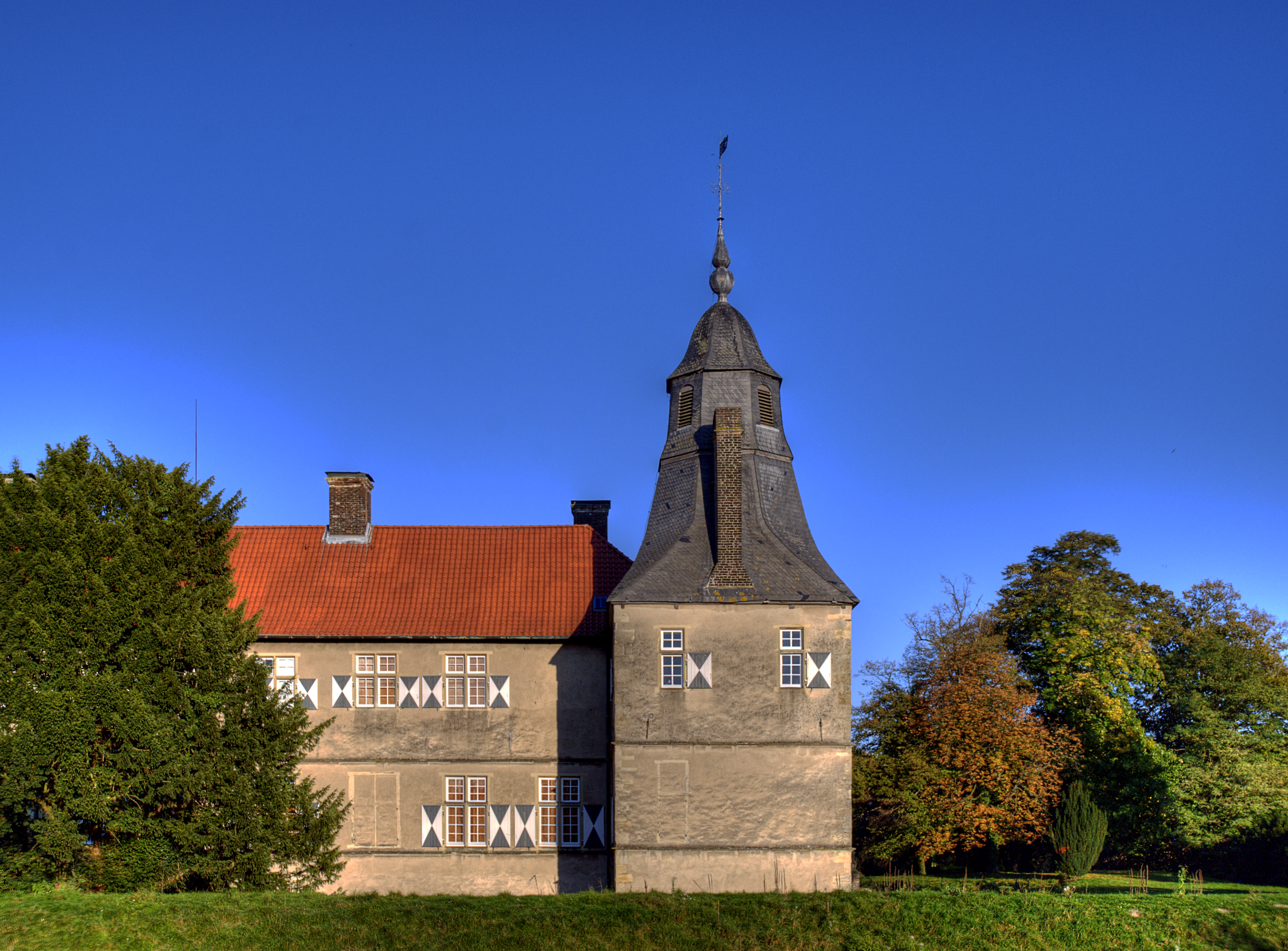
Haus Westerwinkel

Zwei Jahre nach dem Friedensschluss von 1243 erhielten die Grafen von Limburg die Güter in Heesen und Westerwinkel zurück. Graf Adolf I. von der Mark verzichtete auf die nördlich der Lippe gelegenen Gebiete. Graf Dietrich erhielt 1243 die Hoch- und Gogerichtsbarkeit für einen Teil des ehemaligen väterlichen Besitzes im Gebiet der unteren Lenne (s. Amtsverfassung im Herzogtum Westfalen). Die Gerichtshoheit erwies sich als eine wichtige Voraussetzung für die Entwicklung des Territoriums der Grafschaft Limburg im Gebiet zwischen Ruhr, Lenne und Volme, das inmitten der Grafschaft Mark lag und im Osten an das Herzogtum Westfalen grenzte.
1270 weihte Fürstbischof Gerhard von der Mark die aus Stein errichtete St.-Stephanus-Kirche in Bockum ein.
Obwohl ihre Herren Vasallen der Bischofs von Münster waren, wurden 1246 die Knappen de Hüvele und die de Ghynegge zu Burgmannen auf Burg Mark und dort auch zu Rittern geschlagen. 1269 trat Godfrid de Hüvele als erster Zeuge in der Urkunde auf, die dem Grafen Adolf von der Mark das Münzrecht der neugegründeten Stadt Hamm zusprach. 1279 bezeugte Godfrid de Hüvele beim Grafen, dass die Stadt Hamm das Stadtrecht nach Lippstädter Recht erhielt. 1280 erhielt Godfrid von den Klosterfrauen in Herford die Burg Stockum als Lehen.
Johann de Hüvele verkaufte dem Grafen von der Mark seinen Hof in Geithe (heute ein Unterbezirk von Hamm-Uentrop). 1310 schenkte Engelbert II. von der Mark den Hof dem Kloster Kentrop. Dort erhielten die Klosterfrauen vom Nordenstift, die früher in Hövel gewohnt hatten, eine ständige Bleibe. Sie stellten 1300 mit Genehmigung des Fürstbischofs Eberhard von Diest die St. Pankratiuskirche in Hövel unter das Nebenpatronat des Heiligen Nikolaus, da dieser der Patron der Flüsse ist, und die Lehnsfrauen das Fischrecht in der Lippe besaßen. Von 1392 bis 1401 war Gertrud von Hüvele Äbtissin von Kloster Kentrop.
Ab 1323/25 sind die meisten Namen der Pfarrer an der St. Stephanuskirche in Bockum und an der St.-Pankratius-Kirche in Hövel bekannt. Eine allgemein zugängliche Fundgrube der Quellen zur Geschichte von Bockum-Hövel sind – nicht nur im Falle der Pfarrernamen – die Geschichtlichen Nachrichten über den östlichen Teil des Kreises Lüdinghausen, die Julius Schwieters, katholischer Kaplan in Herbern, im Jahr 1886 publiziert hat. 1323–1358 war Ruitger von de Grotenhuis Pfarrer in Hövel. Er stammte aus dem Rittergeschlecht Grotehuis aus der Bauerschaft Altendorf bei Nordkirchen und ließ an der gleichen Stelle in den Jahren um 1325/30 eine neue Kirche aus Stein errichten. Sie wurde von Fürstbischof Ludwig II. von Hessen geweiht. Ab 1383 war Haydenreich Einnich Pfarrer, ab 1454 Johann Nordholt und ab 1467 Wilhelm Witlich. Vermutlich besaß die Kirche bereits eine Orgel, denn diese wurde 1489 repariert. 1491 erhielt die Kirche eine neue Monstranz, und der Blasebalg für die Orgel wurde repariert. Sieben Jahre später musste der Turm verankert werden, wofür 16 Gulden aufgebracht wurden. 1511 war Evert Holtmann Pfarrer, im selben Jahr folgte ihm Johann von Morrien. Eine neue Kirchenglocke mit der Inschrift Ut superis reddant laudes, hanc convoco plebem, fulgura compello, tristem pallio luctum. Sit in honorem Dei, Pancratius est mihi nomen. Anno 1511 wurde geweiht. Sie hatte einen Durchmesser von einem Meter.
An der Stephanuskirche wirkten 1325 der Pfarrer Deboldus, 1395 Gherd von Hovell, 1404 Evert Niehues, 1454 Berndt Niehuise, 1477–1494 Gerit (Corde) Vonhove und etwa ab 1500 Gerhard Loer.
1339 erwarben die Herren de Hüvele die Burg Geinegge vom Grafen von Limburg, 1420 ging das Haus Laake in ihren Besitz über. 1483 wurden die Herren de Hüvele zu Stockum wegen Ketzerei exkommuniziert. Um 1500 erbauten die de Hüvele auf Burg Stockum nach Verlust ihres Lehens wegen Felonie (Treuebruchs) in der Nähe von Horst eine neue Burg namens Beckedorf, die Gert de Hüvele von Stockum bezog. Haus Lake, auf dem zwischen 1410 und 1480 ein Gödeke von Hövel und sein Sohn Hermann residierten, geriet gegen Ende des Jahrhunderts in wirtschaftliche Schwierigkeiten, so dass die Ritter ihre Rechte nach und nach veräußern mussten. Um 1500 ging das Haus an die Familie Deipenbrock (auch Diepenbrock) aus Werne über, die nun auf Lake wohnte und sich Deipenbrock zu Lake nannte. Sie kauften 1522 das Gut Westerwinkel und verpachteten Haus Lake, das wiederum 1561 durch Erbgang an die von Westerholt zu Alst kam, schließlich 1734 an die Grafen von Plettenberg zu Nordkirchen und im frühen 20. Jahrhundert an die Zeche Radbod.

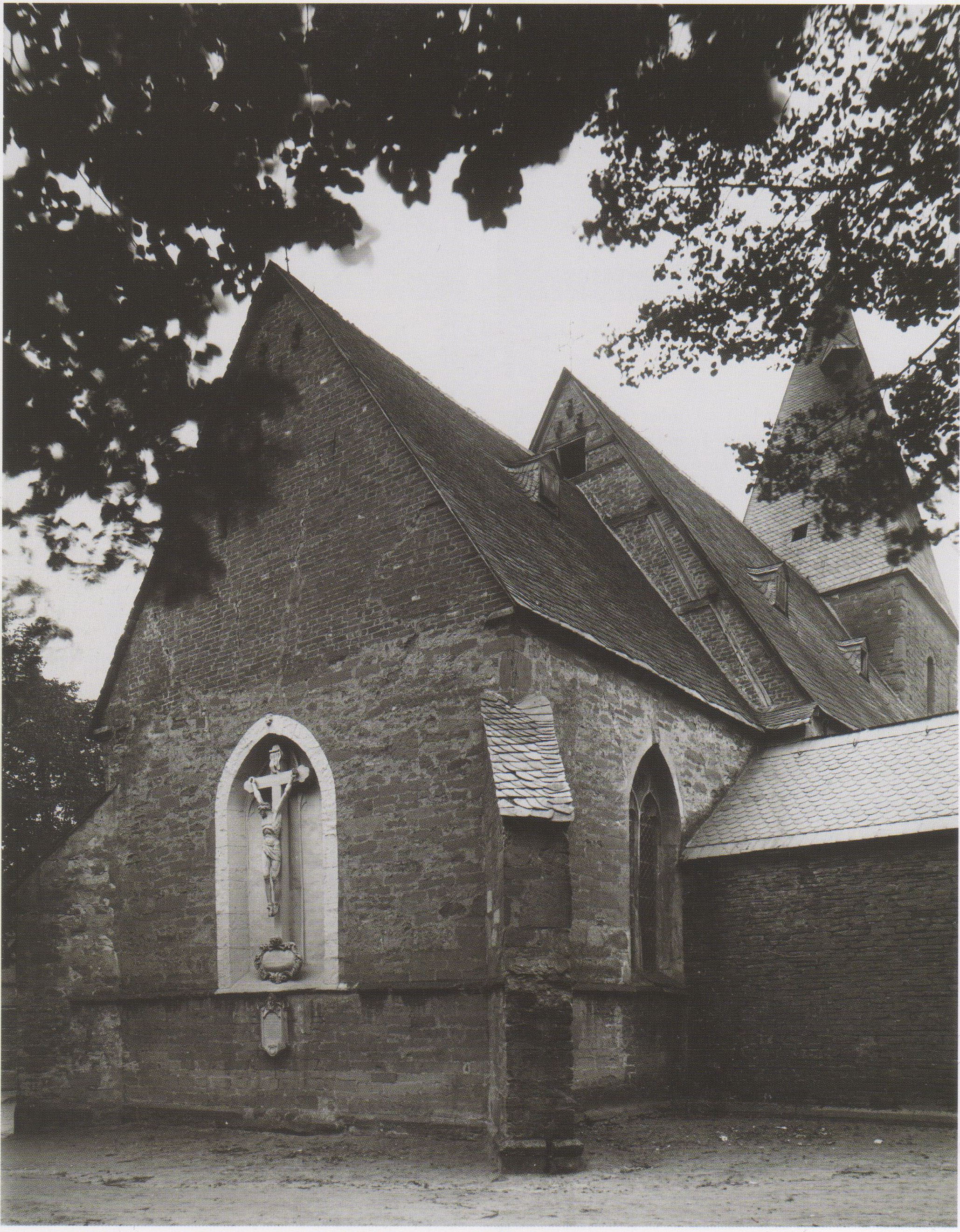
St. Stephanus, Aufnahme der „Alten Kirche“ von 1891, Westfälisches Amt für Denkmalschutz

Von den Häusern der Region sind nur wenige Nachrichten überliefert. Die ältesten Besitzer des Gutes Ermelinghof in Hövel waren die von Ermel, nach denen das Anwesen offenbar benannt worden ist. 1330 wohnte das Rittergeschlecht derer von Schedingen (Scheidingen) auf Haus Ermelinghof. 1430 heiratete die Erbtochter Ermgard von Schedingen auf Ermelinghof Heinrich von Galen und brachte so das Gut an diese Familie. 1333 verzichtete Volmarus de Aquak auf seinen Hof in der Bauerschaft Barkhausen und übergab ihn an Theodorus de Volmerstein. Heinrich von Knipping, Droste zu Wetter und Vorfahre der Burgherren zu Stockum (Hugenpoth), unternahm 1430 eine Reise nach Jerusalem, die ihn in der Heimat berühmt machte.
1400 brannte der Graf von der Mark, der mit dem Fürstbischof Otto von Münster im Krieg lag, die Stadt Werne nieder, die ab 1402 eine neue Stadtmauer erhielt.
1490 wurde in Hövel erstmals auf einen Holzvogel geschossen. Die Schützenbrüder erhielten aus Einnahmemitteln eine Tonne hochwertiges Bier (Keut).

### Gerichtswesen
Zwischen 1180 und 1803 unterstanden Bockum und Hövel der landesherrlichen Gewalt des Bischofs von Münster. Diese Rechtsverhältnisse bestanden bis zur Einführung der preußischen Gerichtsordnung. Bis dahin unterschied man drei Gerichtsbarkeiten:
1. das Freigericht und das Femgericht,
2. das Gogericht und
3. das Geistliche Archidiakonalgericht.[47]

#### Frei- und Femgerichte
Als die Bischöfe im 12. Jahrhundert die landesherrliche Gewalt mehr und mehr an sich zogen und die Zahl der Freien abnahm, kamen damit mehr Leute unter ihre richterliche Oberhoheit. Adel und Freie widerstrebten dieser Entwicklung; sie beriefen sich auf das alte Recht der Freien, in Rechtssachen nur dem König oder seinen Vertretern unterstellt zu sein. Daher kam es zu einer Spaltung des Gerichtswesens. Es bestanden nunmehr nebeneinander die landesherrlichen Gogerichte und die Freigerichte, bei denen nur Freie und Adlige mitwirken durften.
Die Bezirke der Freigerichte hießen Freigrafschaften. Sie unterstanden Stuhlherren (Gerichtsherren), die Freigrafen als Verwalter einsetzten. Die Freigrafen mussten vom König bestätigt werden. Da mit dem Besitz einer Freigrafschaft häufig Einkünfte aus Bauernhöfen und Grundstücken und der Anspruch auf einen Teil der Geldbußen verbunden waren, wurden diese Gerichtsbezirke auch Gegenstand der Belehnung, des Kaufes oder Pfandes und anderer Rechte.
Das Gebiet um Bockum und Hövel gehörte zur Freigrafschaft Wildeshorst (Name eines Freistuhls bei Hamm an der Münsterstraße), zu der auch die Gemeinden Dolbert, Heeßen, Herbern, Walstedde, Drensteinfurt, Rinkerode, Werne und zum Teil auch Ascheberg und Albersloh gehörten (nach Schwieters). Es waren mit dieser Freigrafschaft nacheinander belehnt: die Grafen von der Mark, die Herren von Rinkerode zu Drensteinfurt, die Herren von Volmestein (Stammsitz Volmarstein an der Ruhr) und die Familie von Reck zu Steinfurt (Drensteinfurt). Ihre Belehnung erfolgt durch den Stuhlherrn, den Bischof von Münster. Die Oberaufsicht über sämtliche Freigrafen hatte der Erzbischof von Köln. Als Freigraf in Bockum und Hövel wird 1328 Theoderich von Ackwick erwähnt. Auch in Bockum befand sich ein Freistuhl, und zwar in der Nähe des Hofes Frye.
An diesen Gerichtsstätten saß der Freigraf mindestens dreimal im Jahr mit den Freischöffen zu Gericht. Meistens waren es sieben Schöffen, die bei der Urteilsbegründung mitwirkten. Sie mussten freie Leute, in der Freigrafschaft ansässig und wie der Freigraf von Geburt Westfalen sein (auf der Erde geboren).
Als Freischöffen der Region werden erwähnt: 1296 Otto de Dalbuchm (Dahlbockum); 1335 bei einer Verhandlung an der krummen Brücke von Hamm (der Freistuhl in Hamm-Norden) Henrich von Dalbockum; 1397 bei einer Verhandlung zu Dahlbockum selbst Frye to Dalbockum; um 1220 Ezekin von Aquack. Freie Männer vom Hofe Barkhusen (Barkhaus in Barsen) werden ebenfalls mehrere Male in den Urkunden des 13. und 14. Jahrhunderts als Freischöffen genannt, so 1339 Jakob von Barkhusen, 1476 Johann to Barkhusen.
Die Güter der Freischöffen zeichneten sich durch ihre besondere Rechtsstellung aus. Man nannte sie Freistuhl- oder auch Freibankgüter (nach der Bank, auf der die Schöffen bei der Verhandlung saßen). Sie waren unverkäufliches erbliches Eigentum, von dem kein Grund abgesplittert werden durfte.
Im Raum Bockum-Hövel bestanden drei Freibankgüter, nämlich der Hof Frye in Bockum, damals dat vrye Gud to Dalbockum genannt, dann der Hof Barkhaus in Barsen, dat vrye Gud to Barkhusen, schließlich der Hof Aquack in Hölter, früher Frye to Aquick genannt.
Vom 16. Jahrhundert an verloren die Freigüter größtenteils ihre Vorrechte.
An den Freistühlen wurde über schwere Verbrechen wie Mord, Raub, Diebstahl, Brandstiftung, Meineid und Landesverrat, aber auch über Hof- und Grundstücksverkäufe verhandelt. Beim Gericht saß der Freigraf hinter einem Tisch (der häufig aus Stein war), auf dem ein Schwert und eine Weidenrute lagen. Ihm gegenüber saßen die Freischöffen auf einer Bank. Das Urteil lautete entweder auf Freispruch, Geldstrafe oder Tod. Folter- und Gefängnisstrafen kannten die Freigerichte nicht.
Aus den Freigerichten, die öffentlich tagten, entwickelte sich im 13. und 14. Jahrhundert die Femgerichte, die heimliche Gerichte waren. Sie gelangten durch die Strenge ihrer Urteile, durch die Heimlichkeit des Verfahrens zu großer Macht.
Auch im Femgericht führte ein Freigraf die Verhandlung. Die Freischöffen wurden Wissende genannt, weil sie das Losungswort der Feme kannten und über die Vernehmung eines Angeklagten strengstes Stillschweigen zu bewahren hatten. Sie durften nie einem Verfemten einen Hinweis geben, noch nicht einmal eine leise Andeutung machen, auch wenn es ein naher Verwandter war. Den Verräter eines Femegeheimnisses traf die Todesstrafe; er wurde sieben Fuß höher aufgehängt als ein Dieb.
Die Vorladung geschah durch den Fronboten (Vrohnen), der meistens von zwei Schöffen begleitet wurde. Musste sie zu einer befestigten Wohnstätte gebracht werden und war zugleich Gefahr damit verbunden, steckte man den Ladungsbrief in einen Spalt des Tores (Steckbrief) und hieb zum Zeichen der Überbringung drei Späne aus dem Holz. Hielt der Beklagte es nicht für nötig, auch nach dreimaliger Ladung vor dem Gericht zu erscheinen, so wurde er verfemt, d. h. es wurde das Urteil zum Tod durch den Strang ausgesprochen, das die Schöffen ausführten, wo sie den Rechtsbrecher auch fanden. Das Urteil musste geheim gehalten werde. Wenn ein Schöffe es verriet, so war er selbst zu erhängen.
Nicht vor das Femgericht konnten Mark- und Landgrafen, Geistliche, Frauen, Juden und Heiden (d. h. Zigeuner) geladen werden.
Die Bedeutung der Femgerichte ging im Laufe der Zeit immer mehr zurück. Zuletzt wurden keine Strafsachen mehr verhandelt, sondern nur kleinere Streitigkeiten wie Beleidigungen, Flurschäden usw. Der letzte Freigraf starb 1835. Es war der Advokat (Rechtsanwalt) Engelhardt, der in Werl seinen Wohnsitz hatte. Dort befindet sich an dem Hause hinter der Propsteikirche eine Tafel mit der Inschrift: Hier lebte von 1805 bis zu seinem Tode Friedrich Wilhelm Engelhardt, der letzte Freigraf der heimatlichen Fenne auf Roter Erde.

#### Gogerichte
Die Gogerichte waren landesherrliche Einrichtungen. Ihre Bezirke fielen meistens mit den bischöflichen Ämtern zusammen. Bockum und Hövel gehörten zum Gogericht Werne, das das bischöfliche Amt Werne umfasste (ungefähr das Gebiet des späteren Kreises Lüdinghausen). Die Städte und Wigbolde (Kleinstädte) wie Werne und Drensteinfurt hatten ihren eigenen Gerichtsbezirk.

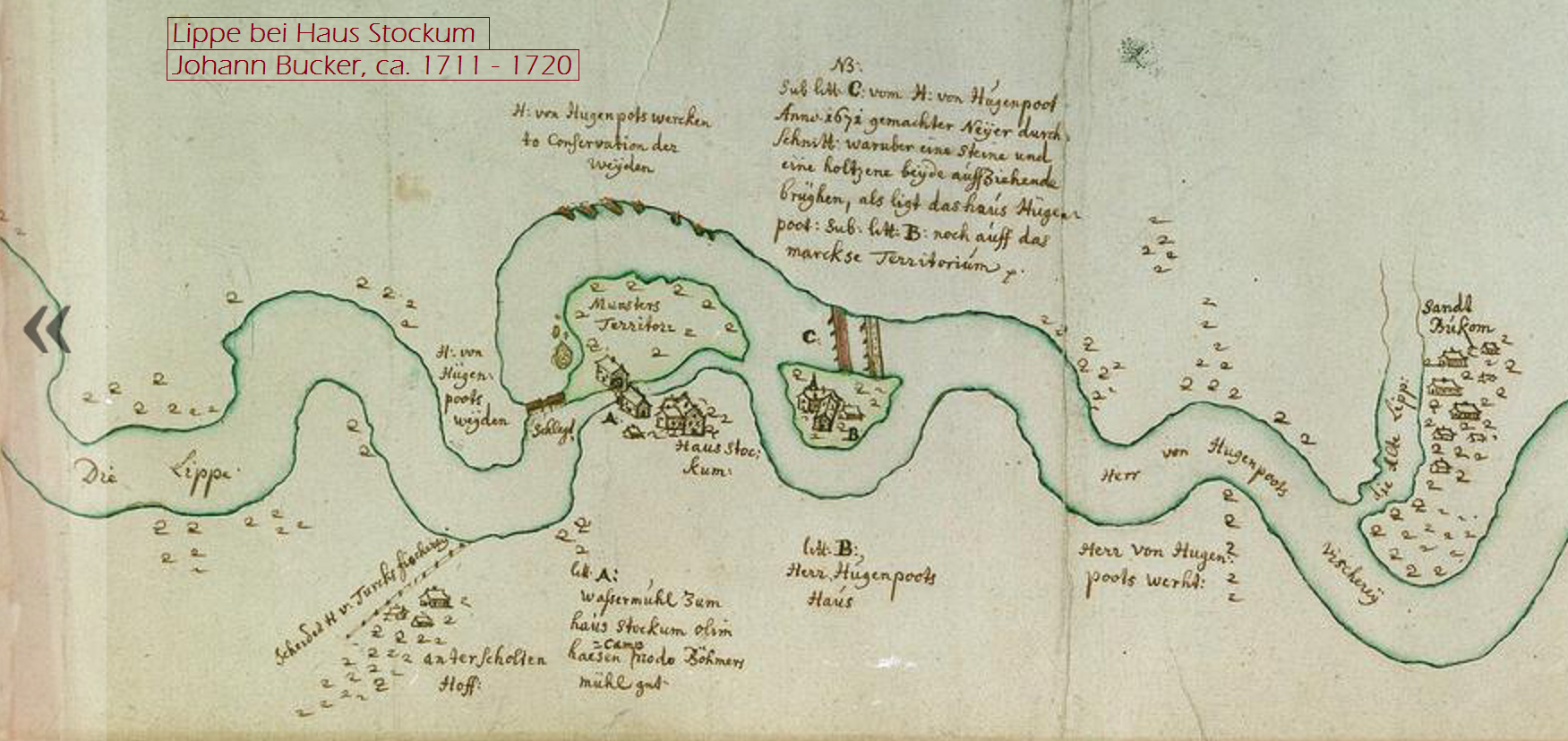
Die Lippe im Bereich des Hauses Stockum, nach 1710

Wie die Freigerichte waren auch die Gogerichte wegen der mit ihnen verbundenen Einkünfte Gegenstand der Belehnung und des Kaufes. So war das Gogericht Werne nicht nur im Besitz des Bischofs als Landesherrn, sondern die Herren von Davensberg hatten es verstanden, die gleichen Rechte (u. a. den Anspruch auf die Hälfte der Strafgelder) daran zu erwerben.
Das Gogericht verhandelte über Verbrechen, Privatstreitigkeiten und auch Hexerei. Es konnte Todesurteile fällen, die aber nach 1570 durch das Hofgericht in Münster bestätigt werden mussten. Beim Gogericht erfolgte außerdem die Aufnahme von Testamenten und Kaufverträgen.
Bei der Untersuchung gegen Verbrecher und Hexen wurde auch das peinliche Verfahren angewandt, d. h. durch die Folter wurden Geständnisse erzwungen. In Davensberg befindet sich ein Turm, in dem sich Gefängnis und Folterkammer befanden; an diesem Gerichtssitz wurden in den Jahren von 1550 bis 1650 Hexenprozesse verhandelt.
Im Amt Werne gab es neben den Gogerichten noch sieben Beifänge, das sind private Gerichtsbezirke (Patrimonialgerichte), die den Grundherren unterstellt waren. Es handelte sich dabei um durch Okkupation, vielfach auch eigene Urbarmachung gewonnenes Sonder- bzw. privates Eigentum am Land. So gehörte auch zur Burg Stockum ein Beifang mit den Bauerschaften Stockum, Horst und Wessel. Hier sprach also nicht das Gogericht Recht, sondern das Gericht der Herren der Burg Stockum.

#### Geistliche Archidiakonalgerichte
Neben der weltlichen bestand eine geistliche Gerichtsbarkeit. Das Gebiet des Bistums Münster war in Archidiakonate, d. h. in Bezirke eingeteilt, die zwei oder mehrere Pfarreien umfassten und von einem Archidiakon beaufsichtigt wurden. Sie waren zumeist Domherren in Münster, besuchten die Pfarren alle drei Jahre und richteten über Vergehen gegen die guten Sitten, die Kirchengebote und die bischöflichen Verordnungen. Ferner oblag ihnen die Aufsicht über das Kirchenbauwesen, den Gottesdienst und den Zustand der Kirchengerätschaften, aber auch die Prüfung und Anstellung der Geistlichen.
Der Tag der Visitation, der auch Sendgericht oder Synode genannt wurde, begann mit einem feierlichen Hochamt. Alle Angehörigen der Pfarre hatten in der Kirche zu erscheinen. Die Angeklagten erhoben die Pfarrer und die sogenannten Eidtschwerer, vereidigte Männer aus der Gemeinde, die die Sitten zu überwachen hatten. Häuslicher Unfriede, Versäumnisse in der Versorgung der Kranken, Trunksucht, Fuselsaufen und Ausschenken während der Kirchzeit waren mögliche Anklagepunkte. Der Verhandlung in der Kirche schloss sich die Visitation aller kirchlichen Einrichtungen an, ebenso wie der Kirch- und Leichenwege.

### Täuferreich in Münster und Reformation (1517–1618)
Die reformatorische Bewegung, die Martin Luthers Predigten gegen die Ablasspraxis und seine 95 Thesen von 1517 auslösten, ist in Bockum und Hövel lange nicht fassbar. 1521 wurde Hartleif Kreckel Pfarrer an der St.-Pankratius-Kirche in Hövel, und die Sakristei wurde an die Kirche angebaut. Dazu stiftete Kreckel einen fast einen Meter großen Corpus.
Bereits 1523 wirkten in Lippstadt zwei Mönche, die in Wittenberg gewesen waren, dort Luther und sein Werk kennen gelernt hatten und nun im Sinne des Reformators arbeiteten. Dann kam die neue Lehre nach Hamm, Soest, Münster, Coesfeld, Warendorf, Telgte, Beckum. Der aus Hessen stammende Pastor Dietrich Fabricius aus Anholt, der später gegen die Täufer kämpfte und öffentlich gegen die Doppelehe auftrat, war einer der ersten, die in dieser Gegend predigten.
1529 erreichte die Bewegung Münster, wo sich die radikal-reformatorische Täuferbewegung 1532 durchsetzte. Das Täuferreich von Münster erhielt auch Zulauf aus dem Süden des Bistums, wie etwa durch den Schmiedegesellen Schröder aus Werne. Johann Schröder verteidigte am 8. Dezember 1533 auf dem Lambertihof die Lehre der Täufer gegen den lutherischen Pastor Fabrizius und schimpfte dabei auf den Magistrat. Als er am 15. Dezember erneut öffentlich auftrat, wurde er in Arrest genommen. Am folgenden Tage erzwang die Schmiedezunft seine Freilassung.
Fürstbischof Franz von Waldeck, der die lutherische Reformation zeitweise unterstützte, stellte ein Heer auf und verlangte von zahlreichen Kirchen materielle Hilfe. Von der Pankratiuskirche erhielt er vier Pfund und drei Lot Gold und Silber. Dirk von Galen auf Haus Ermelinghof nahm mit vier Pferden und Trossknechten, Toenius von Laer – die von Laer waren von bis 1604 Burgherren – von der Burg Geinegge mit drei Pferden und Trossknechten an der Belagerung von Münster teil. Die Stadt fiel am 25. Juni 1535. Es begann ein achttägiges Niedermetzeln der Täufer. Die Führer Bockelson, Knipperdolling und Krechting wurden mit glühenden Zangen umgebracht. Die Leichname steckte man in eiserne Käfige. Im folgenden Jahr erhielt die Pankratiuskirche ihre Kleinodien für 57 1/2 Goldgulden zurück.
1550 gingen die Herren von Hüvele in Konkurs. Die von Reck auf Schloss Heessen kauften Burg und Besitz, beides wurde später an Gerhard von Reck vererbt, der sich daraufhin Herr vom Schlosshof Hövel nannte. Später verdingte er sich als Soldat in Dänemark.
1545 wurde Adam Rodinghusen Pfarrer an der St.-Pankratius-Kirche. Kurz vor seinem Tod führte er 1550 den lutherischen Gottesdienst in Hövel ein. Zur selben Zeit traten Gert von Galen und seine Frau Margarete geb. Korff mit ihren Kindern zum lutherischen Glauben über. Ihrem Einfluss und dem ihrer nächsten Nachkommen ist es wohl zuzuschreiben, dass von dieser Zeit an fast achtzig Jahre hindurch in der Kirche zu Hövel meist lutherisch gepredigt wurde.
1555 einigte man sich auf dem Reichstag in Augsburg auf die Formel „Cuius regio – eius religio“: Der Landesherr bestimmte die Konfession seiner Untertanen. Andersgläubige hatten das Recht auszuwandern. Die Landesherren für Bockum und Hövel waren die Fürstbischöfe von Münster. Einige von ihnen neigten in den folgenden Jahrzehnten der lutherischen Reformation zu. In manchen Orten des Hochstifts Münster bildeten sich reformatorische Schwerpunkte.
1563 wurde Theodor Brechte, der mit N. Plönius verheiratet war, lutherischer Pfarrer an der Pankratiuskirche. Später wurde er Prediger an der Stadtkirche zu Hamm.
1564 predigte der ehemalige Dominikanermönch Johann Hard, der mit Margarethe Wollers verheiratet war, in der Pankratiuskirche im Sinne Luthers. In der Chronik des Pastorates Hövel heißt es: „Da Hard in deutschen Gesängen und Predigten sehr geschickt war, eilten sogar die Bürger von Hamm an Sonn- und Feiertagen nach Hövel, um ihn zu hören. Um dieses zu verhindern, ließ die Obrigkeit an diesen Tagen des morgens die Tore verschließen.“ Auch er wurde als Prediger nach Hamm berufen, aber schließlich „wegen seiner Liebschaften“ abgesetzt.
Von 1575 bis 1586 war Bitter von Galen Pastor in Hövel. Er war mit Sicherheit katholisch. 1569–1604 war Adam Kennemann der Pfarrer in Bockum. In Münster trat Fürstbischof Bernhard von Raesfeld zurück, da er sich gegen die Lutherischen nicht durchsetzen konnte. Ihm folgte 1566 Graf Johann II. von Hoya. Er ordnete eine Visitation aller Kirchen im Bistum an. In Hövel wurde festgestellt, dass die Kommunion/das Abendmahl „unter beiderlei Gestalten“, also nicht nur mit Brot, sondern auch mit Wein, erteilt wurde. Das galt damals allgemein als sicheres Zeichen für die Reformation. Außerdem wurden in Hövel „mancherlei Unordnungen“ entdeckt: in der Kirche „kein Licht, keine Fahne, keine Ornamente, der Taufbrunnen voll Schmutz und Spinnengewebe“. Die Filialkirchen in Horst, Kapelle und Stockum waren verwüstet, beraubt und ohne Gottesdienst. In Drensteinfurt und Walstedde trugen die Priester keine Tonsuren, aber dafür lange Bärte. 1569 wurde Margarete von Galen Äbtissin vom Kloster Kentrop. 1582 traten die Klosterfrauen von Haus Kentrop ebenfalls zum lutherischen Glauben über.
1575 wurde die Südgrenze des Hochstifts Münster entlang der Lippe genau festgelegt, wodurch Hövel, Bockum und Heessen endgültig an das Bistum Münster kamen. Pastor an der Pankratiuskirche wurde Johann Büthe, der vom Vicecurat Wormsbeck abgelöst wurde. Jahrelang wurde in der Pfarrkirche St. Stephanus keine Messe gelesen. 1583 musste der Küster der Pankratiuskirche an einer Hexenverbrennung in Ascheberg teilnehmen.
1568 zog die Pest die Lippe hinauf, 1581 und 1584 erneut, dann wieder 1608. 1574 bis 1578 mussten sich Hövel und Bockum der Überfälle entlassener Landsknechte erwehren. So wurden 1576 Kühe und Pferde gestohlen, manchmal veranlassten Geld und Zureden die Plünderer zum Weiterziehen.
Die wirtschaftlichen Schäden und der Rückgang des Handels waren so stark, dass vor 1580 Burg Hövel in den Besitz des Hermann von Reck kam. Drei Jahre später gingen die Herren de Hüvele auf Burg Geinegge in Konkurs. Sie verkauften ihre Burg an die Herren zu Westerwinkel.
Um 1590 kam es während des ersten Achtzigjährigen Krieges, des Aufstands der Niederländer gegen Spanien, erneut zu Brandschatzungen. Schwieters schrieb 1886: Die Spanier hauseten in Städten, Dörfern und Bauerschaften fürchterlich: Zum Essen verlangten sie Weißbrot, Hammelfleisch und Wein; jeden Mittag musste im Quartier ein Stück Geld unter dem Teller liegen, wo nicht, so wurden die Leute geprügelt; wenn sie alles erhielten, was sie hatten, Geld, Mahlzeiten, Fourage, Rinder, Schafe, Enten, Hühner, so war das Raubgesindel noch nicht zufrieden, sondern plünderte nach Mehrerem. Und was sie selbst nicht raubten, das überließen sie ihren Troßbuben und Frauenzimmern zum Stehlen. Männer wurden geprügelt, Frauen und Kinder gepeinigt, damit sie verborgene Schätze entdeckten … Viele Wohlhabende kamen an den Bettelstab, viele blühende Höfe wurden wüst. Die Spanier hätten vorgegeben, den katholischen Glauben zu verteidigen, die Niederländer den evangelischen. Nach dem spanischen Abzug seien die holländischen „wilden Gänse“ erschienen: sie überfielen die Prozession in Stromberg und raubten das wunderthätige, mit Silber reich beschlagene Kreuz. 7 derselben wurden zu Hamm ergriffen und dem Drosten zu Werne übergeben, der 5 davon hinrichten ließ.
1591 wurde auf Vorschlag der Äbtissin des Klosters Kentrop Georg von Galen, ein Lutheraner, Pfarrer an der Pankratiuskirche. Sein Vater war Bürgermeister in Hamm. Von 1606 bis 1643 war Heinrich von Werne Pfarrer in Bockum.1615 wurde der Lutheraner Henrik Brink Pfarrer in Hövel. Ihm folgte 1617 Theodor Warensbergh. der bereits ein Jahr später starb. Er war der letzte lutherische Pfarrer in Hövel. Sein Nachfolger war der katholische Pastor Theodor Hermann Baggel aus Ahlen.

### Gegenreformation und Achtzigjähriger Krieg

Karte des Hochstifts Münster von 1621

In Münster folgte auf den Fürstbischof Franz von Waldeck (Unterstützer der Lutheraner und Unterdrücker der Täufer) der Bischof Wilhelm Ketteler (1553–1557), der zunächst die päpstliche Bestätigung erhielt. Als er den Anhängern der Reformation in einzelnen Punkten entgegenkam, geriet er in Konflikt mit dem Papst. Unter ihm gewann im Domkapitel der spätere Domdechant Gottfried von Raesfeld an Einfluss, der bald im Münsterland die Seele der Gegenreformation wurde. Einer seiner Verwandten, Bernhard von Raesfeld, wurde Fürstbischof. Er ließ sich von dem Domdechanten nicht dazu verleiten, irgendetwas gegen seine reformatorischen Untertanen zu unternehmen. Nur in Bezug auf die höheren münsterschen Geistlichen ließ er ihm scheinbar freie Hand. Bernhard von Raesfeld trat schließlich zurück. Ihm folgte Johann IV. von Hoya, der später auch Bischof von Paderborn wurde. Sein Augenmerk war vollständig auf die Reform des Gerichtswesens gerichtet, die ihm als Juristen am Herzen lag. Er ließ also dem Domdechanten freie Hand.
Unterdessen war die Spannung zwischen den Vertretern beider Konfessionen erheblich gestiegen. Bewaffnete Landknechtshorden zogen im Lande umher. 1574 und 1578 wurde Hövel von einer Schar überfallen und geplündert.
1589 hatten die Spanier zu beiden Seiten der Lippe geplündert und in Hövel das Vieh von den Weiden getrieben. Die Kirchen waren ausgeplündert, wie eine Visitation im Jahre 1592 ergab: in Hövel und Werne wurde das Sakrament der Letzten Ölung nicht mehr vollzogen. In Bockum und Hövel wurden keine Seelenmessen mehr gelesen. In Hövel war kein geweihter Taufbrunnen mehr vorhanden.
Obwohl die Niederländer aus dem Bistum Münster 12.000 Taler Brandschatzung erhielten, plünderten sie. 1598 fiel der Admiral von Aragonien, Franz von Mendoza, mit 30.000 Spaniern und Italienern in das Münsterland ein. Eine Abteilung, die in Dortmund abgewiesen worden war, zog über Unna, Kamen und Lünen nach Hamm. Am 8. Dezember plünderte Loyse de Villar das Haus Heessen des Jobst von der Reck.
Francisco de Mendoza bezog in Werne und im Raum Bockum-Hövel Winterquartier. Raub und Plünderungen waren an der Tagesordnung. Die Landsknechte verlangten Weißbrot, Hammelfleisch und Wein zu Mittag. Frauen und Töchter mussten vor ihnen in Sicherheit gebracht werden. Täglich wurden erpresste Summen nach Antwerpen geschickt. Das Großvieh wurde geschlachtet und eingepökelt und nach Holland geschafft. Beim Abzug steckten die Invasoren ihren Quartierwirten das Haus in Brand.
Einer Gesandtschaft des Domkapitels zu Münster unter dem Propst Lucas von Nagel, die um Abmarsch der Truppen bat, ließ der Admiral antworten, sie müssten sich noch etwas gedulden. Auf ein Schreiben des Kaisers erwiderte er, er sei von Gott geschickt, die Lutheraner zu Paaren zu treiben. Als die Fürsten ein Heer von 140.000 Mann unter dem Kommando des Grafen Simon von der Lippe auf die Beine brachten, zog Mendoza im April 1599 ab. Noch im selben Jahr erschienen wieder die Geusen und stahlen, was ihnen in die Hände fiel. Während dieser Zeit wütete noch immer die Pest. 1602 hatte sich ein Corps von Deserteuren, etwa 2.500 Mann zu Pferd und 2.000 zu Fuß, zusammengefunden, die das Münsterland durchstreiften, 63.000 Taler Brandschatzung zusammenbrachten und sich von Münster mit 11.000 Talern ablösen ließen.
In diesem Jahr bekam die reformierte Gemeinde in Hamm die Oberhand und übernahm die Hauptkirche. 1604 zogen erneut spanische Deserteure raubend und plündernd durch das Münsterland. 1612 und 1615 kam es zu Hexenverbrennungen in Heessen und in Ahlen. 1610 wurde Peter Kleikamp aus Ahlen in Hölter verhaftet, da er dort als Werwolf sein Unwesen getrieben haben soll. 1615 wurde er in Ahlen verurteilt, „wegen geständiger Zauberei und dabei verübter Vergiftung und anderer Unthaten mit der gesetzlichen Strafe des Feuers vom Leben zum Tode hingerichtet, und zur Asche verbrannt zu werden“. Unter dem Zwang der Folterschmerzen hatte er ausgesagt, er habe die Zauberei von seiner Frau gelernt und u. a. in Hövel Rinder und Schafe totgebissen.

### Dreißigjähriger Krieg (1618–1648)

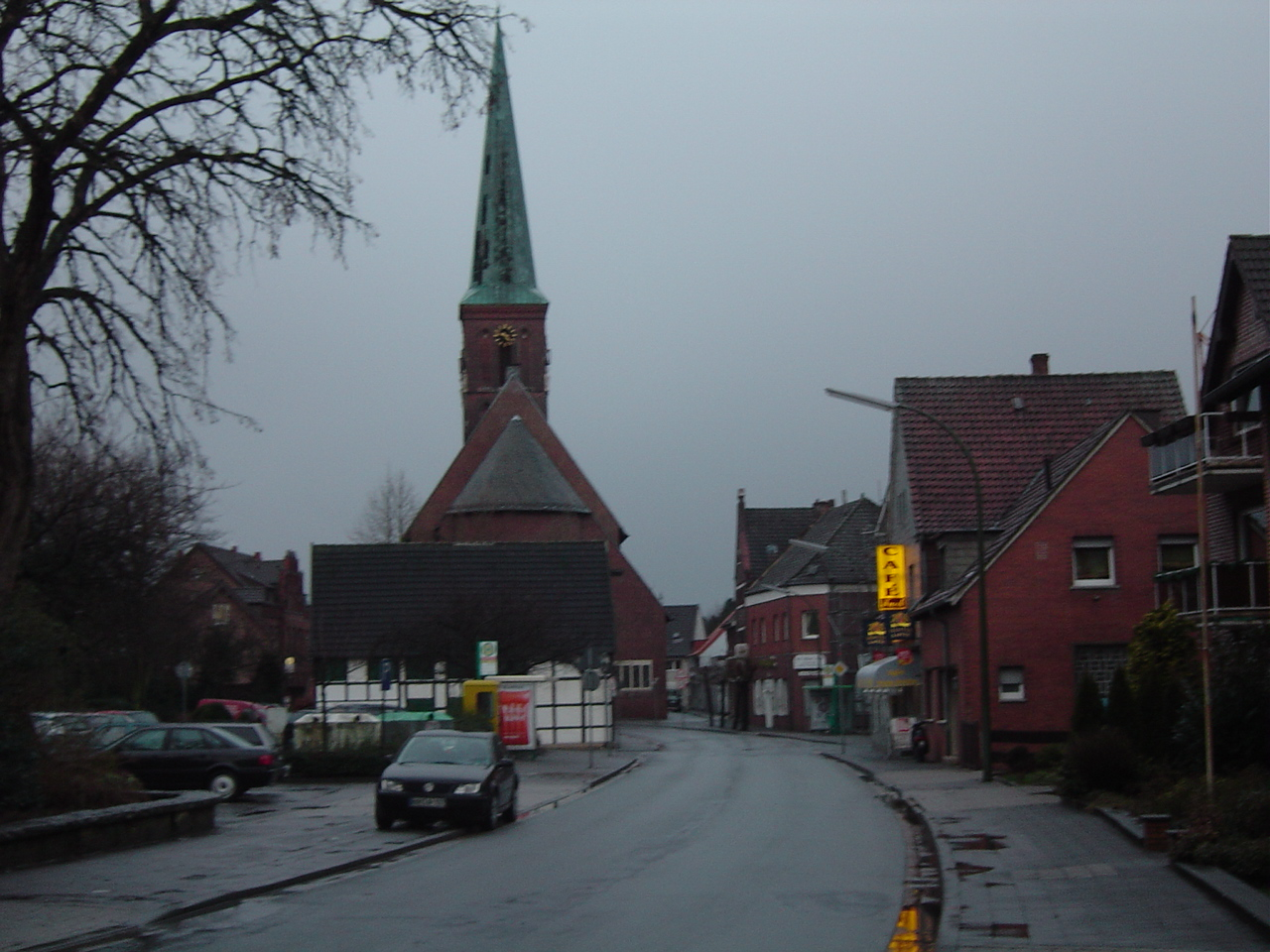
Pankratiuskirche

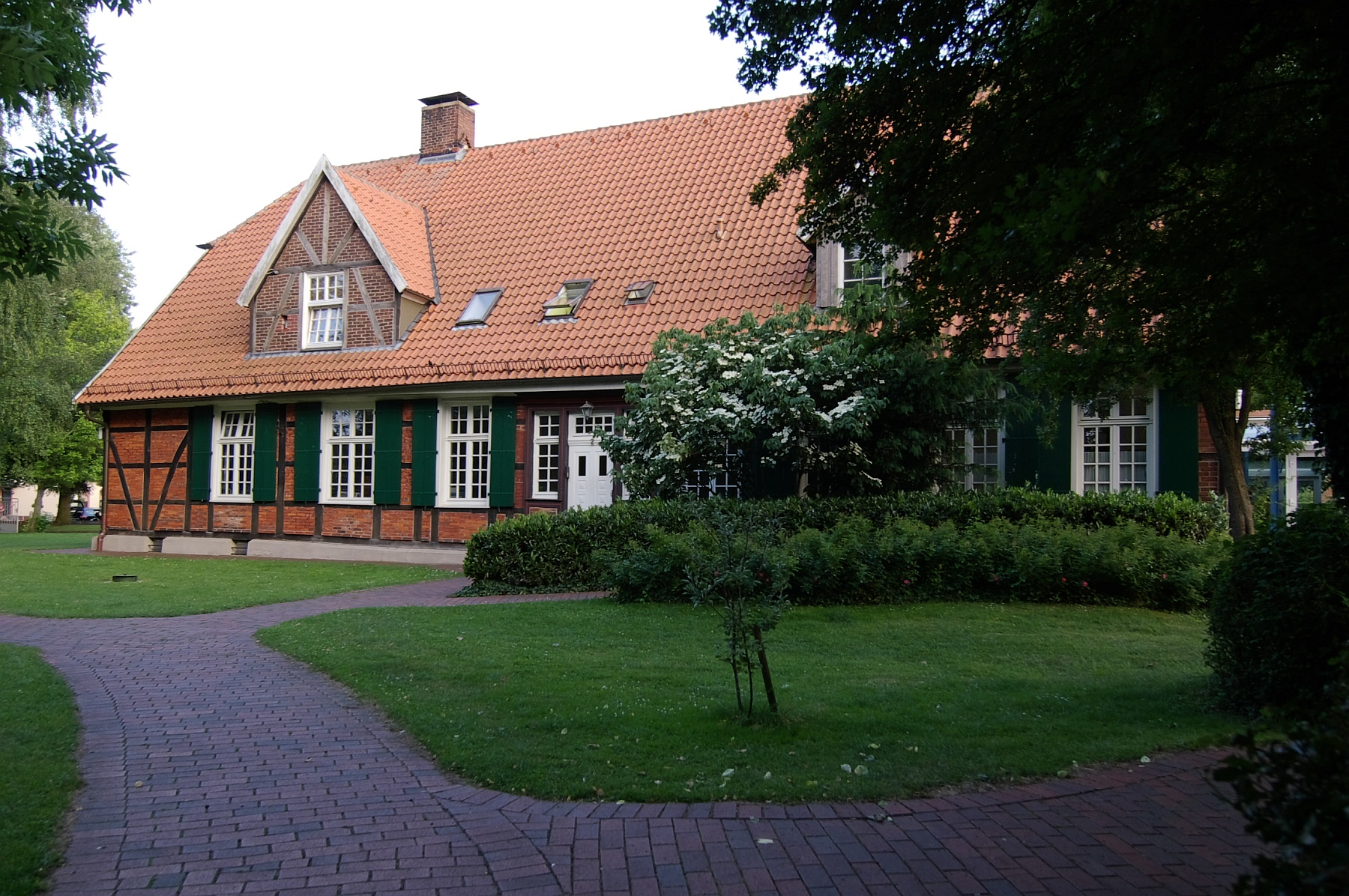
Altes Pastorat an der Höveler Pankratiuskirche

Nach Ausbruch des Dreißigjährigen Krieges führte Pastor Theodor H. Baggel in Hövel mit Strenge den katholischen Gottesdienst wieder ein. Er war auf Anweisung des Fürstbischofs Ferdinand I., Herzog von Bayern, Pfarrer an der St.-Pankratius-Kirche geworden. Das Pfarrhaus von 1564 fand er verfallen, die Scheune von Soldaten zerstört; ein großer Teil der kirchlichen Geräte war nicht mehr vorhanden. Gleich zu Beginn seiner Tätigkeit schaffte er eine kupfervergoldete Monstranz an. 1622 ernannte er sich selbst zum Steuereinnehmer von Hövel. Zwei Jahre später zog er alle wüsten Höfe und das zugehörige Besitztum ein und wurde zugleich Pfarrer in der Kreuzkapelle des Nordenstifts. 1630 ließ er Vieh in fremden Ställen aufziehen, 1631 erwarb er die Burg Hövel von den Herren von der Reck in Heessen. Außerdem kaufte er einen Teil der Besitzungen von den Herren von Galen.
Reformation und Gegenreformation förderten die Entstehung von Hochschulen und Schulen. Pastor Baggel musste 1623 am Schulunterricht in der Kapelle am Nordenhospital in Hamm teilnehmen. Es wird angenommen, dass er den ersten Schuldienst in Hövel übernahm und den Schulunterricht einführte, denn ein Verwandter von Baggel, Josef Baggel, wurde nach seinem Tod Steuereinnehmer, Lehrer und Küster in Hövel.
Am 11. Juli 1622 erschien der Tolle Christian von Braunschweig mit seinen Truppen in Hövel und Bockum. Er besetzte Haus Ermelinghof. Christian ließ aus dem geraubten Silber Taler prägen mit der Inschrift Gottes Freund der Pfaffen Feind. Am 19. Februar erschien sein Oberst von Fleckenstein mit 300 Reitern in der Gegend um Bockum und Hövel und verwüstete mehrere Kirchspiele. Am 6. Mai zog ein Trupp der Braunschweiger, von Werne kommend, nach Ermelinghof und besetzte am Abend das Haus.
Im August fielen Christian von Braunschweig und Ernst von Mansfeld, von Holland kommend, wieder ins Münsterland ein. Der Gemeinde Hövel wurde eine Kontribution von 200 Talern auferlegt. Sie sah sich genötigt, eine Rente von 12 Talern auf einem Zuschlage der gemeinen Mark für 200 Taler zu verkaufen, um damit die Mansfelder zu befriedigen. Am 11. Juli 1633 schrieb der Erbmarschall von Morien nach Münster. Seit einem Monat sind im Amte Werne, unter anderem im Kirchspiel Hövel, einige Fähnlein Wallonen unter dem Kommando des Obersten Iysdorf einquartiert, welche die Leute aufs Äußerste aussaugen und über adelige und andere Häuser herfallen. Im folgenden Jahre plünderten die Kaiserlichen unter dem Obersten von Erwitte in den Ämtern Werne und Herbern. 1624 lagen sie hier noch in Quartier. In diesem Jahr eroberten die Spanier Hamm und raubten die Umgebung aus. Bis 1628 bezog eine spanische Abteilung unter Don Pedro de Aquilera in der Gegend um Bockum und Hövel Stellung. 1625 wurde von den Kaiserlichen die Kirche zu Ascheberg geplündert und das alte Schloss in Heessen in Brand gesteckt. Der Oberst Burk war mit seinen Soldaten und gestohlenen Pferden in Bockum und Hövel untergebracht. 1633 wurden die Kaiserlichen von den Hessen vertrieben. Diese trieben in Hövel alles Vieh fort, während die Bewohner vor ihnen und vor der Pest flohen. 1634 wurde dem Schulzen Schwering in Hövel alles Vieh fortgenommen. Als darauf General Melaner seine Truppen bei Lünen versammelte, zogen sich die Kaiserlichen (60 Reiter und 200 Mann Fußvolk) unter Kapitän Schenking in Richtung Münster zurück.
Im April waren die Kaiserlichen wieder in Hamm, jedoch wurde die Stadt am 16. Mai von den Hessen zurückerobert. Aus Bockum wird berichtet, dass 1634 das Dorf menschenleer gewesen sei. Ein Wolf habe auf dem Kirchhof mitten im Dorf, im Gestrüpp von Brombeeren und Rosensträuchern beim Chor der Kirche, ungestört sein Lager aufgeschlagen. Die Kirche war wegen der Kriegsunruhen sieben Jahre geschlossen gewesen.
1633 brannte die Burg Hövel teilweise ab. Pfarrer Baggel beschlagnahmte die leerstehende Burg Geinegge, ließ sie mit Kirchengeldern herrichten und zog dort ein. Im folgenden Jahr ließ er das leere Innungshaus vor der Kirche (später Passmann) abbrechen und benutzte die grünen Sandsteine zum Wiederaufbau der Burg Hövel. Dem Schulzen Schwering (Hof Hohenhövel, späterer Zechenbesitz) holten Soldaten alles Vieh aus den Ställen. Fünf Jahre vorher waren ihm alle Pferde geraubt werden.
1635 wurde die St.-Stephanuskirche wegen Kriegsunruhen erneut geschlossen. In diesem Jahr wurde den Bockumern von kaiserlichen Truppen alles Vieh von der Gemein-Weide genommen, weil sie mit der Kontribution im Rückstand waren. Sie mussten das Vieh mit 61 Talern wieder einlösen. Dem Johann Frye zu Hövel wurden drei Pferde abgenommen, weil sie mit der Kontribution im Rückstand seien; sie mussten es mit 61 Talern wieder einlösen. Brochtrop wurden zwei Fohlen gepfändet. 1636 wurden die Hessen durch die Kaiserlichen wieder aus Hamm vertrieben. Das Münsterland blieb jedoch zum größten Teil bis zum Friedensschluss 1648 in den Händen der Hessen. 1636 und in den Folgejahren herrschte hier wie auch in Hamm, Werne und Kamen die Pest, in Werne starben in zwei Jahren 456 Menschen. 1641 belagerten die Hessen vergeblich Hamm. In einer Chronik von Hövel hieß es, die Not sei aufs Höchste gestiegen. Die vielen großen Gemein-Weiden hätten alle brach gelegen.
Die meisten Bewohner kehrten erst um 1643 zurück. In diesem Jahr wurde Johannes Tabetmann Pfarrer an der St. Stephanuskirche, Pfarrer Baggel zog wieder auf Burg Hövel ein. 1645 tötete die Pest in Hövel und Bockum die Hälfte der Bewohner.

### Bistum Münster bis zum Siebenjährigen Krieg (1648–1756), Rekatholisierung

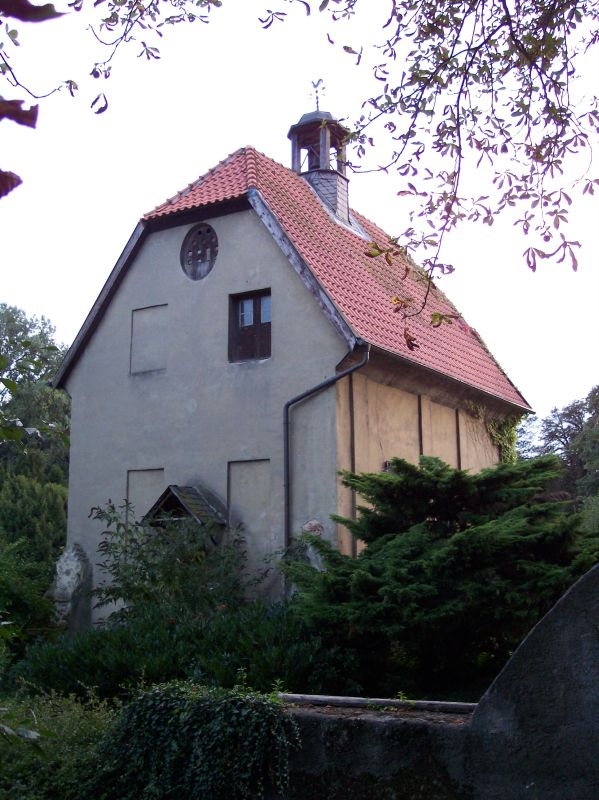
Kapelle von Ermelinghof

1648 wurde endlich der Westfälische Friede geschlossen. Er schrieb die Gleichberechtigung der drei großen christlichen Konfessionen – Katholiken, Lutheraner, Reformierte (Calvinisten) – fest. In den einzelnen Territorien sollte künftig diejenige Konfession gelten, die dort am 1. Januar 1624 gültig war. Andersgläubige Untertanen durften jedoch nicht diskriminiert werden, sie hatten das Recht auf private Religionsausübung, Das Hochstift Münster wurde für das Normaljahr 1624 zu den katholischen Reichsterritorien gestellt. Fürstbischof Christoph Bernhard von Galen verfolgte seit 1651 nach seiner Wahl zum Bischof die Herstellung konfessioneller Geschlossenheit auch mit militärischen Mitteln. Bereits 1652 veranlasste er, der selbst aus einem evangelischen Elternhaus stammte und konvertiert war, die Rückkehr seiner evangelischen Verwandten in Ermelinghof zum Katholizismus. Anstelle der alten, baufälligen baute er ihnen eine neue Schlosskapelle, stattete sie reichlich aus und machte die von Galen auf Ermelinghof zu seinen Testamentsvollstreckern. Bedingung war aber, dass der alte Kapellenplatz auf ewig eingezäunt bleiben müsse. Von der Einzäunung sieht man heute nichts mehr. Zudem schenkte er ihnen ein Altarkreuz vom Anfang des 13. Jahrhunderts. Das Kreuz ist heute im Familienbesitz der Baronin von Aretin. 1678 stiftete der Fürstbischof eine Hausvicarie auf Ermelinghof, setzte eine Rente von 1.400 Talern aus.
Als die Wohnung des Höveler Pfarrers Theodor Hermann Baggel, die frühere Burg Hövel, abbrannte, zog er in die leerstehende Burg Geinegge und ließ das aus grünem Sandstein errichtete Innungshaus (später: Friseur Passmann) abbrechen. Die Steine verwandte er zum Wiederaufbau seines eigenen Hauses. Man sagte ihm nach, dass er sich von Sterbenden Testamente auf seinen Namen ausstellen ließ. So strengten 1650 die Kirchspielbewohner von Hövel wegen Untreue und Unterschlagung einen Prozess gegen ihn an. Er wurde zur Zahlung von 800 Goldgulden verurteilt.
Baggel gründete aus den wüstliegenden Höfen 1663 eine Familienstiftung, die Vicarie Beatae Mariae Virginis. Von dieser Stiftung durften nur seine Familienmitglieder leben, deshalb ist auch zu vermuten, dass ein Verwandter des Pastors Baggel als erster Lehrer bekannt wurde. 1664 ließ er in Hövel die erste Schule errichten, die zugleich Küster- und Lehrerwohnung war. Die Vicarie ad stum Bartholomäum auf Haus Ermelinghof wurde gegründet. Viele Flurstücke in Hövel (so wie Baggelberg und Baggeldiek) erinnern noch an Baggel.
Zu Baggels Nachfolger wurde 1668 Kaspar Adolf Zumbülte. Während seiner Amtszeit entstand das Pastorat. 1679 erbaute die Kirchengemeinde ein neues Küsterhaus an der Overbergstraße, worin sich eine einklassige Schule befand. 1696 folgte Bernard Hermann Zumbülte im Amt des Pfarrers.
1668 wurde nicht nur eine neue Glocke für die Höveler Pankratiuskirche gekauft. Die Gemeinde strengte auch wegen Nichtzahlung der Abgaben für die leerstehenden Höfe Mesenkamp und Hülsmann gegen die Familie von Galen einen Prozess an. 1677 nahm man Grasmähern von Westerwinkel in der Höveler Mark fünf Sensen ab, weil die Herren von Westerwinkel für die Höfe Pfingsten und Tecklenborg keine Abgaben gezahlt hatten. Die Sensen wurden „zum ewigen Andenken“ in der Höveler Kirche aufgehängt. Die Höveler wurden beim weltlichen Gericht verklagt, doch ist der Ausgang des Streites nicht bekannt.
1690 konnte der dortige Hausvicar Klutmann der Pankratiuskirche einen silbernen Kelch stiften. Fünf Jahre später kam von einem unbekannten Stifter ein silbernes Ziborium hinzu. 1724 erhielt die Kirche eine neue Orgel. Um 1700 entstand der Speicher am Pfarrhaus von 1564, ein seltener zweistöckiger Fachwerkbau von fünf Gebinden.
Jodokus von Köllen wurde 1656 Pfarrer in Bockum. Er starb im Jahr 1700 und vermachte seine Nachlassenschaft den Armen zu Bockum. Pfarrer Roitroß aus Rittberg im Cleveschen stiftete die Vikarie. 1701 folgte Theodor Hermann Schreiner als Pfarrer, der 1708 die Michaelskapelle stiftete. Im Dezember 1703 deckte ein Wirbelsturm zwei Seiten des Kirchturms völlig ab. Weil es an Material und Geld fehlte, konnte die Reparatur erst zwei Jahre später stattfinden. Fürstbischof Friedrich Christian von Plettenberg schenkte der Stephanusgemeinde dazu 100 Taler. Ein großer Brand zerstörte im November 1719 um die Kirche fast alle Häuser; das einzig erhaltene wurde 1985 abgerissen.
Am 24. April 1715 wurde von Münster aus eine Verordnung erlassen: Am 3. Mai sollen wegen des alsdann bei stattfindender Sonnenfinsternis herunterfallenden fast schädlichen Himmelstaues Menschen und Vieh sich möglichst im Hause verhalten, auch alle Brunnen wohl bedeckt werden, einfallende Prozessionen auf den folgenden Sonntag verlegt und die Untertanen über den Zweck dieser Maßnahmen von den Kanzeln belehrt werden.

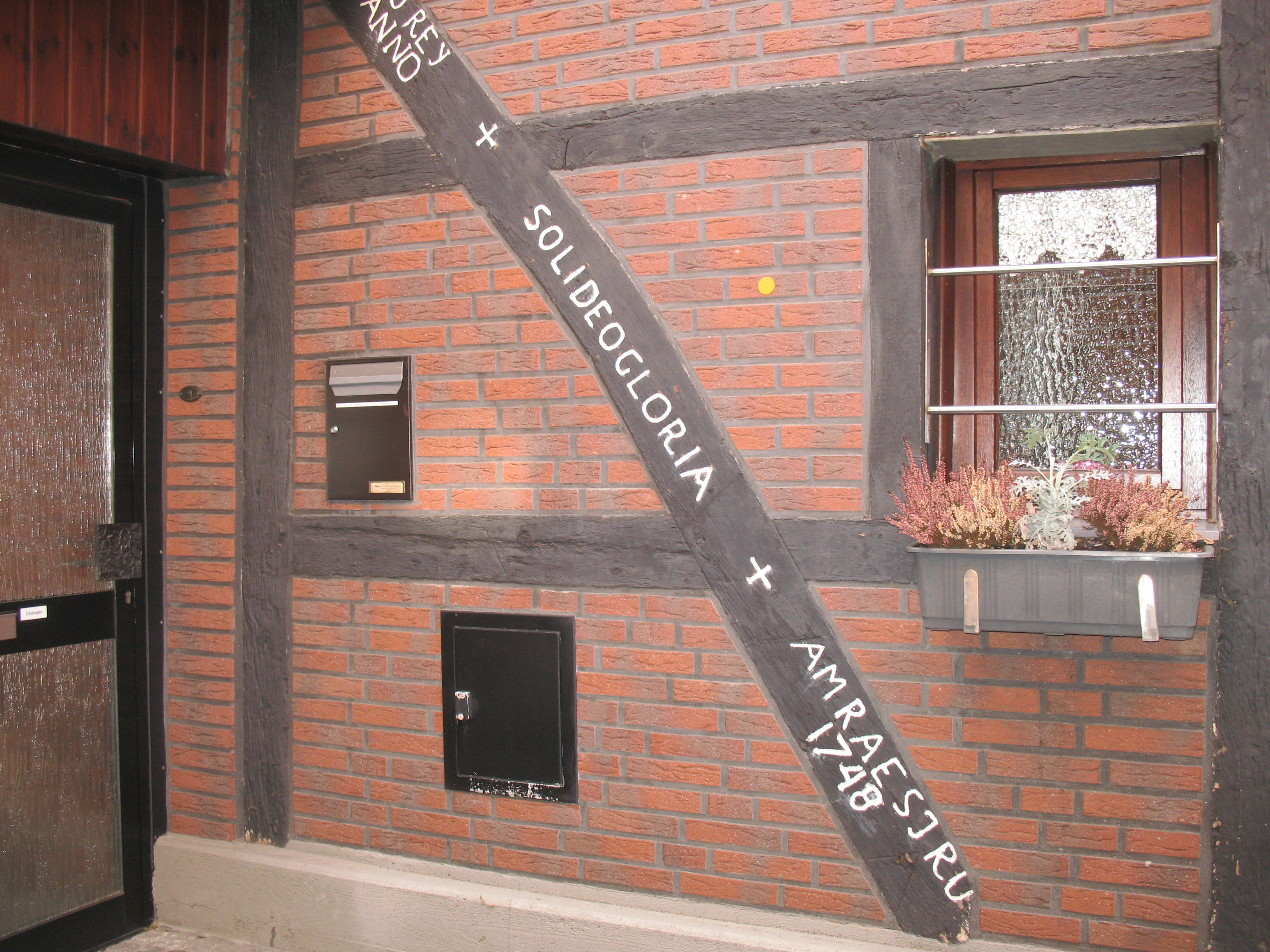
Inschrift an einem Haus nahe der Pankratiuskirche

1734 brachten preußische Werber Männer aus Hövel und Bockum von über 1,80 m Größe nach Hamm, die in das Riesenregiment Friedrich Wilhelms I. eingereiht werden sollten. Als Fürstbischof Clemens August davon erfuhr, ließ er die Werber verhaften. Er befahl, sie im Betretungsfall niederzuschießen.
Von 1739 bis 1777 war Hermann Theodor Berg Pfarrer in Hövel. Von 1745 bis 1755 war Johann Caspar Brenschede Pfarrer in Bockum. Dort wurde 1750 die erste Schule bekannt. Im selben Jahr ließ sich ein Eremit in der Mesenmark in Hölter nieder. Mit Genehmigung der Familie von Galen baute er sich eine kleine Klause und legte ein Kräutergärtchen an. Er soll während des Siebenjährigen Krieges viel Gutes geleistet haben.

### Siebenjähriger Krieg (1756–1763)

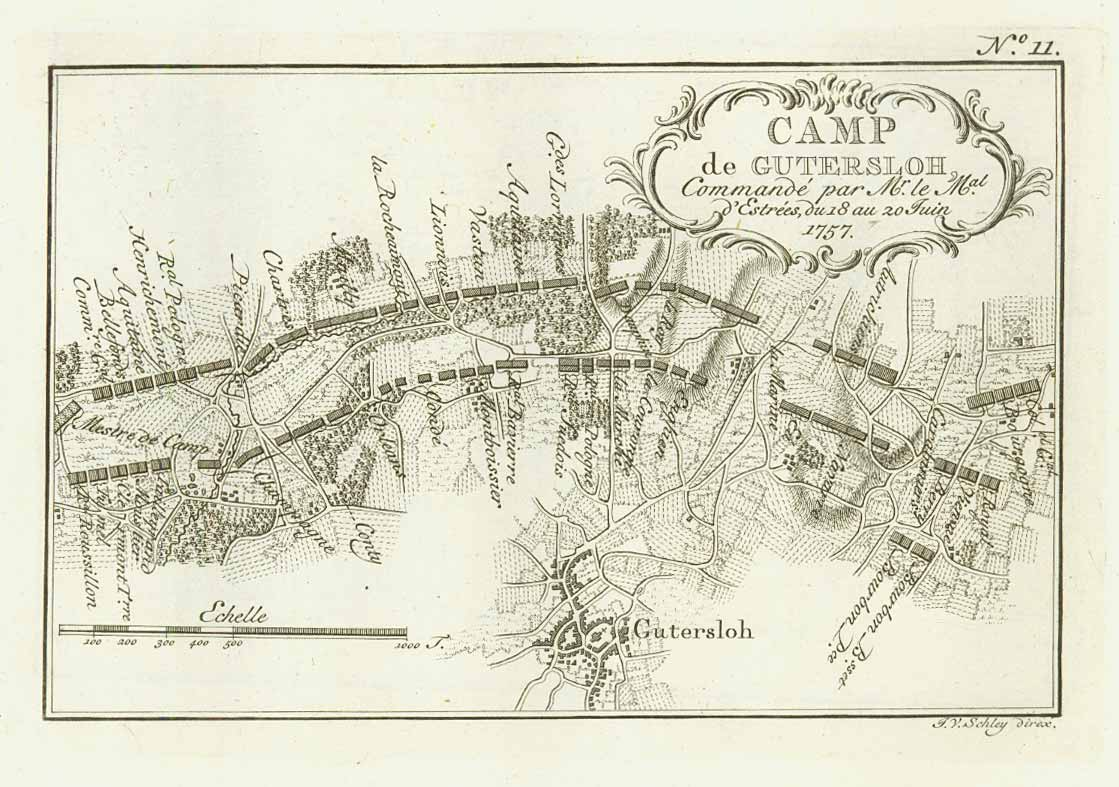
Französisches Lager bei Gütersloh, Kupferstich, Jacobus van der Schley, 1760

Die mit Preußen alliierten Mächte England, Braunschweig und Hessen betrachteten das Münsterland als Gebiet des gemeinsamen Kriegsgegners Österreich. Frankreich war ebenso mit Österreich verbündet wie Münster. In den ersten Jahren des Krieges lagerten Truppen auf der Bockumer Heide, auf dem Kurricker Berg und dem Kötterberg. Hier wurden Schanzen gegen das preußische Hamm aufgeworfen. Auch auf der Südgeist und dem Schmerberg entstanden Schanzen, die noch bis 1800 zu sehen waren. Keller und Kornböden wurden in weitem Umkreis requiriert.
Der Herzog von Braunschweig nahm sein Hauptquartier im Bockumer Pastorat. Aus Angst vor dem Vorspanndienst versteckten viele ihre Pferde. Merschhovener brachten sie durch die Lippe in die Mark, sobald die Alliierten anrückten. Umgekehrt schickten die Leute von jenseits der Lippe – aus dem Preußischen – ihre Pferde nach Bockum, wenn die Franzosen Spanndienste forderten. Dennoch waren nach dem Krieg in Bockum nur fünfzehn Pferde übrig. In der Folge konnten viele Äcker nicht mehr bestellt werden, und einige Einwohner waren gezwungen, nach Münster zu gehen, um dort Brot zu kaufen.
Am 23. August 1761 schlugen 16.000 Franzosen auf dem Kötterberg und Westberg bei Hövel ihr Lager auf. Sie beschossen Hamm, zogen jedoch am 25. August wieder ab. Das preußische Hamm verlangte nun von dem Ortsschulzen Schwering aus Hövel und von Baron von Galen auf Ermelinghof Palisaden zur Befestigung. Als sie ausblieben, wurden Pfarrer Berg, Receptor (Steuereinnehmer) Frey und der Ortsschulze als Geiseln nach Hamm geholt. Dem Ortsschulzen, der geknebelt wurde und nur Wasser und Brot erhielt, steckten die Soldaten einen Stock quer über den Rücken, so dass er mit ausgestreckten Armen gehen musste. In Hamm musste er im Gefängnis auf faulem Stroh liegen, bis alle Palisaden von Hövel geliefert waren. Die beiden anderen Geiseln waren bald wieder aus der Haft entlassen worden.
Der Bockumer Pfarrer Hermann J. Heckmann (1755–1769) ließ 1763 bei Friedensschluss an der im Jahre 1708 errichteten Michaelskapelle in der Ostgeist (später Hammer Straße) einen Dankgottesdienst abhalten. Die Ernte des Jahres konnte eingebracht werden, und sie brachte neues Geld, allerdings in Form schlechter Münzen in die Region. Das Erbe Eschhaus in Hövel lag noch mehrere Jahre wüst, obwohl der zuständige Receptor versuchte, einige Stücke zu verpachten.
Nach dem Kriege ließ Fürstbischof Max Friedrich (1762–1784) eine Landesmiliz bilden. An den Sonntagnachmittagen mussten die Bauern in weißen Kitteln mit roten Aufschlägen exerzieren. Schulze Bockum, Krutmann und Oestermann waren Offiziere mit Spontons (Offiziersspießen), die Mannschaften waren mit Gewehren ausgestattet. Sammelplatz in Bockum war die Heide.

### Bis zur Französischen Revolution
Die Höveler St. Pankratiuskirche erfreute sich trotz der Kriegsfolgen einer gewissen Prosperität. So wurde 1768 unter Pfarrer Hermann Theodor Berg eine dritte Glocke eingeweiht. Auf Berg folgte 1777 Johann Theodor Sutthoff. Im selben Jahr brannte das Pastorat von 1668 nieder. Es konnte binnen eines Jahres wieder aufgebaut werden, doch brannten nun sieben Häuser um die Kirche ab. Sie gehörten zum Besitz des Barons Galen auf Ermelinghof. Neun Jahre später wurden das Haus und die Güter in Ermelinghof versteigert, dabei ging das Haus an den Freiherrn A. von Wintgen, der einer ursprünglich bürgerlichen Familie angehörte. 1775 kam es zu einer verheerenden Viehseuche, bei der Schulze Schwering in Hövel von seinen 33 Stück Vieh 30 verlor. Zwei Jahre später forderten Pocken zahlreiche Opfer unter den Kindern.
Auch im Kirchspiel Bockum, wo von 1770 bis 1797 J.H.Becking („J.“ wird von späteren Autoren als „Joh.“, „Jodokus“ bzw. „Jodocus“ und „H“ als „Hermann“ gedeutet) der Pfarrer war, kam es zu Bränden. So brannten 1782 die Bauernhäuser Frey und Hußmann ab. Die Hausmagd bei Frey rettete einen Säugling aus dem brennenden Haus. Der als Spökenkieker bekannte Kötter Bleckmann, genannt Schmerstäter aus der Gemeinde Bockum, starb im Alter von 100 Jahren.

### Französische Revolution und Großherzogtum Berg (1789–1814)
Während der Revolution in Frankreich nahm Freiherr von Wintgen auf Haus Ermelinghof 1789 acht Geistliche auf. In Bockum fanden 15 bis 20 französische Emigranten monatelang Unterkunft und Verpflegung. 1792 kam der spätere König Ludwig XVIII. nach Hamm. Es war in Begleitung von Geistlichen und Adligen. Sie brachten Geld und so entstand für einige Zeit ein intensiver Handel mit Luxuswaren. Darüber hinaus profitierte der Landesherr durch österreichisches Militär, das 1794 auf dem Weg nach Frankreich war. Der Pfarrer von Hövel berichtete, dies wäre „eine gute Zeit für den Landmann“ gewesen: „hohe Preise, viel Geld in Umlauf, so daß Manche ihre Schulden aus dem Siebenjährigen Kriege decken konnten“.
Das Bistum Münster kam im Zuge der Säkularisation 1803 in preußischen Besitz. Die bischöflichen Ämter wurden aufgelöst, und in den folgenden Jahren wurden preußische Verwaltung, Gerichts- und Militärwesen eingeführt. Westfalen war nunmehr eine preußische Provinz, geleitet von einem Oberpräsidenten. Sie wurde in Regierungsbezirke und Landkreise eingeteilt. Die Kirchspiele Bockum, Hövel und Heeßen vereinigte man am 23. Dezember 1803 zu einer Bürgermeisterei und teilte sie dem neugebildeten Kreis Lüdinghausen zu. An der Spitze des Kreises stand ein Landrat. Federführend waren dabei Freiherr vom Stein und sein Nachfolger, der Oberpräsident von Vincke.

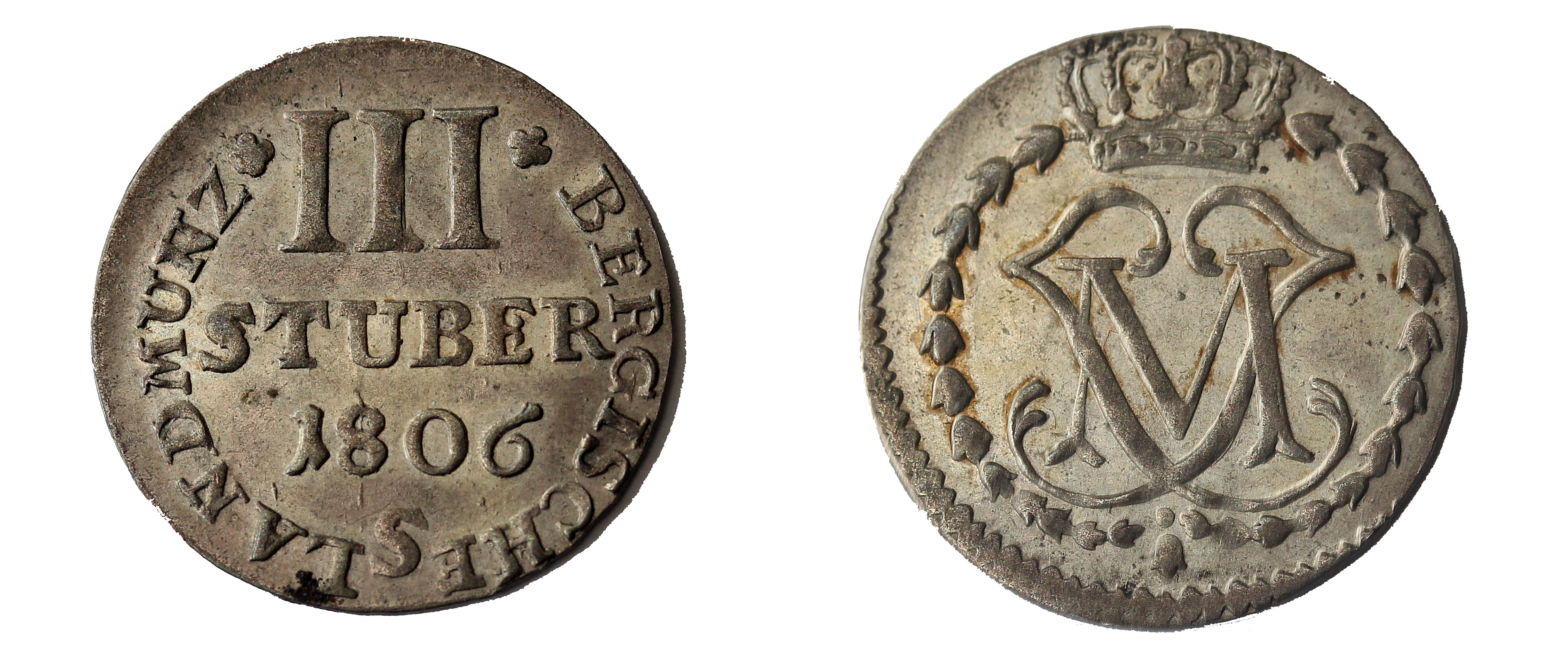
3-Stüber-Münze des Großherzogtums Berg aus dem Jahr 1806

Bereits 1806 wurde der Kreis Lüdinghausen wieder aufgelöst. Die Truppen Napoleons rückten in Münster ein, der preußische Teil des Bistums Münster, also auch Bockum und Hövel, wurden dem neugegründeten Kreis Münster zugeschlagen. Nach der Schlacht bei Jena und Auerstedt kam die Region unter das Regiment Napoleons. Er teilte das Münsterland 1808 dem Großherzogtum Berg zu, das nach französischem Muster verwaltet wurde. Bockum, Hövel und Heeßen gehörten zur Mairie (Bürgermeisterei) Heeßen, zum Kanton Ahlen, zum Arrondissement Hamm und zum Département Ruhr mit der Hauptstadt Dortmund. Die Franzosen nahmen die Maires vorwiegend aus dem ortsansässigen Adel.
Das Kirchspiel in Hövel verkaufte 1799 die im Jahre 1678 erbaute Küsterwohnung auf der Overbergstraße. Neben dem Pastorat wurde zugleich eine neue, einklassige Schule gebaut. Im Zuge der Säkularisation wurde auch das Kloster Kentrop aufgelöst. Die Klosteroberin verlor damit ihr Lehen über die St.-Pankratius-Kirche.
Nach dem Brand der Häuser des Kötters Weber und des Kolonen Dahlhoff im Jahre 1803 wurden auf freiwilliger Basis in Bockum und Hövel Spritzenhäuser gebaut und die erste Feuerwehrspritze angeschafft. Dahlhoff spendete das Holz für das Spritzenhaus in Bockum, Herr von Boeselager aus Heessen 30 Taler.
Im Jahr 1800 wurde Josef Kumann († 1836) Pfarrer der Stephanusgemeinde. Er hat zahlreiche Manuskripte hinterlassen, die unveröffentlicht im Archiv Münster, Verein für Geschichte und Altertumskunde Westfalens, Abt. Münster liegen. Von 1807 bis 1834 war Ignatz Ostenfelde Pfarrer der Pankratiusgemeinde.
Wie viele Bewohner der beiden Dörfer an den Napoleonischen Kriegen von 1806 bis 1815 teilnahmen, ist nicht bekannt. Die Leibeigenschaft wurde durch Befehl Napoleons aufgehoben, französische Verwaltung und Rechtsprechung wurden eingeführt. Das Kirchspiel Heessen wurde mit den Kirchspielen Hövel und Bockum erneut zu einer Verwaltungseinheit zusammengelegt. Bürgermeister der drei Kirchspiele wurde Freiherr von Wintgen auf Haus Ermelinghof. 1810 wurde die Ziviltrauung vor dem Maire (Bürgermeister) eingeführt.
Die Kontinentalsperre gegen Großbritannien und immer noch vorhandene Binnenzollgrenzen bildeten den Boden für intensiven Schmuggel. So verlief eine Zollgrenze von Norden nach Süden entlang der Stever durch den Kreis Lüdinghausen. 1809 suchten einige junge Männer aus den Kirchspielen Hövel und Bockum Salz von der Saline Werl einzuschmuggeln. An der Torksbrücke an der Lippe wurden sie jedoch von Zöllnern aufgegriffen und gefesselt ins Kantongefängnis Ahlen eingeliefert. 1811 untersuchten französische Zöllner eineinhalb Stunden lang das Pastorat, die Vikarie und die Küsterei in Bockum nach Alkohol, Tabak und Lebensmitteln, ohne etwas zu finden.
Heinrich Schulze Bockum, Ferdinand Dahlhoff, Berndt Harfeld, Dietrich Schroer und Ludolf Vormann, die – wie weiteren Bockumer – mit Napoleon nach Russland zogen, kamen nicht zurück. Aus Hövel fiel Gerhard Altfelder. Die anderen Teilnehmer aus Hövel konnten fliehen. Söhne weiterer Höfe mussten zur gleichen Zeit in Frankreich und Spanien kämpfen. 1813, nach der Völkerschlacht bei Leipzig, zogen Preußen, Sachsen, Schweden und Russen durch die beiden Dörfer. Der Höveler Pfarrer Ostenfelde schrieb über die Baschkiren: Wir staunten nicht wenig, als wir diese Menschen sahen; ganz von Kopf bis zu den Füßen in Schafpelz eingehüllt; … eine Kosacken-Pike, Pfeil und Bogen waren ihre Waffen … Mit Schweinefleisch konnte man sie beinahe aus dem Hause jagen, weshalb sie hier allgemein für lauter Juden gehalten wurden; sie waren aber Muhamedaner. Laut Schwieters hätten ihm alte Leute, die sich noch erinnerten, die Kosaken als „rohe, zügellose Menschen“ geschildert, die den „Branntwein über alles“ geschätzt hätten, ihn sogar noch „mit Pfeffer und Senf verschärften“; „keine Scham“ gekannt hätten, „voller Ungeziefer“ und Diebe. Sie seien „voll von unbezähmter Wollust“ gewesen. Frauen und Mädchen hätten sich vor ihnen „in abgelegenen Häusern und Büschen“ versteckt.
1814 wurde das Münsterische Landwehrregiment aufgestellt, zu dem auch Bockum und Hövel Männer stellten. In jedem Dorf errichtete man einen Landsturm zu Fuß und zu Pferde und bewaffnete ihn mit Lanzen. Darüber hinaus belasteten Quartierlasten und Kriegsspanndienste die Bevölkerung.

### Wiener Kongress und die Preußen (1814–1848)

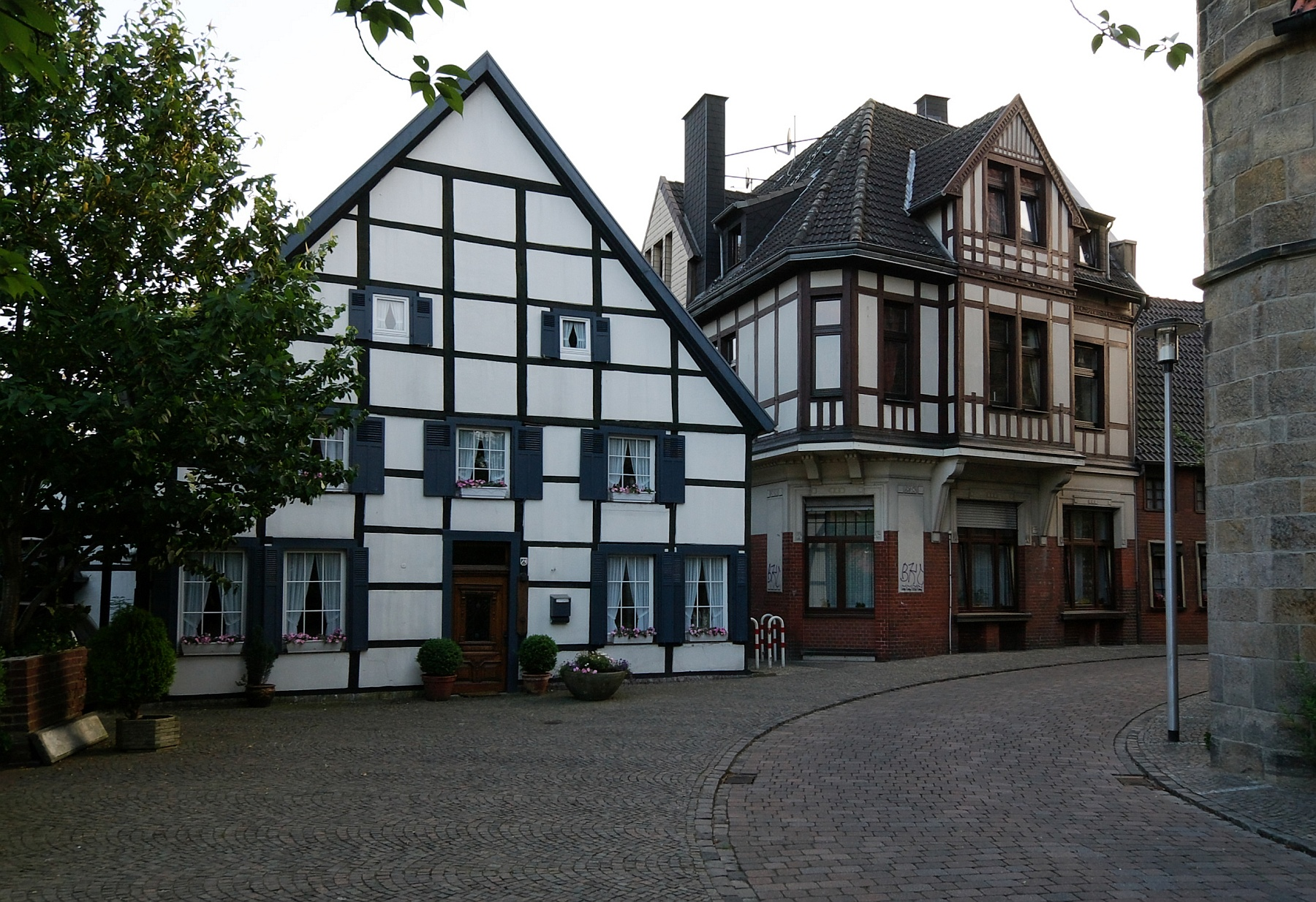
Gebäude hinter der Bockumer Kirche. Übergang von der bäuerlichen zur kleinstädtischen Bauweise

1816 regnete es den ganzen Sommer, so dass die Ernte außergewöhnlich schlecht ausfiel und sich Teuerung und Hunger bemerkbar machten, nur wenig gelindert durch Korneinfuhren aus Österreich. 1817 strengte Pfarrer Kumann aus Bockum vergeblich gegen fast alle Bauern im Kirchspiel Prozesse an, weil sie ihre Zehnten nicht entrichteten. Auch in diesem Sommer regnete es, und die Ernte fiel sehr schlecht aus. Nun wurde auch Gerste verbacken. Als Folge der nassen Witterung des vergangenen Jahres stellte sich zudem beim Vieh eine Lungenseuche ein. In Hövel gingen alle fast 800 Schafe ein. Während der Sommer 1818 eine reiche Ernte gebracht hatte, fraßen 1828 und 1829 Prozessionsraupen die Wälder in den Kirchspielen kahl, was für die dörflichen Unterschichten, die noch partiell von den Waldfrüchten abhingen, erhebliche Auswirkungen hatte.
Preußen setzte seine Ordnungsvorstellungen ab 1816 um. So wurde der Kreis Lüdinghausen neu gegründet, und Bockum und Hövel (nicht jedoch Heessen, wie in der französischen Zeit) wurden diesem Kreis angegliedert. Die gemeinsame Bürgermeisterei von Bockum und Hövel wurde aber bereits 1818 wieder aufgelöst. Die beiden Dörfer wurden nun mit Walstedde der Bürgermeisterei Drensteinfurt zugeordnet, eine Regelung, die bis 1908 Bestand hatte. Zur Durchführung der Stein-Hardenbergschen Reformen wurde 1817 eine Generalkommission eingesetzt, die vor allem die Höhe der Ablösungsbeträge festlegen sollte. Diese Ablösung zog sich über Jahrzehnte hin. 1821 wurde die Markenteilung vorgenommen, die Weide- und Holznutzungen betraf. 1822 hatte Bockum 731 Einwohner.
1840 zerstörte ein Feuer die Burg Geinegge, nur die von dem Bach getriebene Wassermühle bestand fort. An der Hammer Straße 247 entstand für den Pächter ein Wohnhaus. Die Mühle fiel später der Badeanstalt (dort stand das Müllerhaus) bzw. 1925 dem Sportplatz zum Opfer. Bei dessen Ausbau kamen Überreste der Burg zum Vorschein, die Funde landeten zunächst in der Sammlung der Klostermühle.
In den folgenden Jahren wurde die Region zunehmend an neue Verkehrswege angeschlossen. So konnte 1824 das erste Schiff vom Rhein durch die neue Schleuse bei Stockum die Lippe hinauf bis nach Hamm fahren. 1825 wurde die erste „Kunststraße“ von der Münsterstraße bis zum Haus Ermelinghof angelegt. Die neue Prosperität spiegelte sich auch baulich wider: 1833 entstand das Torhaus auf Haus Ermelinghof mit einer Vorderfront im Stil eines griechischen Tempels.
Auch die beiden Kirchen profitierten von der Prosperität. So erhielt die Pankratiuskirche 1814 einen neuen Hochaltar. 1846 erhielt die Stephanuskirche aus der Kirche in Herbern eine neue Orgel, nachdem man schon drei Jahre auf der alten nicht mehr hatte spielen können. Die Orgel hatte 135 Taler gekostet und war im Jahre 1665 gebaut worden. Von 1834 bis 1885 war Theodor Westhoff Pfarrer in Hövel, während von 1836 bis 1884 Bernhard Homann in Bockum der Pfarrer war.
1848 beteiligten sich Bürger in Hamm an den europaweiten politischen Auseinandersetzungen. So bildete sich der Politische Verein. Das in Lüdinghausen erscheinende Volksblatt schrieb einen Gruß an den Verein: „Heil! Deutschland dir! Du gehst einer großen Zukunft entgegen! Deine Söhne in dem entlegensten Winkel sind von dem Rufe der Freiheit erwacht, auch hier ist die Morgenröte einer neuen Zeit angebrochen!“

### Abgaben, Dienste und Rechte, Bauernbefreiung

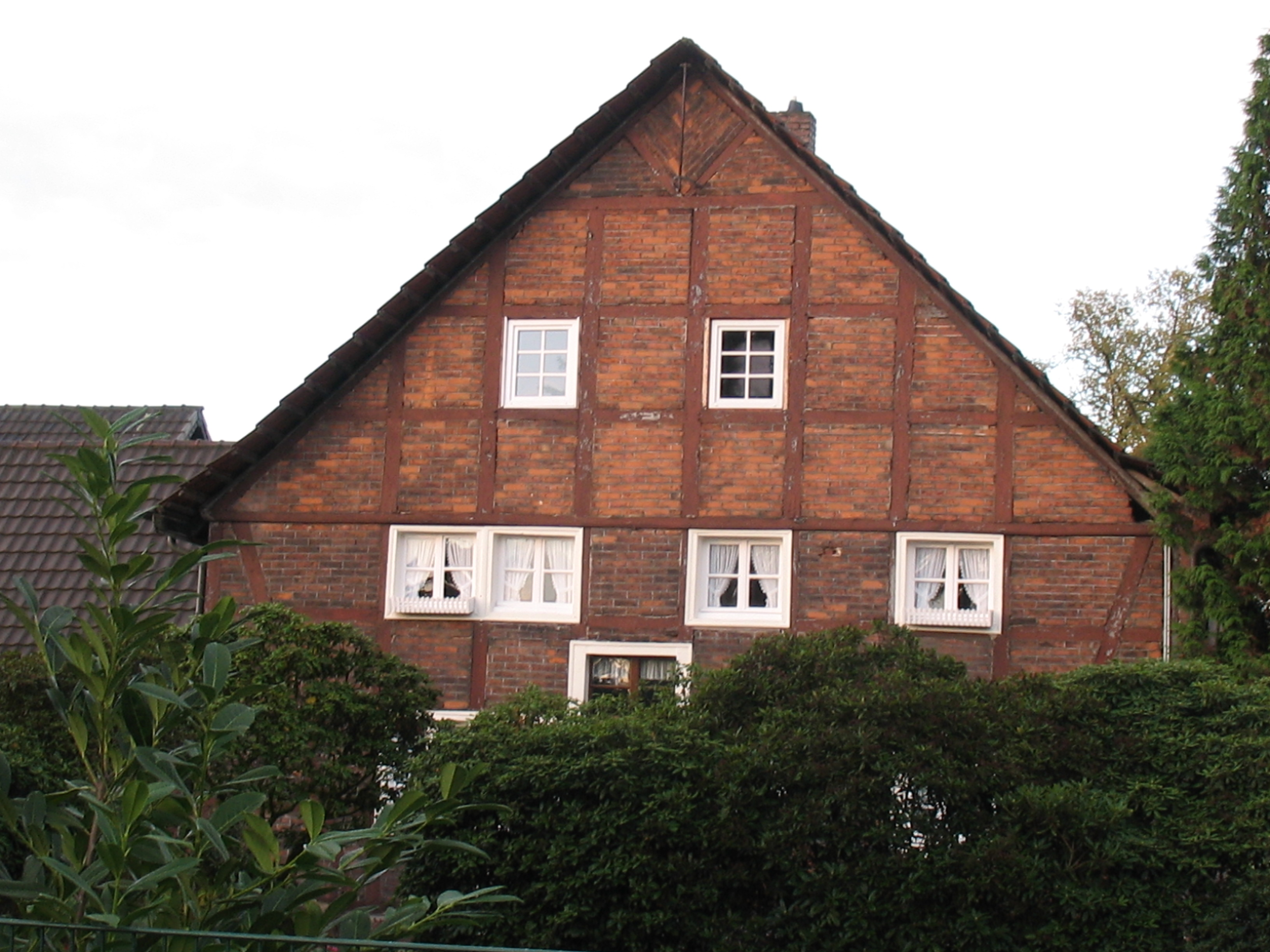
Fachwerkhaus in der Nähe des Bahnhofs Bockum-Hövel, 2012

Sozial- und Rechtsstruktur hingen bis weit ins 19. Jahrhundert aufs engste zusammen. Im großen Ganzen unterschied man von den freien Bauern, Leibeigene und Kolonen. Die Leibeigenen und ihre Familien gehörten mit Leib und Gut dem Grundherrn. Meistens wurde ihnen ein Kotten oder Hof zur Bewirtschaftung übergeben. Ihre Kinder mussten häufig ein Jahr im Hause ihres Herrn ohne Lohn dienen. Der Herr bestimmte auch den Beruf der Kinder, zur Heirat war ebenfalls seine Erlaubnis nötig. Der Besitz der Leibeigenen fiel nach ihrem Tod dem Leibherrn zu, konnte aber von den Angehörigen zurückgekauft werden. Von dem Hof oder Kotten mussten Abgaben wie Korn, Vieh, Flachs, Butter, Eier, Käse usw. geleistet werden. Dazu kamen die Hand- und Spanndienste. Außerdem hatte der Grundherr ein gewisses Strafrecht.
Die Kolonen (lat. colonus = Bauer, Pächter) waren als Inhaber von Erbpachtkolonaten nicht persönlich leibeigen, also befreit vom Gesindezwangsdienst, vom Strafrecht des Grundherrn, der hier auch nicht den Beruf der Kinder bestimmten konnte. Der Anerbe musste aber die Heiratsgenehmigung einholen.
Die Höfe waren bis zur Bauernbefreiung fast durchweg Kolonate. Die darauf sitzenden Kolonen vererbten sie auf ihre Kinder, waren aber nicht Eigentümer. In Bockum und Hövel gehörten die Höfe den Herren von Hövel, von Ermelinghof, von Heeßen, von Westerwinkel, dem Kloster Kentrop, dem Stift Herdecke, dem Nordenstift zu Hamm und anderen Herren. Die Bauern mussten an die Eigentümer jährlich fällige Abgaben entrichten sowie Hand- und Spanndienste leisten. Bei besonderem Anlass, wie Tod oder Hochzeit, waren weitere Abgaben fällig (die Gefälle). So hatte der Hof Eschhaus, den die Herren von Ermelinghof vom Landesherrn, dem Bischof von Münster, zu Lehen hatten, an das Haus Ermelinghof u. a. zu leisten: den Gewinn, das ist eine Zahlung in Geld bei der Übernahme des Hofes, jährlich zwei Schweine, zwei Gänse, acht Hühner, die 3. Garbe (1/3 der Getreideernte), die halbe Eichelmast, fünf Pfund gesponnene Hede, wöchentlich ein Spann- und zwei Handdienste. Erst 1853 wurden diese Verpflichtungen durch eine einmalige Zahlung von 2.400 Talern abgelöst. Überdies machte die Kirche noch Ansprüche geltend. So erhielt der Pfarrer in Hövel jährlich vom Hof Eschhaus eineinhalb Scheffel Gerste, drei Klanken Flachs, der Küster eineinhalb Scheffel Roggen, einen halben Schweinskopf, zwei Klanken Flachs und einen Käse. Ähnlich verhielt es sich mit den Lasten, die auf den anderen Höfen ruhten.
Der Grundherr konnte ein Kolonat verkaufen, durfte aber nicht den aufsitzenden Bauern vom Hof entfernen. Der neue Grundbesitzer kaufte mit dem Hof auch die Leute und hatte nun seinerseits das Recht auf die Abgaben, die so den eigentlichen Wert des Hofes für einen Käufer ausmachten.
Als durch den Reichsdeputationshauptschluss vom 25. Februar 1803 mit dem Hochstift Münster auch die Gemeinden Bockum und Hövel an das Königreich Preußen fielen, änderte sich nichts an diesen Verhältnissen. Unter Napoleon jedoch wurde am 12. Dezember 1808 durch ein bergisches Gesetz die Leibeigenschaft aufgehoben und den Besitzern bäuerlicher Erben und Lehen das volle Eigentum zugesprochen. Alle Rechte des Grundherrn an der Person wurden ohne Entschädigung aufgehoben, ebenso die Leibeigentumsgefälle. Die sonstigen Abgaben blieben bestehen.
Im November 1813 nahm Preußen seine Länder wieder in Besitz. Zur Regelung der bäuerlichen Verhältnisse erließ es 1825 ein Gesetz. Danach blieben die Leibeigenschaft und die Leibeigentumsfälle aufgehoben. Alle anderen Verpflichtungen konnten durch Geld abgelöst werden. Es war der 18- bis 25-fache Betrag der auf dem Hof ruhenden jährlichen Last zu zahlen. Die Ablösung der kirchlichen Abgaben wurde ebenfalls durch mehrere Gesetze geregelt. Sie zog sich aber noch bis Ende des 19. Jahrhunderts hin.

### Auflösung der Gemeinen Marken
Bis etwa 1820 gab es in den Gemeinden Landflächen, die nicht in persönlichem Besitz eines Einzelnen standen. Es handelte sich vorwiegend um Wald, Weide und Heide, die meistens an den Grenzen des Gemeindebezirks lagen und von einer Gemeinschaft genutzt wurden. Man nannte diese Flächen Marken oder auch Gemeine Marken. Mark bezeichnete Grenze oder Grenzland.
Die Bauern, die das Recht auf Mitnutzung der Mark hatten, waren in Markgenossenschaften vereinigt. Dabei konnten auch Bauern aus verschiedenen Bauerschaften oder sogar unterschiedlichen Gemeinden in derselben Mark berechtigt sein. So gehörten zu den Bockumer Marken Schliek und Hanloh auch Bauern aus Horst und die Eingesessenen aus Gottesort (südlicher Teil der Bauerschaft Nordick bei Haus Hardenberg, das zum Kirchspiel Herbern gehörte).
Die Nutzungsrechte der Markgenossen waren genau festgelegt. So durften etwa die Eingesessenen Hunloh und Knippenkötter aus der Bauerschaft Bockum alles Vieh auftreiben (in der Mark weiden lassen), das auf ihren Höfen den Winter über gestanden hatte.
Die Gehölze der Mark lieferten das Bau-, Möbel- und Brennholz für die bäuerliche Wirtschaft. In die Eichen- und Buchenwälder wurden im Herbst die Mastschweine getrieben. Auch die Lehm-, Sand- und Mergelgruben beutete man gemeinsam aus.

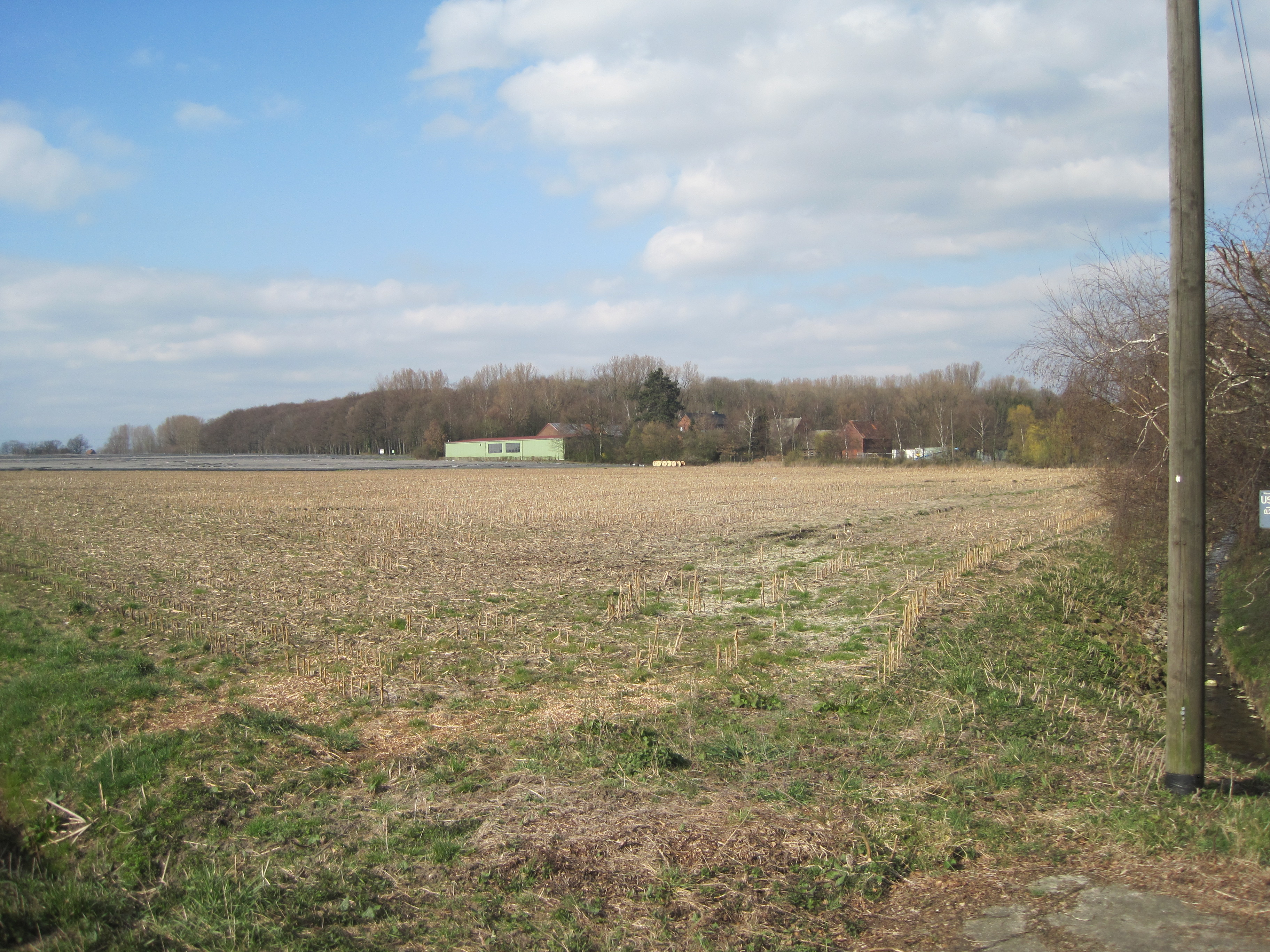
Ehemaliger Standort des 1855 abgerissenen Hauses Beckedorf

Über die Marken wachten die Markenrichter. Für die Höveler Mark waren dies z. B. die Herren zu Ermelinghof, für das Hanloh die Herren auf Haus Beckedorf. Dem Markenrichter stand der Holzrichter oder Holzgraf (Holtgrewe) zur Seite. Dieser bestimmte, welche Bäume geschlagen werden durften und wie das Brennholz zu verteilen war. Alljährlich hielt der Markenrichter unter freiem Himmel das Marken- oder Weidegericht ab, auf dem man die Markenordnung verlas, Vergehen gegen sie bestrafte und über die Abgabe von Land an Kötter beschloss. Zu dieser Versammlung hatten sich alle Markgenossen einzufinden, wenn sie nicht ihre Rechte verlieren wollten. Dem Markengericht schloss sich ein fröhliches Gelage an, bei dem die Strafgelder, nachdem Richter und Holzgraf erst ihre Gebühren bekommen hatten, gemeinsam vertrunken wurden.
Die die Marken betreffenden Rechte und Gewohnheiten wurden in sogenannte Weistümer zusammengefasst. Das Horster Weistum aus dem Jahr 1303 ist die älteste westfälische Markenordnung.
Im 19. Jahrhundert erfolgte die Aufteilung der Marken an die Markgenossen. Zu diesem Zweck wurde von der preußischen Regierung die Generalkommission eingesetzt, die das Land in fünf bis acht Güteklassen (Bonitätsklassen) aufteilte und je nach Berechtigung den einzelnen Markgenossen ihren Anteil zusprach. Nach der Güteklasse richtete sich auch der Preis, zu dem die Genossen das Land erwerben konnten. Der Hof Lübbert z. B. bekam in der Höveler Mark 13 Morgen zu 302 Talern.
In dem Jahrtausend ihres Bestehens veränderte sich der Flächenbestand der Gemeinheiten, ihre Zugehörigkeit zu den verschiedenen Verwaltungsbezirken wechselte, und auch im Kreis der Markgenossen traten oft Veränderungen ein. Daher herrscht über die Lage und die Ausmaße der Marken in den verschiedenen Jahrhunderten nicht immer Klarheit.
Nach Schwieters waren die Bockumer und Höveler Bauern und Kötter in folgenden Marken berechtigt:
1. Die Geinegger Mersch an der Lippe, 63 Morgen groß. Sie kam schon früh in privaten Besitz, war aber immer noch mit gemeinsamer Hude belastet, d. h. die zugehörenden Markgenossen durften von der Ernte bis zum 24. November Vieh auftreiben. Dazu hatte das Haus Ermelinghof das Recht, vom 24. November bis zum 7. April dort 300 Schafe weiden zu lassen. 1856 erfolgte dann die Ablösung des Huderechtes gegen Geld.
2. Die Höveler Mark, eine Weidefläche von 225 Morgen. Sie lag östlich des Dorfes Hövel. 1845 wurde sie aufgeteilt.
3. Die Bockumer Heide und Nagels Heide, 331 Morgen groß. Diese nordwestlich vom Dorf Bockum liegende Landfläche wurde 1829 aufgeteilt. Markenrichter waren die Herren auf Schloss Heeßen, die dafür mit drei Morgen Boden als Entschädigung abgefunden wurden.
4. Der Schliek und der Hanloh, 332 Morgen, im nordwestlichen Grenzgebiet zwischen Bockum und Herbern gelegen. 1836 erfolgte die Aufteilung. Für die Aufgabe des Markenrichteramtes in Hanloh bekam das Haus Beckedorf zu Horst die beiden besten Eichbäume. Der Besitzer des Hauses Hardenberg, Markenrichter für den Schliek, erhielt einen Morgen besten Landes.
5. Die Marken Dornheide, Hölterbrede, Lausbach, Nierfeld und Wellingholz, zusammen 336 Morgen groß. Sie lagen südwestlich des Dorfes Bockum und wurden ebenfalls 1836 aufgeteilt. Das Haus Nordherringen hatte hier das Markenrichteramt inne.
6. Die Bockumer Mersch im Lippetal, 130 Morgen, 1836 aufgeteilt.
7. Die Mark Barkerholz. 1827 wurden rund 400 Morgen, in der Bauerschaft Barsen gelegen, an die Berechtigten aufgeteilt. Markenrichter waren die Herren zu Heeßen.
8. Die Mark Waldemey, 100 Morgen groß, 1829 geteilt. Sie lag im westlichen Teil der Bauerschaft Merschhoven.

Durch die Markenteilungen änderten sich auch die Siedlungs- und Wirtschaftsformen. Die Ackerfläche der Höfe vergrößerte sich, Weiden wurden zu Wiesen kultiviert und Brüche und Sümpfe trockengelegt.

### Vorindustrielles Landhandwerk
Die Städte unterdrückten das Landhandwerk, sobald es dem städtischen Handwerk Konkurrenz machte. Sie veranlassten dazu die Landesherren, durch Verordnungen die ländlichen Handwerker einzuschränken. Die Grafen von der Mark untersagten sogar die Ausübung jeglichen Handwerks auf dem Land, erneut geschah dies um 1444. Die Durchsetzung dieses Verbotes gelang jedoch nicht. 1661 wurde den Tischlern untersagt, Arbeiten für die Städte zu liefern, nach einem Hammer Zuchtbrief von 1735 sollten alle Schneider vom Lande weggeschafft und in die Städte überführt werden.
1789 wurde jedem Dorf ein Schneider zugestanden. Im selben Jahr erfolgte die Anordnung, dass die Land- und Polizeiausreiter die gefundene Arbeit unerlaubter Betriebe und das Werkzeug mit Arrest belegen sollten. Dennoch gelangte um 1800 das Landhandwerk zu einer gewissen Blüte. Um diese Zeit kam im Gebiet des Regierungsbezirkes Münster auf vierundzwanzig Einwohner ein Handwerker. Diese konnten meistens nicht allein von ihrem Beruf leben, sondern versorgten fast immer noch eine kleine Landwirtschaft nebenbei.
In Bockum, das um 1800 insgesamt 665 Einwohner zählte, lebten sogar 42 Handwerker: 1 Stellmacher, 1 Küfer, 1 Schreiner, 2 Holzschuhmacher, 3 Schmiede, 2 Zimmerleute, 1 Maurer, 12 Leineweber (Flachsbau), 6 Schneider, 8 Schuhmacher, 2 Bäcker, 1 Schlachter und 2 Branntweinbrenner und Bierbrauer (sie brauten Branntwein und Bier für die Bauern, die Korn und Malz lieferten). In Hövel gab es bei 585 Einwohnern 32 Handwerker, und zwar 1 Drechsler (er stellte besonders Spinnräder, Spinnrocken, Stühle und Geräte zur Flachsbereitung her), 3 Küfer, 1 Schreiner, 2 Schmiede, 5 Zimmerleute, 2 Maurer, 1 Ziegelbrenner, 5 Leineweber, 5 Schneider, 4 Schuhmacher, 3 Branntweinbrenner und Bierbrauer.
Der Ziegelbrenner war sicherlich auf der Ziegelei tätig, die gegenüber dem Hof Teiner auf der Landstraße zur Wirtschaft Mangels lag. Auffallend ist die Zahl der Leineweber. Sie arbeiteten nicht wie die anderen Handwerker allein für den Bedarf des Dorfes. Ihre Erzeugnisse wurden von den Kiepenkerlen zu den Hauptstellen des Leinenhandels Münster und Warendorf gebracht und von dort aus sogar nach Holland und Brabant verschickt.

### Schulen
Als Höveler Lehrer an einer einklassigen Schule ist ein Sohn des Schulzen Krechting bekannt, der zudem bis 1743 Steuereinnehmer und Küster war, ähnlich wie Pfarrer Baggel. Die Schule befand sich im Mesenkampschen Haus auf der heutigen Overbergstraße, das als Schulhaus und Küsterwohnung bis 1820 diente. Es wurde 1831 für 500 Taler an Krampe verkauft, eine Ankaufsverhandlung des Kirchspiels Hövel existiert noch. Ab dieser Zeit wurde der Schulunterricht in dem Gebäude neben dem Pastorat abgehalten, das ab 1909 als drittes Amtshaus benutzt wurde.
Nachfolger von Lehrer Schulze Krechting wurde ein Johann Klostermann, der 45 Jahre im Amt blieb. Ab 1794 war ein Menke sowohl Lehrer als auch Küster. Ihm folgte Heinrich Berring, der 1838 verstarb, dann Eisenbach, Silkenbäumer, Wilkmann und Schächter.
Ab 1750 lässt sich eine Schule in Bockum nachweisen, die allerdings 1905 dem Kirchenneubau von St. Stephanus weichen musste. Da der Ort 1880 etwa 200 Einwohner mehr hatte als Hövel, musste eine einklassige Mädchenschule eingerichtet werden. Diese befand sich bis zum Neubau der Stephanuskirche im Haus von Striepens. 1909, nachdem die Bevölkerung im Zuge der Industrialisierung stark angestiegen war, wurde der Schulunterricht in der achtklässigen Ludgeri-Schule (später Maschinenfabrik Scharf GmbH) aufgenommen.

## Abseits der Industrialisierung (1848–1905)

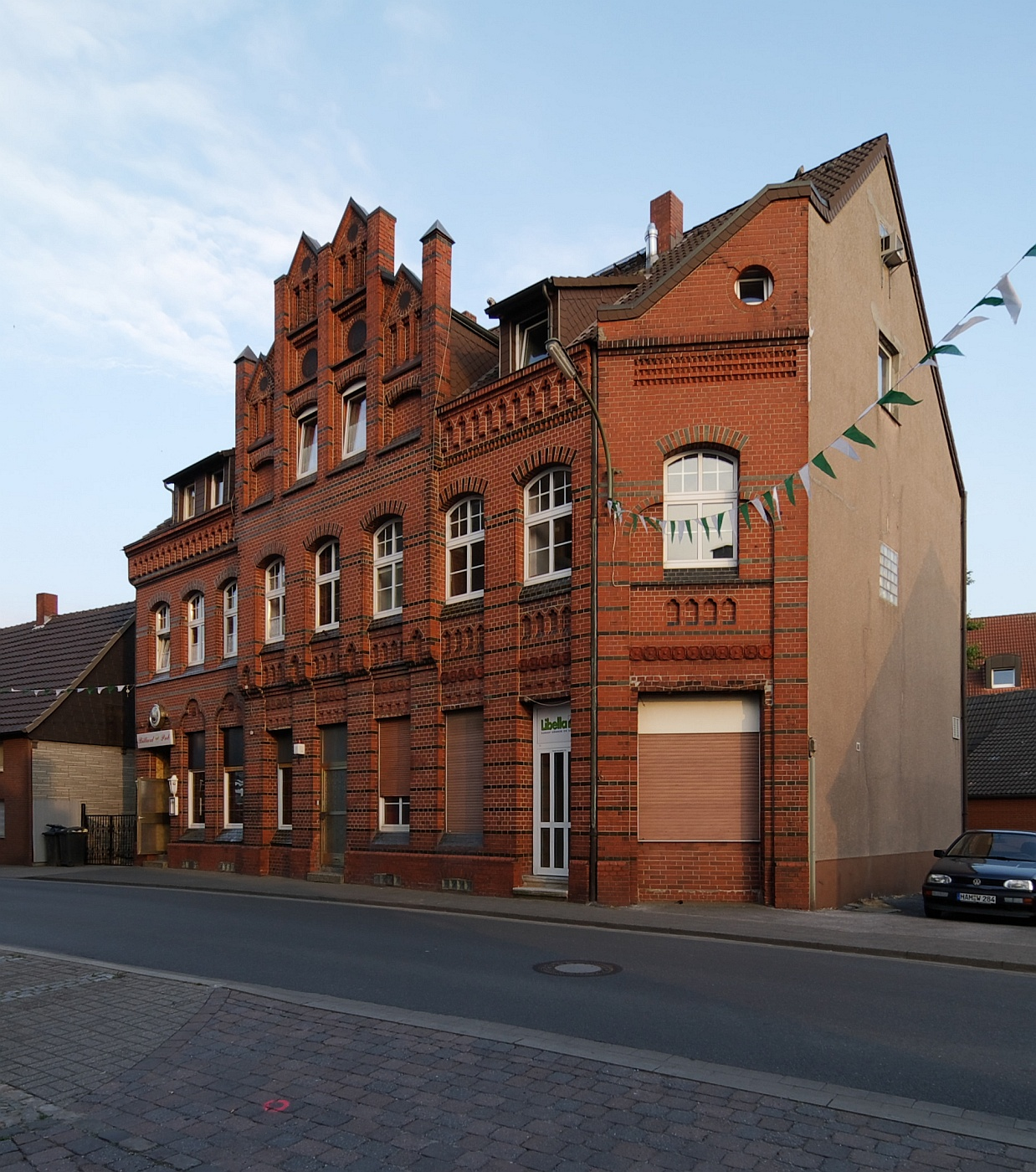
Gebäude in Hövel, gegenüber der Pankratiuskirche

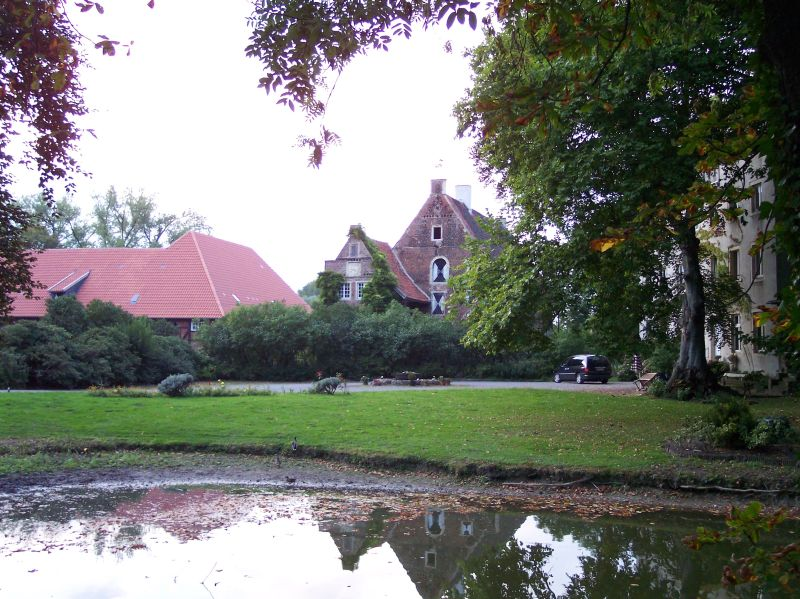
1875 brannte Haus Ermelinghof bis auf die Grundmauern nieder. Es wurde wieder aufgebaut, allerdings in anderem Stil.

Die ländlichen Gemeinden im Umkreis von Hamm wurden zunächst von der Industriellen Revolution kaum berührt. So wurde zwar 1848 von der Königlich-Westfälischen Eisenbahngesellschaft eine Bahnlinie von Hamm nach Münster gebaut und am 26. Mai 1848 eingeweiht, doch die Züge hielten weder in Bockum noch in Hövel. Baron von Twickel durfte nur in Ermelinghof die Notbremse ziehen, um auszusteigen. Erst ab 1860 hielten Züge der am 1. Januar 1855 verstaatlichten Gesellschaft auch in „Ermelinghof“. Die Gesellschaft verfügte über vier Lokomotiven, nämlich die Hamm, die Münster, die Hermann und die Wittekind. Als 1939 die Gemeinde Bockum-Hövel entstand, erhielt der Bahnhof den Namen „Bockum-Hövel“. 1902 bis 1903 war die Werner Zechenbahn bis nach Ermelinghof ausgebaut worden, wobei sich die Gesellschaft verpflichtete, den Personenverkehr bis zum Jahre 2001 aufrechtzuerhalten (er wurde bereits 1985 eingestellt).
Die Schulen wurden von den Gemeinden finanziert, an den Kosten beteiligten sich die Eltern. Sie mussten 1849 an der Höveler Dorfschule, die bis 1909 bestand, im Winterhalbjahr 64,20 Mark aufbringen, im Sommerhalbjahr 51 Mark. Trotz Bußgeldern, die ein Polizeidiener einzog, fand der Unterricht für viele Kinder nur im Winter statt, da ihre Arbeitskraft in der ländlichen Region unverzichtbar, das Schulgeld schwer aufzubringen war. Der Lehrer erhielt freie Wohnung und einen Nutzgarten von einem Morgen Fläche, das geringe Gehalt musste er durch Tätigkeiten als Küster, Organist, Privatunterricht und Schreiber ausgleichen. Immerhin erhielt Lehrer Prinz 1891 von der Gemeinde ein Jahresgehalt von 1075,93 Mark. Er unterrichtete 1875 120 bis 130 Kinder der Jahrgänge 1 bis 8 in einem Raum. 1879 nahm die Lehrerin Rötering ihren Dienst auf. 1898 gingen die Schulen in staatliche Hände über, das Schulgeld wurde abgeschafft.
1861 hatten Bockum und Hövel zusammen 1242 Einwohner. Binnen weniger Jahrzehnte stiegen deren Löhne stark an. So verdiente 1861 ein älterer Knecht 60 bis 120 Reichsmark pro Jahr, 1911 waren dies bereits 350 bis 450 Mark. Die Löhne für Knechte und Mägde stiegen von 1861 bis 1911 etwa auf das Fünf- bis Sechsfache. Auch bei den Tagelöhnern machte sich dies bemerkbar. Bei freier Kost erhielten sie 1861 50 Pfennige, Mägde 30; 1913 lagen diese Werte bereits bei 3 Mark bzw. 1,50 Mark. Der Lohn eines Hauers lag 1897 bei 4,50 Mark pro Schicht, 1911 bei 5,98 Mark brutto.
Für die Bauern noch entlastender wirkte sich aus, dass sie um 1865 von der Zahlung des Kirchenzehnten befreit und durch Ablösung der Pacht freie Bauern wurden. Gleichzeitig sanken die Preise vieler Agrarprodukte, doch stiegen sie vor dem Ersten Weltkrieg wieder an. 100 kg Weizen kosteten 1862 21 Mark, 1900 nur noch 13,20 Mark, 1911 wieder 18 Mark; ähnlich beim Roggen, dessen Preis in diesen Jahren von 17,50 Mark auf 11,40 fiel, um dann wieder auf 16,20 Mark anzusteigen. Während man 1862 noch rund 80 Mark für 100 kg Schlachtgewicht beim Rind zahlte und 1912 bereits 150 bis 180 Mark, stieg das gleich teure Schweinefleisch sogar auf bis zu 240 Mark. Butter kostete 1880 1,55 Mark pro Kilogramm, 1912 lag der Preis bei etwa 1,80 bis 2,50 Mark.
Inwiefern die ländlichen Gemeinden vom Krieg zwischen Österreich-Ungarn und Preußen 1866 berührt wurden, ließ sich nicht ermitteln, auch die Zahl der Kriegsteilnehmer aus Bockum und Hövel ließ sich nicht feststellen. Am Deutsch-Französischen Krieg von 1870 bis 1871 nahmen 49 Soldaten teil.
Zwar wurde 1872 in den Nachbargemeinden Herbern und Werne nach Steinkohle gebohrt, doch wurde diese Entdeckung vom 1873 entbrennenden Kulturkampf in den Hintergrund gedrängt. In Bockum fand zwei Jahre lang kein Gottesdienst statt, der Kaplan wurde verhaftet. Taufen mussten in Hövel durchgeführt werden, Beerdigungen vom Dorflehrer. Vicar Niesing aus Hövel wurde ausgewiesen. Die Zivilehe wurde eingeführt. Der Friedhof in Bockum wurde angelegt.
Die organisatorische Durchdringung durch das ab 1871 von Preußen geführte Reich führte dazu, dass 1876 die Reichspost bei Dabrock im Ermelinghof das erste Amt eröffnete. 1878 folgte eine erste Telegrafenstation. Den Rittergütern wurden 1887 durch Gesetz die erblichen Gemeinde- und Landtagssitze entzogen.
Zur Förderung der Kreditfinanzierung und der Spartätigkeit entstanden Raiffeisenbanken und Sparkassen, von denen 1883 die erste in Bockum eröffnete, die den Namen Höveler und Bockumer Sparkasse trug. Daraus entwickelte sich die spätere Spar- und Darlehnskasse Bockum-Hövel eG (Rheinisch-Westfälischer Genossenschaftsverband).

## Beginnende Industrialisierung

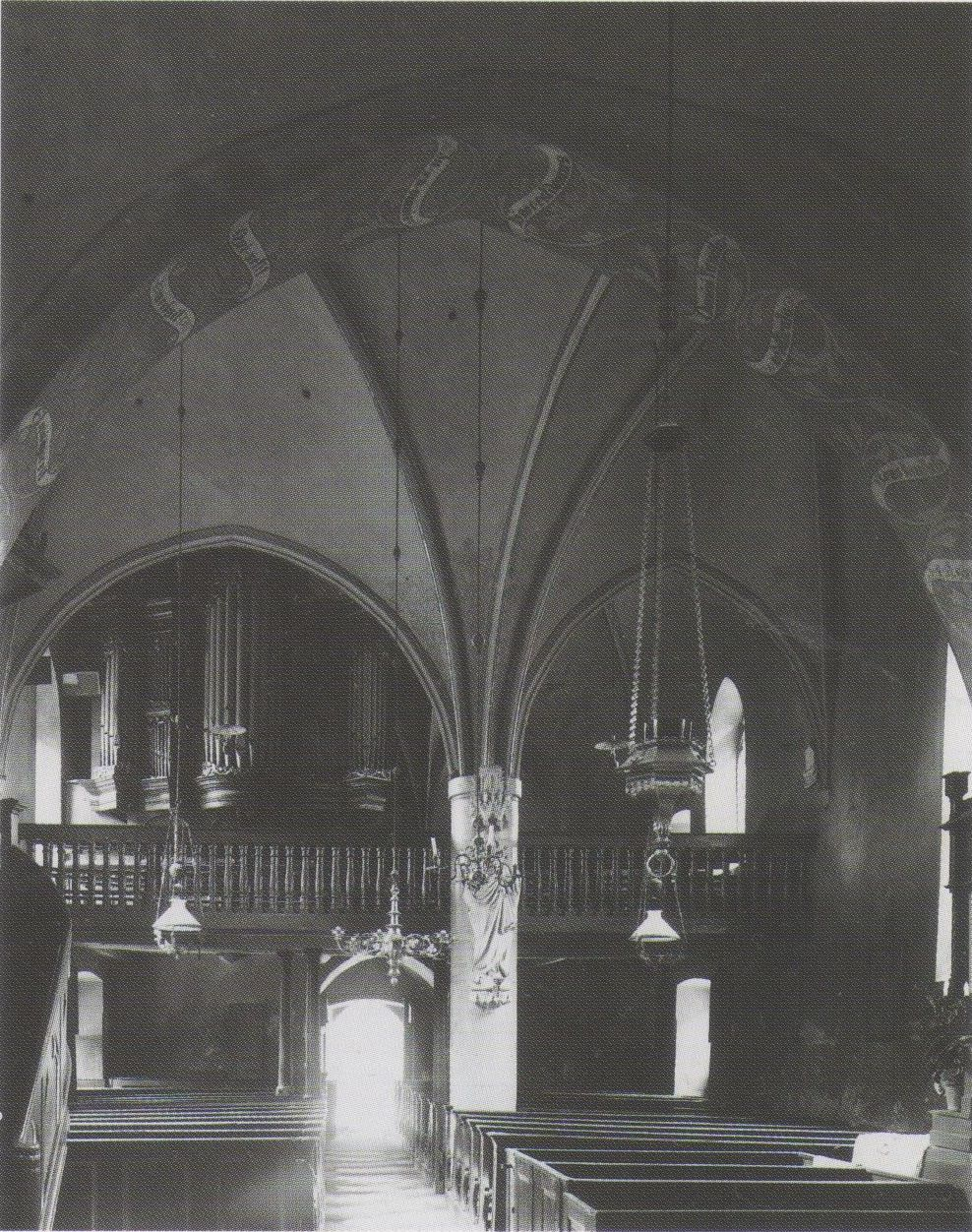
St. Stephanus, Innenraum der Alten Kirche, 1891

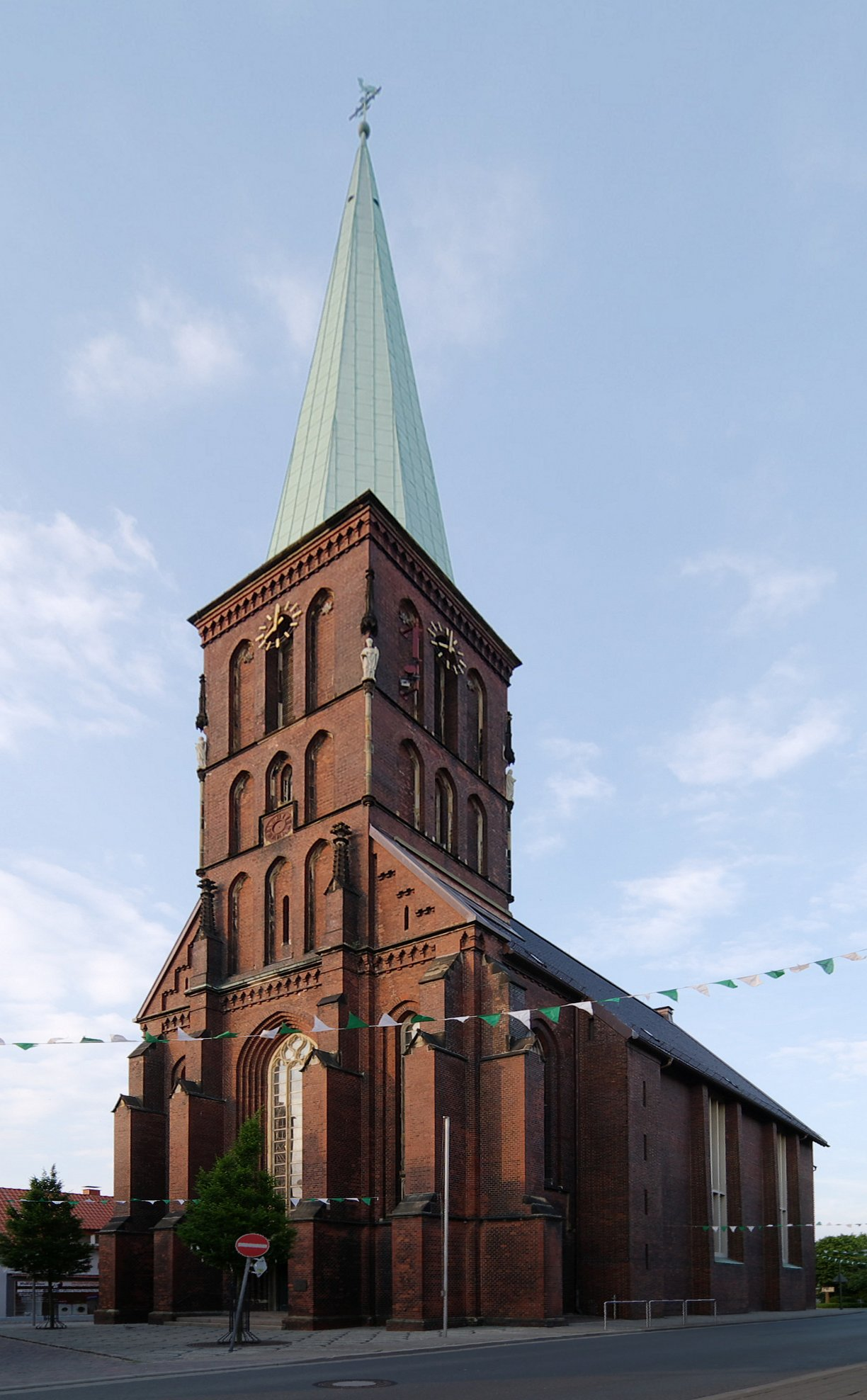
Der Nachfolgebau der 1892 abgerissenen Pankratiuskirche

Die Industrialisierung erreichte 1887 endgültig die Region, als im Kreis Lüdinghausen, besonders in Herbern und Drensteinfurt, große Strontianitlager entdeckt wurden. Viele Arbeiter aus Bockum und Hövel fanden Beschäftigung.
Bevölkerungswachstum und Mentalitätswandel machten sich an den beiden Hauptkirchen bemerkbar. 1884 und 1885 kamen neue Pfarrer an die beiden Kirchen, zunächst Heinrich Rolff an der Stephanuskirche, dann Hermann Gerbermann an der Pankratiuskirche. Die zu klein gewordene Höveler Kirche sollte abgerissen werden. 1892 begann, nachdem eine Notkirche in Hövel bei Dabrock in der Scheune errichtet worden war, der Abriss. Der vom Pfarrer Ostenfelde 1814 angeschaffte Hochaltar wurde an eine Diasporagemeinde im Emsland abgegeben. Die im Laufe der Zeit gekauften vier Glocken (1511 von Pfarrer Johann von Morrien, 1678 von Pfarrer Adolf K. Zumbülte, 1778 von Pfarrer J. Berg, und die vierte Glocke, die als Schlagglocke benutzt wurde, Kaufjahr und Pfarrer unbekannt) wurden sichergestellt. Die vierte Glocke, die die kleinste war, wurde in der Notkirche aufgehängt. Am 5. Juli 1894 wurde die neue Kirche geweiht. Abbruch und Neubau führten die Bauunternehmer Brandhove und Schmettkamp aus Sendenhorst aus.
Unter der Ägide des 1901 eingesetzten Pfarrers Bernhard Weckendorf wurde die Stephanuskirche ebenfalls abgerissen. Die Kirche, die 1280 von Fürstbischof Hermann von der Mark eingeweiht worden war, wurde trotz Einspruchs des Landeskonservators von den Bürgern der Gemeinde zum Einsturz gebracht, als Pfarrer Weckendorf in Berlin weilte, um eine Neubaugenehmigung zu erhalten. Bei den Ausschachtungsarbeiten fand man zwei gut erhaltene Baumsärge. Einer wurde in ein Museum nach Berlin gebracht. Er beinhaltete ein sehr gut erhaltenes Skelett. Der andere befindet sich im Gustav-Lübcke-Museum in Hamm. Die neue Kirche wurde von 1905 bis 1907 gebaut.

## Industrialisierung und Kohlebergbau, konfessionell gemischte Zuwanderung

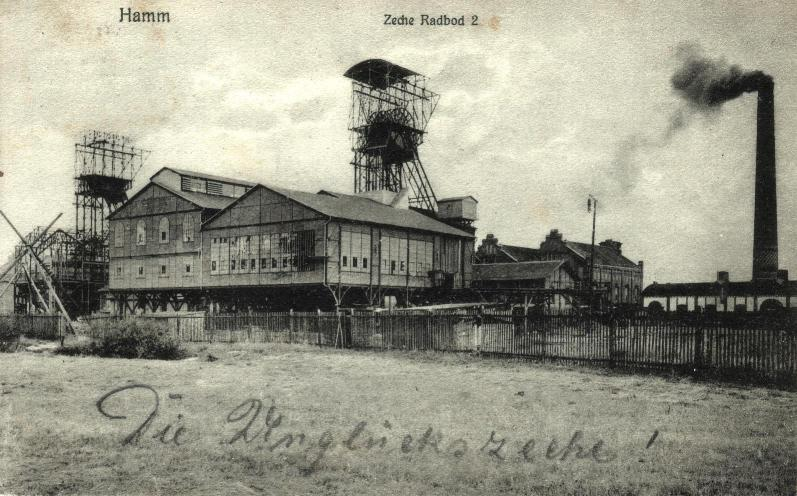
„Unglückszeche Radbod“, Postkarte, 1908

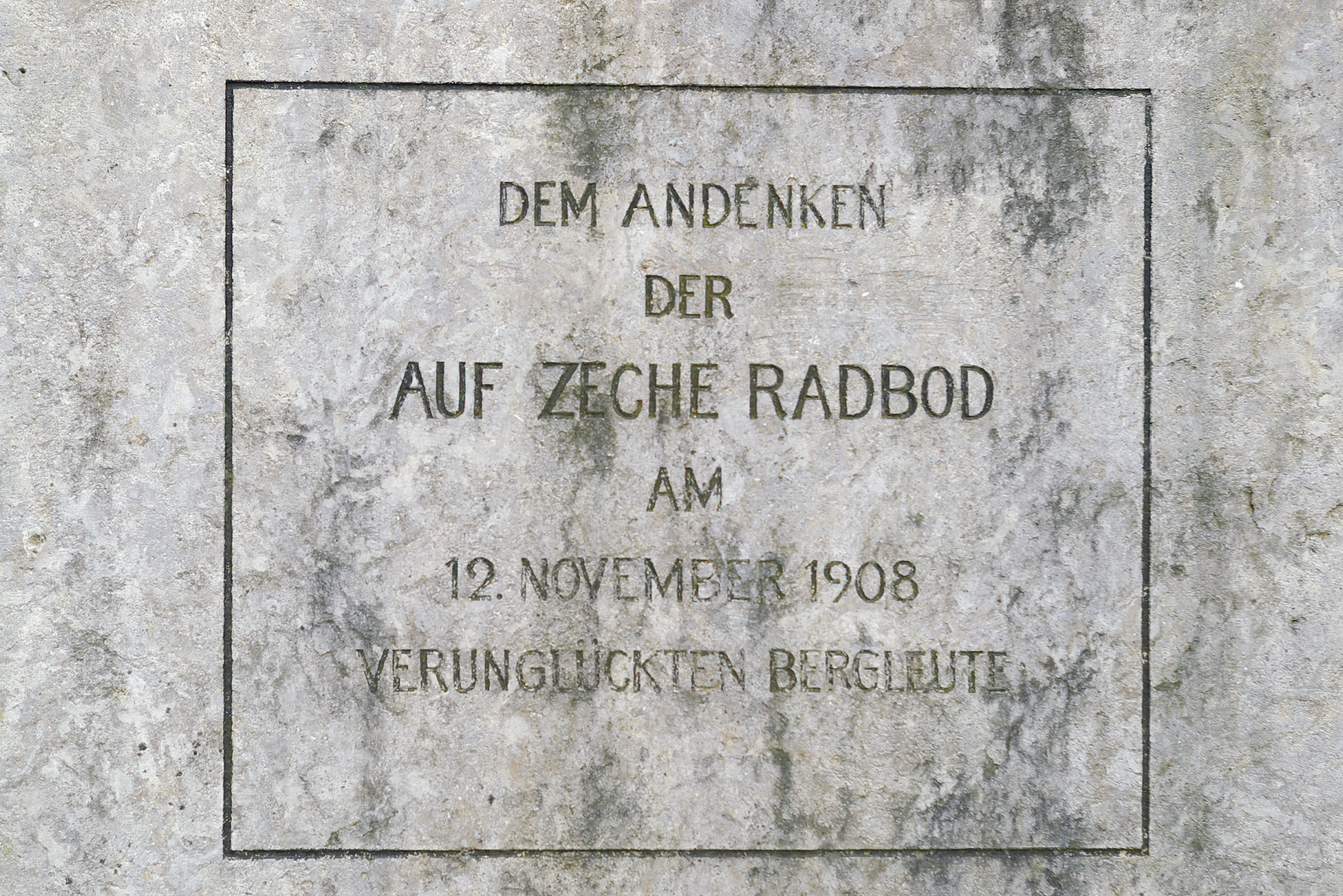
Gedenktafel für die 350 Toten des Bergwerkunglücks auf Zeche Radbod

Mit der Eröffnung der ersten Zeche begann sich die Industrialisierung zu beschleunigen. 1904 konnten die Vorarbeiten zum Abteufen der Zeche Radbod abgeschlossen werden, im nächsten Jahr begannen die Abteufarbeiten für Schacht I. 1905 hatten Bockum und Hövel zusammen 2.128 Einwohner, von denen etwa 1.200 zur Gemeinde Bockum gehörten. Am 16. Juni 1906 erreichte man das erste Flöz in einer Tiefe von 695 Metern. Zu den Gewerken nach Trier schickte man den ersten mit Blumen geschmückten Kohlenwagen. Schacht I endete bei einer Tiefe von 377 Metern. Die Erdtiefe bei Schacht II betrug 864 Meter.
Die wachsende Einwohnerzahl führte zum Bau von Bergmannshäusern und Schulen, wie der Stephanusschule. Die Stephanuskirche wurde von 1905 bis 1907 neu nach den Plänen des Architekten Jenner aus Berlin gebaut. 1909 wurde die Ludgerischule bezogen (heute Firma Scharff GmbH, Stand 1980). Die schnell wachsende Bergmannssiedlung wurde als Kolonie Radbod bezeichnet. Die von der Zechenverwaltung angeworbenen Arbeiter und ihre Familien stammten vorwiegend aus Schlesien, Ost- und Westpreußen, Bayern, Sachsen, Thüringen. Rund 350 Familien kamen aus Kärnten, der Steiermark und aus Böhmen in Österreich-Ungarn. Dementsprechend nahm der evangelische Bevölkerungsanteil an der bis dahin durchgängig katholischen Bevölkerung stark zu. Zugleich beschleunigte sich der Flächenverbrauch, die Frage nach Naherholungsgebieten wurde, ausgehend von den Metropolen, als immer wichtiger erachtet. Zuletzt 1913 wurde in Bockum-Hövel eine überraschend große Saatkrähenkolonie mit 250 Nestern beobachtet, während Ende der 1950er Jahre diese Tiere aus dem Raum längst verschwunden waren.

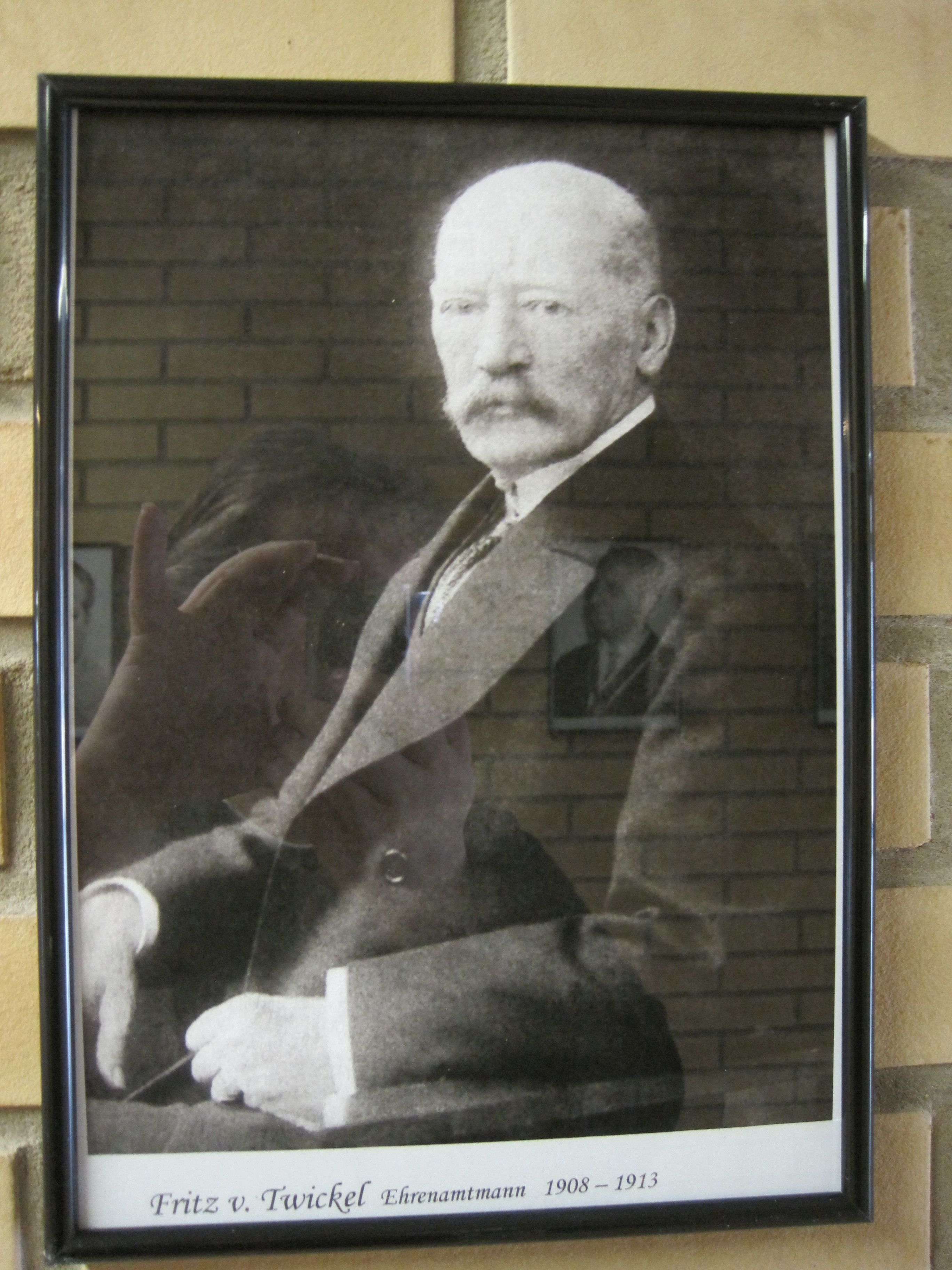
Fritz von Twickel, Ehrenamtmann 1908–1913

Mit der industriellen Entwicklung wurde eine eigene Amtsverwaltung notwendig. Zum 1. April 1908 wurde das Amt Bockum-Hövel gebildet, ein Gebiet, das bis dahin zum Amt Drensteinfurt gehört hatte. Zum Amtmann wurde der frühere Ehrenamtmann Fritz Freiherr von Twickel (1847–1913) gewählt. Mit zwei Angestellten bezog er als Verwaltungsgebäude das Torhaus auf Haus Ermelinghof, um bald darauf das zweite Verwaltungsgebäude im Garten des Hauses Ermelinghof zu belegen. Die Verwaltung war bis 1910 in einem Nebengebäude untergebracht, dann in der alten Schule in Hövel, die 1913 zum bis in die 1970er Jahre genutzten Amtsgebäude (heute Kindertagesstätte) erweitert wurde. Ehrenamtmann Fritz von Twickel verstarb infolge eines Jagdunfalls am 11. Juli 1913, sein Nachfolger wurde Karl von Eichstedt, der vom 31. Juli 1913 bis zu seiner Absetzung durch die NSDAP 1933 amtierte.
1908 hatten Bockum und Hövel bereits 5.290 Einwohner, doch traf die Zeche Radbod eines der größten Grubenunglücke, die je in Deutschland stattfanden. Am 12. November 1908 kamen dabei von 1.800 Belegschaftsmitgliedern 350 ums Leben. Danach ersetzten elektrische Gruben- und Helmlampen die benzinbetriebenen Leuchten.
Die Förderung wurde 1909 wieder aufgenommen. Die Belegschaft wuchs weiter, ebenso die Bevölkerung. Die angeworbenen Arbeiter stammten vorwiegend aus Schlesien, Ost- und Westpreußen, Bayern, Sachsen und Thüringen. Etwa 350 Familien kamen aus Kärnten, der Steiermark und aus Böhmen. Dabei nahm der evangelische Bevölkerungsanteil in der bis dahin katholisch geprägten Region nördlich der Lippe stark zu.
In rascher Folge wurden neue Schulen für die rapide anwachsenden Schülerzahlen errichtet, die alten Dorfschulen, wurden abgerissen, wie die in Hövel 1909. 1908 waren dort noch 285 Kinder in drei, dann vier Klassen von zwei Lehrern unterrichtet worden. Zusätzlich wurden in diesem Jahr zwei neue Lehrkräfte eingestellt. Da die Schule inzwischen zu klein war, wurden die evangelischen Kinder an die evangelische Schule in Bockum geschickt, die sich in der dortigen Notkirche befand. Noch im selben Jahr begannen die Planungen für ein größeres Schulgebäude, die Bergschule. 1910 wurde die evangelische Grundschule mit 190 Schülern, die Talschule eingeweiht, 1911 die Pestalozzischule, im selben Jahr der frühere katholische Friedhof an der Erlenstraße in Hövel. 1912 folgte die Overbergschule, die 675 Kinder besuchten, dann die Von-Vincke-Schule. Unter den Zuwanderern waren auch zahlreiche Nichtkatholiken, so dass am 18. Februar 1912 der Grundstein der evangelischen Kirche gelegt wurde, die bereits am 17. November eingeweiht werden konnte. Den Eckstein der Kirche bildet die Radbod-Bibel, die beim Zechenunglück in einer Gezähkiste aufgefunden worden war. Die Kaiserin stiftete die erste Altarbibel. Erster Pfarrer war Wilhelm Wiehe ab 1911.
Am 2. Juli 1908 erklärte sich die 49. Generalversammlung der Genossenschaft der rheinisch-westfälischen Malteserdevotionsritter grundsätzlich bereit, in Hövel ein Malteser-Krankenhaus zu errichten. Der Anstoß kam vom Malteser-Ordensmitglied Fritz Freiherr von Twickel, der kurz zuvor der Amtmann des neuen Amtes Bockum-Hövel geworden war und der Maltesergenossenschaft das notwendige Grundstück schenkte. Durch das Bergwerksunglück vom 12. November erschien die schnelle Umsetzung des Planes als umso dringlicher. Im Juni 1909 beschlossen die Malteser auf der nächsten Generalversammlung in Köln, das Spital zügig zu errichten. Für die Krankenpflege gewannen sie den Frauenorden der Barmherzigen Schwestern aus Münster, genannt Clemensschwestern. Die Grundsteinlegung des Krankenhauses an der Hohenhöveler Straße erfolgte am 21. November 1911, die Einweihung am 23. Februar 1913.Twickel wurde zum Krankenhaus-Kommissar bestellt. Auf Wunsch seiner Ehefrau Therese erhielt das Haus mit seinen 100 Betten bei seiner Einweihung den Namen „St. Josephs-Krankenhaus“. Der erste „Leitende Arzt“ des am 10. März eröffneten Hauses war Josef Wessing aus Recklinghausen. Unter der Leitung seines Nachfolgers Albert Struck (ab 1922) expandierte das Krankenhaus.
Am 2. Sonntag im Mai 1912 fand der erste Flugtag in den ermelinghofschen Wiesen statt. Der Flieger war Ingenieur Kurscheidt aus Hamm. Die Stadt Hamm hatte dem Flugpionier kein Grundstück zur Verfügung stellen können.
1914 hatten Bockum und Hövel 13.786 Einwohner, sechs Jahre zuvor waren es noch 5.290 gewesen. Allein die Overbergschule hatte 1917 1093 Schüler und 17 Lehrkräfte.

## Erster Weltkrieg

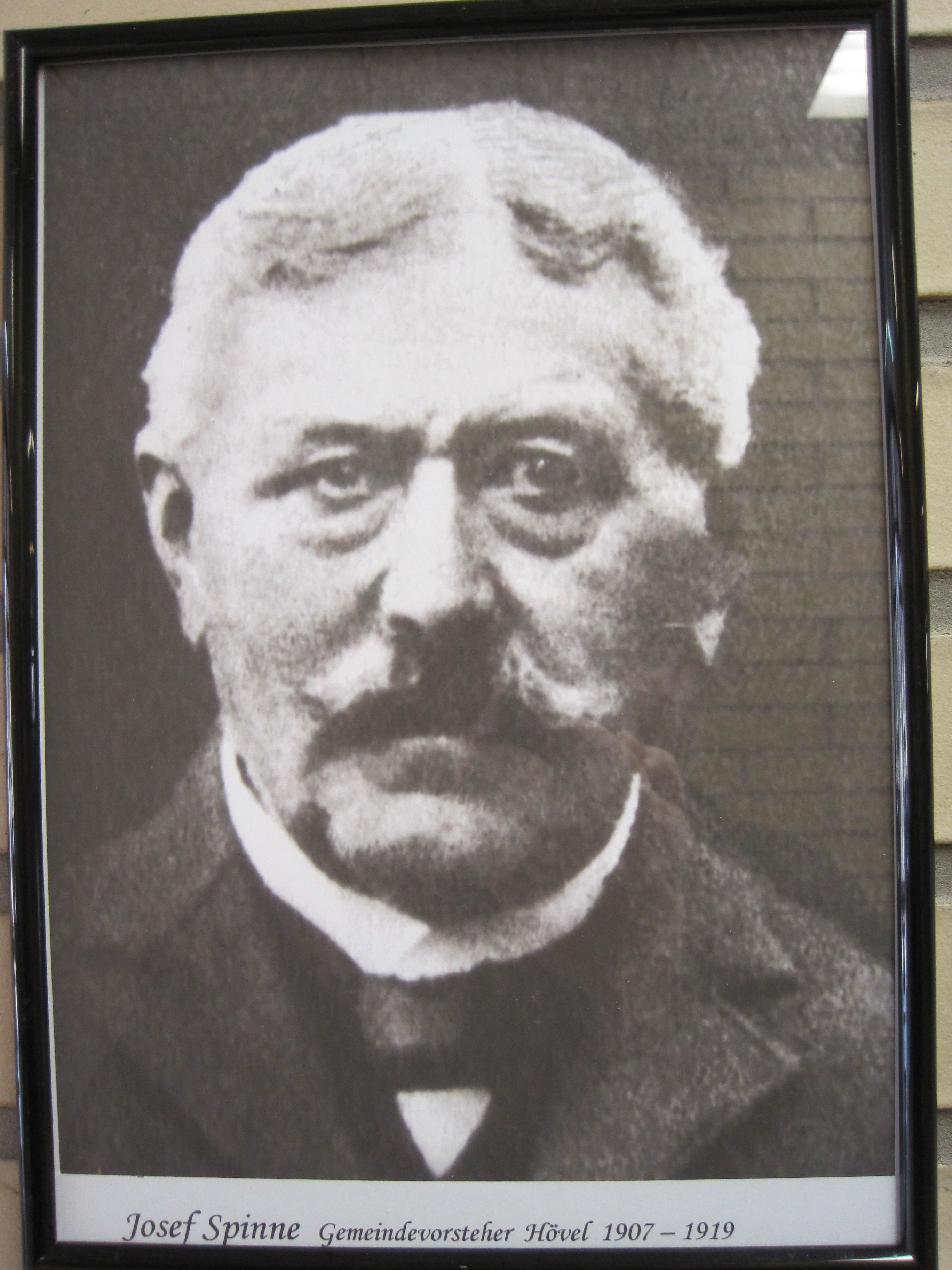
Josef Spinne, Gemeindevorsteher von Hövel 1907–19

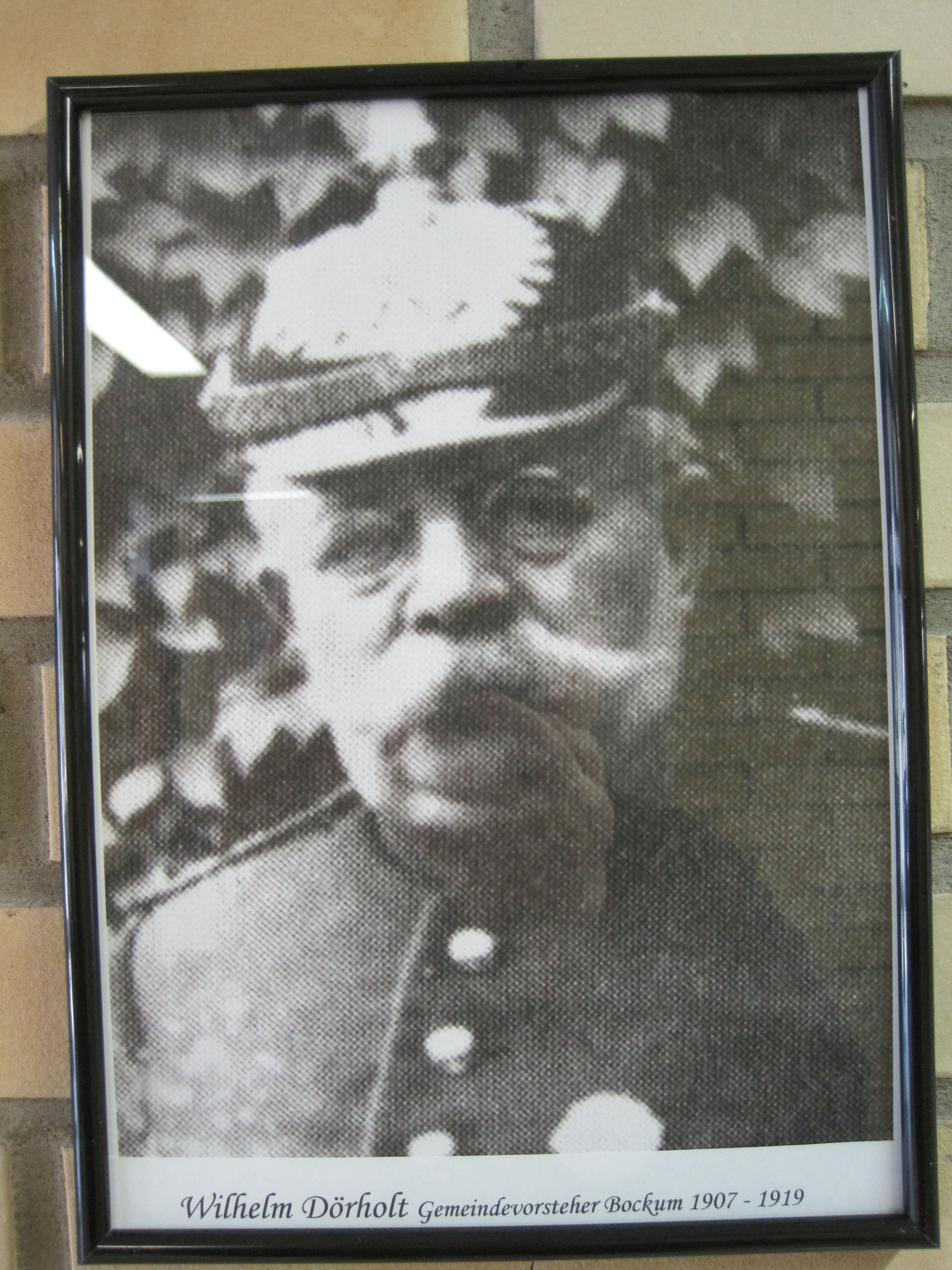
Wilhelm Dörholt, Gemeindevorsteher von Bockum 1907–19

Im Ersten Weltkrieg wurden von den 4000 Mann der Belegschaft der Zeche Radbod 1500 zum Kriegsdienst eingezogen, die jüngeren Lehrer – allein sechs von der Overbergschule, so dass der Rektor als einziger Mann verblieb – mussten gleichfalls Richtung Bahnhof Ermelinghof marschieren und wurden von dort an die Kriegsfronten verbracht. 119 Soldaten aus Bockum und 152 Soldaten aus Hövel kamen im Krieg ums Leben; insgesamt waren es in Hövel 163 Tote bei 7740 Einwohnern zu Kriegsbeginn. Die Kriegerwitwen erhielten im Sommer 15 Mark monatlich, im Winter 20, dazu 10 Mark pro Kind.
Zunächst war der Krieg für die Zivilbevölkerung nur wenig spürbar. 1915 wurde die Hohenhöveler Straße befestigt. Doch die anfängliche Euphorie verschwand schnell, nachdem die „siegfreien“ Tage an den Schulen immer seltener wurden. Erste Kriegsgefangene, an der Overbergschule Franzosen, wurden einquartiert, die einen Obstgarten anlegten. Lebensmittelkarten wurden bereits 1915 eingeführt.
1917 wurden alle Bronzeglocken, die über 20 kg wogen, beschlagnahmt. Im sogenannten Steckrübenwinter 1916/17, als Steckrüben die Kartoffel als Hauptnahrungsmittel ablösten, wurde die Straßenbahnlinie von Hamm bis 150 Meter vor die Zeche Radbod verlegt. Vom Frühjahr bis zum Herbst wütete eine heftige (Typhus)-Epidemie. 1917 verließen alle Kinder über 13 ½ Jahren die Schulen, um zu Hause zu helfen. Kurz nach dem Krieg forderte die Spanische Grippe, begünstigt durch die Entbehrungen der Kriegsjahre, unter der Bevölkerung zahlreiche Opfer.
Für die Schüler der Overbergschule begann der Unterricht, wie an allen Schulen, um 7 Uhr 15 mit einem Gottesdienst – in diesem Falle in der Pankratiuskirche. Der eigentliche Unterricht begann im Sommer um 8 Uhr, im Winter um 8 Uhr 30; die meisten Kinder gingen im Winter in Holzschuhen, im Sommer barfuß. Im Freibad an der Geinegge fand in den letzten beiden Schulstunden am Samstag die wöchentliche Reinigung statt, nur im Winter wurde geduscht, in einem Duschraum im Keller. Wichtiges Lernutensil war die Schiefertafel, die 5 Mark kostete. Sie wurde erst im 5. Schuljahr durch ein Heft ersetzt. Die Schuldienerin wohnte im Keller und erhielt 75 Mark pro Jahr für das Reinigen der Räume. Im September 1914 zählte man 1162 Schüler, im Mai 1919 waren es 1226. Im Dezember 1918 wurde die Schule geschlossen. Drei Lehrer waren ums Leben gekommen, davon einer noch im April 1919 in französischer Gefangenschaft.
Bei Kriegsende kehrten die Truppen zurück, viele wurden in der Overbergschule untergebracht; ihre Feldküche versorgte die verarmte Bevölkerung. Ein Arbeiter- und Soldatenrat übernahm die Leitung der Gemeindeangelegenheiten. Ein sächsisches Regiment bezog für mehrere Wochen Quartier im Ort.

## Weimarer Republik und Weltwirtschaftskrise

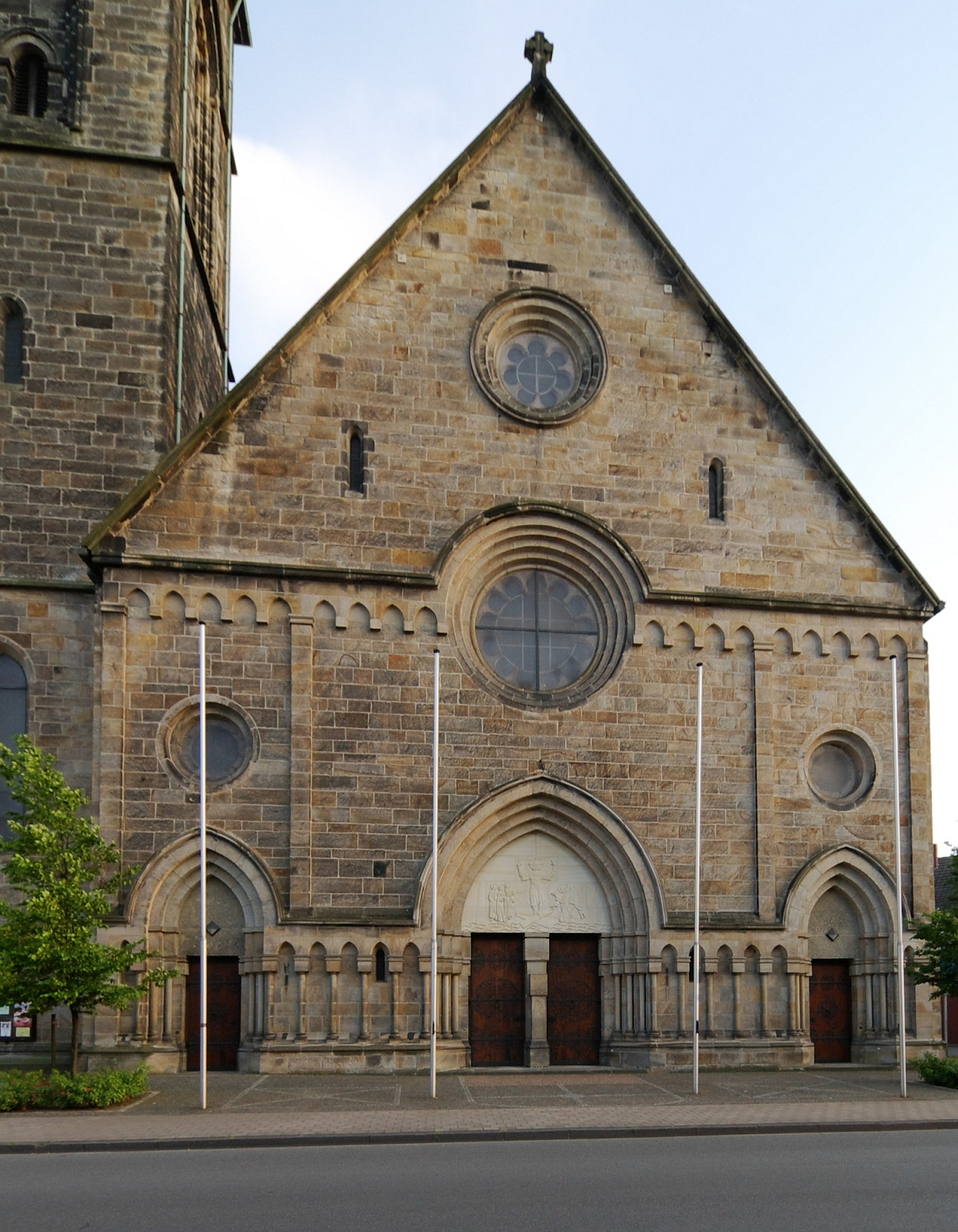
St. Stephanus

Mit der Ausrufung der Republik am 9. November 1918 endeten Monarchie und Erster Weltkrieg. Die Fortentwicklung der politischen Ausrichtung war jedoch umkämpft. So kam es im Ruhrgebiet zu heftigen Auseinandersetzungen. Am 1. Juli 1919 (andere Angaben: 3. Juli) kam es in Bockum-Hövel zu Plünderungen; die Geschäfte Heuveldop und Goldschmidt waren davon besonders betroffen. Regierungstruppen schritten noch am gleichen Abend ein. Ähnliches spielte sich in Hamm und anderen Städten ab. In die Gemeindeverwaltung drangen Revolutionäre ein und entwaffneten die Polizei. Regierungstruppen entwaffneten später die Revolutionäre.
Zwischen dem 15. März und dem 10. Mai 1920 kam es zu einer von kommunistischen Gruppen unterstützten Aufstandsbewegung im Ruhrgebiet. Nach einem Ultimatum rückte am 2. April die neu gegründete Reichswehr ein – die Arbeiterräte hatten veranlasst, die Eisenbahnstrecke nach Münster aufzureißen, um dies zu verhindern – und begann den Kampf gegen die sogenannte Rote Armee. Ein Panzerzug hielt im Zechenhof, auf dem Schmerberg bezog Artillerie Stellung und beschoss die Kanal- und Lippebrücke in Nordherringen. Entlang der Lippe zogen sich die Arbeiter auf die andere Flussseite zurück. Am Gründonnerstag (1. April) kam es zu schweren Kämpfen, die als Schlacht bei Pelkum bekannt wurden. Pelkum wurde gestürmt, 79 Angehörige der Arbeitermilizen wurden von Reichswehrtruppen erschossen. Schätzungen belaufen sich aber auf 150 bis 300 Tote.
Zum zweiten bedeutenden Einschnitt in der Geschichte des Ruhrgebiets nach dem Krieg kam es 1923 durch den Einmarsch der Franzosen und Belgier, die zwei Jahre zuvor bereits Duisburg besetzt hatten. Bockum-Hövel wurde dabei vom Ruhrgebiet abgeschnitten. Gelder, die für das Ruhrgebiet vorgesehen waren, wurden nun hierher ausgezahlt. Davon konnten rund 300 Bergmannshäuser gebaut werden. Andererseits musste das zweite Gebäude der Overbergschule bereits im Winter 1922 geschlossen werden, weil die Heizkosten nicht aufzubringen waren. Doch das Unterrichtssystem in zwei Schichten musste nach fünf Monaten wieder aufgegeben werden. Zudem begann am 22. Mai 1923 ein sechsmonatiger Schulstreik zahlreicher Eltern, die eine Schule ohne Religionsunterricht forderten. Etwa 130 Schüler blieben der Overbergschule fern. Schließlich wurden „weltliche Sammelklassen“ an der Talschule eingerichtet.
Zugleich machte sich in Deutschland die Hyperinflation bemerkbar, die erst mit der Einführung der Rentenmark am 15. November 1923 ihr Ende fand. Dabei wurde einer Rentenmark der Wert von einer Billion Reichsmark zugeordnet, bzw. einer Goldmark. Zahlreiche Bürger verloren in der Inflationsphase ihr Vermögen, 50 Schüler der Overbergschule wurden von Bauern im Ennigerloh aufgenommen. 1925 entließ die Zeche 2000 Bergleute.
1929 begann die Weltwirtschaftskrise, die sich im Reich vor allem ab 1930 auswirkte. Bettler erhielten 5- und 10-Pfennigscheine, die sie nach Überprüfung bei der Gemeindeverwaltung einlösen konnten. Die Belegschaft der Zeche Radbod verminderte sich auf 1700 Mann, zahlreiche Feierschichten mussten eingelegt werden. 1931 lag die Arbeitslosenzahl im Reich über sechs Millionen.

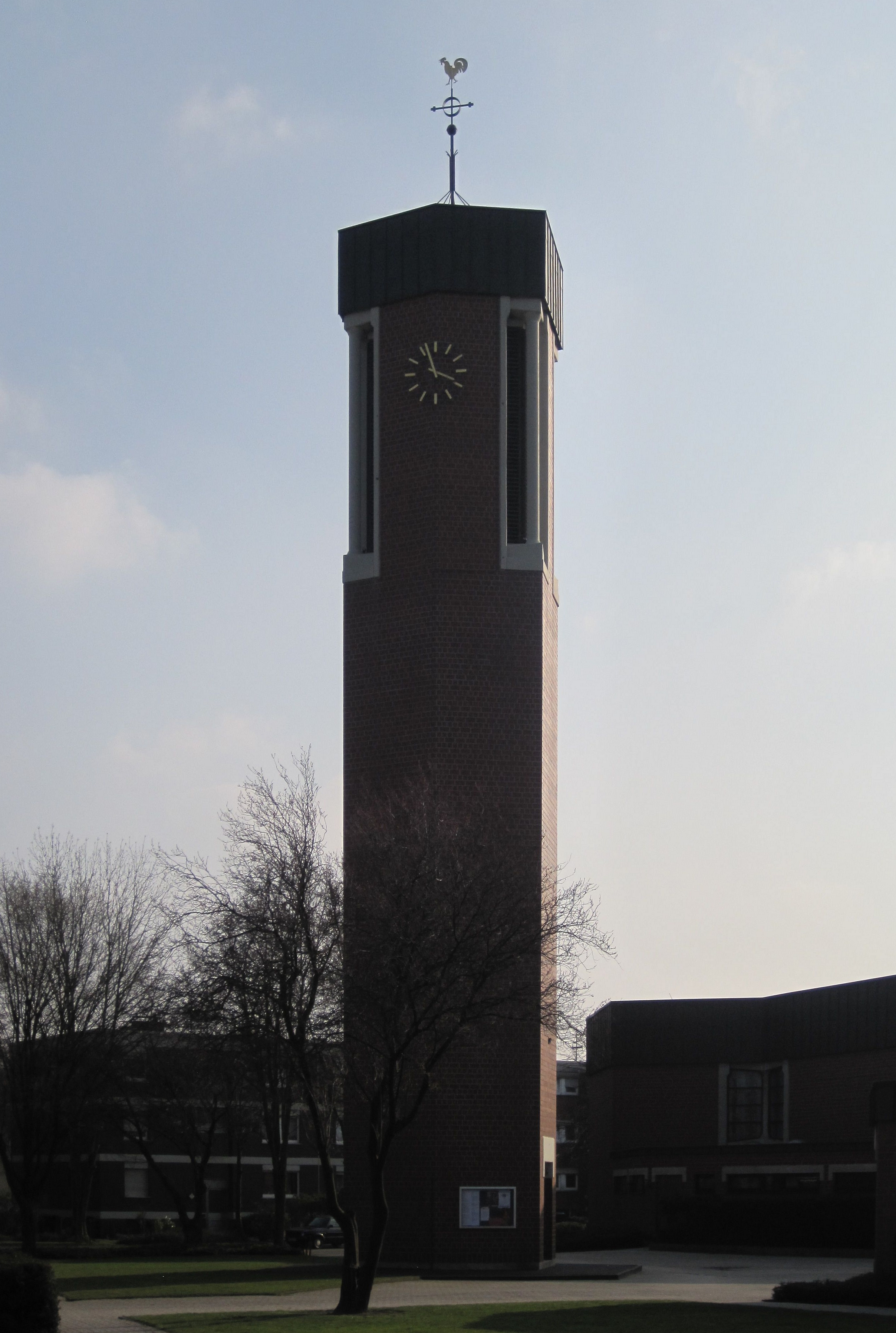
Christus-König-Kirche, ein Neubau aus dem Jahr 1978

Währenddessen ging an zahlreichen Stellen in der angewachsenen Stadt die Leitung in neue Hände über. Dies betraf einerseits die Dorfkirchen – Bernhard Iserloh wurde 1920 der Pfarrer der Stephanusgemeinde, ihm folgte 1931 Josef Kloster –, andererseits entstanden angesichts der stark angewachsenen Bevölkerung neue Kirchen. 1927 erfolgte die Grundsteinlegung der Herz-Jesu-Kirche in Bockum und die der Christus-König-Kirche in Hövel. Im folgenden Jahr wurden beide Kirchen geweiht. Johannes Wellekötter wurde Pfarrrektor in Bockum, Kaup in Hövel.
1924 wurde die Freiligrathschule eingeweiht, am 3. August die Jugendherberge Klostermühle, am 2. August 1925 ein Stadion, die ehemalige Adolf-Brühl-Kampfbahn, heute Adolf-Brühl-Stadion. Dabei kamen die Reste der Burg Geinegge zum Vorschein. Die Anlage wurde nach Adolf Brühl (1873–1962) benannt, der 1930 bis 1933 und 1945 bis 1948 der Gemeinde vorstand. Dieses Amt gab er wegen seines hohen Alters auf, blieb aber bis 1952 im Gemeinderat. Er wurde am 24. Februar 1953 Ehrenbürger der Stadt.
1926 entstand nach Durchforstung des Hallohbuschs ein Naturpark für die Allgemeinheit. Im selben Jahr wurde durch Fertigstellung der Straßenbahnlinie von der Zeche Radbod bis zum Dorf Bockum auch die Infrastruktur verbessert. 1928 entstand mit der Christus-König-Kirche eine zweite katholische Kirche in Hövel, die 50 Jahre später durch einen Neubau ersetzt wurde. Bereits 1919 war der lange geplante Bau der Wasser- und Stromleitungen abgeschlossen, so dass die Petroleumlampen nach und nach ersetzt worden waren.
Entsprechend dieser Entwicklung zu einer eigenständigen Gemeinde wurde 1930 das Eingemeindungsbestreben seitens der Stadt Hamm abgelehnt.

## Diktatur der Nationalsozialisten, Judenverfolgung, Zwangsarbeit, Zweiter Weltkrieg
Am 30. Januar 1933 wurde Adolf Hitler zum Reichskanzler ernannt. Am 27. April besetzte der Kreisleiter der NSDAP mit einem SA-Trupp das Amtshaus in Hövel. Er verhaftete den Amtsbürgermeister, v. Eichstedt, den leitenden Bürobeamten, Riethmüller, sowie den Polizeichef, Diekmannshemke. Die Öffentlichkeit wurde erst am 1. Mai durch eine Meldung des Westfälischen Anzeigers in Kenntnis gesetzt: Riethmüller und Diekmannshemke seien am 28. April wieder in ihre vollen Rechte eingesetzt worden, während v. Eichstedt wegen über ihn verbreiteter Gerüchte seines Amtes enthoben worden sei. Scheinbar in einem Anfall von Schwermut sei er freiwillig aus dem Leben geschieden. Als diese Pressemeldung herauskam, war v. Eichstedt bereits in Recklinghausen beigesetzt. 1956 berichtete Lehrer Fritz Schumacher in der Broschüre Das Wachsen und Werden von Bockum-Hövel: „Er schied freiwillig aus dem Leben.“ Willi E. Schroeder, „Ortsheimatpfleger der Stadtteile Bockum und Hövel“, meinte 1980, dass am 27. April 1933 ein Verfahren gegen v. Eichstedt eingeleitet worden sei. Er sei sich keiner Schuld bewusst gewesen „und handelte als Offizier. Am 29. April 1933 nahm er sich das Leben.“ Feststeht: Die Dienststrafkammer bei der Regierung Münster leitete ein Dienststrafverfahren gegen v. Eichstedt ein, das jedoch am 10. Juli 1933 eingestellt wurde. Die Akten darüber und ein erläuternder Brief an das Amt Bockum-Hövel sind verschwunden. Aus seiner Personalakte sind keine Vergehen bekannt.
Am selben 27. April, an dem die NSDAP im Bockum-Höveler Amtshaus gewaltsam die Macht übernahm, flohen die sieben jüdischen Bürger in Richtung Niederlande. Die beiden Kaufmannsfamilien Bock und Gobas hatten sich gegen Ende des Ersten Weltkrieges in Hövel angesiedelt. Der Niederländer Leo Bock war mit Agathe Goldschmidt aus Altenbögge verheiratet. Ihre Tochter war die in Hövel geborene Agathe. Die Mutter, Agathe Bock, starb am 15. Februar 1920, einen Tag nach der Geburt der Tochter Agathe, in Hövel. Leo Bock heiratete erneut, und zwar Mathilde Silberberg aus Wadersloh. Die Familie betrieb ein Manufakturwarengeschäft. Über die Familie Gobas ist kaum etwas bekannt. Verheiratet war Siegmund Gobas aus Lüdenscheid mit Agathe Friedlich aus Bünde. Die Familie besaß angeblich ein kleineres Geschäft. Die drei Kinder Edith, Paul und Rolf, so heißt es, hätten die höhere Schule in Hamm besucht. Edith Gobas heiratete 1931 einen Niederländer, mit dem sie in Haarlem bei Amsterdam ein koscheres Restaurant eröffnete. Nachdem am 1. April 1933 im Deutschen Reich die Kampagnen gegen die Juden gezielt begannen und ihre Geschäfte boykottiert wurden, fühlten sich die Höveler Juden in ihrer Existenz bedroht. Bocks Geschäft wurde in den ersten Apriltagen nachts aufgebrochen und beraubt. Am Vorabend der Flucht erzählte Paul Gobas einem Freund, sie würden im Schutze der Nacht „nach Holland abhaun und später vielleicht nach Übersee“. Der Freund könne bei Dunkelheit von hinten her in das Geschäft gehen und sich holen, was er wolle; die Tür stehe offen. In den Niederlanden kamen die Juden nach der deutschen Besetzung jedoch erneut in den Machtbereich der Nazis. Zwischen 1942 und 1944 wurden alle, auch Edith Gobas-Noach, nach Auschwitz deportiert und ermordet. Am 5. November 2021 wurden für die sieben ermordeten jüdischen Menschen, die 1933 fliehen mussten, auf Veranlassung der „Stolperstein AG Bockum-Hövel“ an der Hohenhöveler Straße und an der Friedrich-Ebert-Straße sieben Stolpersteine verlegt. Zu den NS-Opfern aus Bockum-Hövel, die im Holocaust ums Leben kamen, zählen auch vier Juden der Familien Blumenthal und Simons, die zwischen 1860 und 1924 in Bockum geboren wurden bzw. dort eine Zeitlang lebten.
Im Laufe des Jahres 1933 wurden mehrere Lehrer entlassen, einige von ihnen brachte man zusammen mit KPD- und SPD-Funktionären in „Schutzhaftlager“ bzw. Konzentrationslager. 54 namentlich bekannte Personen aus Bockum und Hövel wurden 1933 in „Schutzhaft“ genommen.
Am 1. Mai 1933 wurde der SS-Mann Erich Lorek, der beim Wohlfahrtsamt der Stadt Haltern tätig war, zum (zunächst kommissarischen) Amtsbürgermeister ernannt. Er wurde allerdings 1936 wegen Unterschlagung seines Amtes enthoben. Seine Geschäfte führte kommissarisch Erich Kieke, NSDAP-Ortsgruppenleiter von Hövel, weiter. 1937 wurde der SA-Mann Lothar Held, „Reisender“ aus Hamm, der in seiner Bewerbung angegeben hatte, dass sein „persönlicher Einsatz während der Kampfjahre … bei der obersten SA-Führung unvergessen geblieben“ wäre, zum Amtsbürgermeister ernannt. 
Am 1. April 1939 wurden die Gemeinden Bockum und Hövel zu einer amtsfreien Gemeinde zusammengelegt. Das Postamt (vorher Radbod) und der Bahnhof (vorher Ermelinghof) führten nun den Namen Bockum-Hövel. Zudem wurden alle Bekenntnisschulen aufgelöst, die Schulen erhielten neue Namen. So wurde die Overbergschule nun zur Ludendorffschule (nach Erich Ludendorff), die Schule an der Hohenhöveler Straße nach Gauleiter Hans Schemm benannt, die Schule an der Stefanstraße hieß nach dem Schweizer Pädagogen Pestalozzischule, die an der Freiligrathstraße Litzmannschule (nach dem Nationalsozialisten Karl Litzmann), die Schule an der Horst-Wessel-Straße (Dörholtstraße) hieß nunmehr nach Hindenburg, die an der Schultenstraße hieß nach Dietrich Eckart, der 1921 bis 1923 Chefredakteur des Völkischen Beobachters gewesen war. Hinzu kamen zwei Hilfsschulen an der Freiligrath- und an der Bahnhofstraße. Vor allem im Dorf Bockum regte sich Widerspruch gegen die Zusammenlegung. Am 18. April 1945, zwei Wochen nach der Befreiung, schrieb der katholische Pastor Johannes Wellekötter an die Militärregierung, „die Vereinigung der Gemeinden Bockum und Hövel“ sei „ohne demokratische Mitwirkung der Bevölkerung“ erfolgt. Deshalb müsse sie aufgehoben werden.
Wilhelm Weber wurde 1939 Pfarrer an der St. Pankratiusgemeinde. Damit folgte er Ferdinand Holtmann (seit 1913). Schon seit 1937 durften Geistliche keinen Religionsunterricht mehr an den Schulen erteilen. Am 27. November 1943 wurde Weber verhaftet und wegen staatsabträglichen Verhaltens in das Zuchthaus Münster gebracht. Erstens hatte er gefordert, dass auf dem damals noch katholischen Friedhof (Erlenfeldstraße) ein SA-Emblem auf einem Grabmal entfernt werde. Zweitens hatte er sich geweigert, einen bei einem Luftangriff getöteten Feuerwehrmann, der NSDAP-Mitglied und kurz zuvor aus der katholischen Kirche ausgetreten war, auf dem Friedhof beizusetzen, denn er sei nicht mehr katholisch. Drittens hatte er eine katholische Polin, die auf einem Bauernhof im Dorf Hövel Zwangsarbeit leisten musste und die sich nach allgemeiner Überzeugung erhängt hatte, auf dem Friedhof beisetzen lassen bzw. selber beigesetzt. Laut katholischem Kirchenrecht (Codex Iuris Canonici – CIC) in der damaligen Fassung war es untersagt, Selbstmörder auf katholischen Friedhöfen zu beerdigen. Viertens waren der Gestapo in Münster Webers „abfällige Äußerungen über NS-Funktionsträger“ gemeldet worden. Vom 19. Februar 1944 bis zum 10. April 1945 wurde er im sogenannten Pfarrerblock des Konzentrationslagers Dachau gefangengehalten. Im Sommer 1945 kehrte er nach Hövel zurück und setzte sich für den Wiederaufbau des 1944 durch zwei Bomben zerstörten Kirchenschiffs der St. Pankratius-Kirche ein. In der Zeit von 1954 bis 1957 erfolgte unter seiner Leitung der Wiederaufbau. 2009 wurde wegen seines Widerstandes gegen das NS-Regime und seiner Deportation ins KZ ein Stolperstein für ihn verlegt.
Einen Stolperstein erhielt 2009 außerdem Emil Schumann (geb. 28. Dezember 1908 in Duisburg), Vikar in der katholischen Stephanusgemeinde Bockum. Der Pater aus dem Orden Missionare vom hl. Herzen Jesu wurde von einer jungen Frau aus Bockum bei der Polizei denunziert: er soll ihr im Beichtstuhl geraten haben, sie solle sich von ihrem Verlobten, einem SS-Mann, trennen; andernfalls werde er für ihn beten, dass er an der Front falle. Schumann wurde am 20. September 1941 verhaftet. Gegen den Vorwurf konnte er sich nicht wehren, weil er dem Beichtgeheimnis unterlag. Ohne Prozess wurde er, schwer herzleidend und nach ärztlichem Zeugnis transportunfähig, ins Konzentrationslager Dachau gebracht, wo er, wie später Weber, in den Pfarrerblock kam. Krank kehrte er 1945 aus dem KZ zurück und wurde Pfarrer im Grenzgebiet zwischen Deutschland und Belgien. Er starb 1981, nachdem er einen Herzinfarkt erlitten hatte.
Auch Ladislaus Rune (geb. 9. November 1907 in Bergesgrün/Böhmen), Bergmann auf der Zeche Radbod, wurde 2009 durch einen Stolperstein geehrt. Der Hauer mit der Markennummer 2222, der verheiratet war und sechs Kinder hatte, war ein entschiedener Kriegsgegner. Von einem Kumpel wurde er denunziert. Er habe gesagt: „Wenn ich was zu sagen hätte, dann würde ich von Hitler angefangen über Goebbels und Göring alle an die Wand stellen. Dann hätte das Morden ein Ende.“ Am 2. Juli 1943 ließ ihn die Gestapo durch die Bockum-Höveler Polizei verhaften und transportierte ihn nach Berlin. Vor dem Volksgerichtshof wurde ihm der Prozess gemacht. „Lado“, wie ihn seine Freunde nannten, wurde wegen „antifaschistischer und wehrkraftzersetzender Äußerungen“ zum Tode verurteilt. Seine Frau, die trotz der Bombenangriffe nach Berlin gereist war, versuchte vergeblich, Berufung einzulegen. Am 15. Mai 1944 wurde Ladislaus Rune im Zuchthaus Brandenburg Görden hingerichtet.
Bei Beginn des Zweiten Weltkriegs hatte Bockum-Hövel 17.401 Einwohner. 1943 wechselte Johannes Wellekötter, seit 1939 der erste Pfarrer der Herz-Jesu-Gemeinde, als Pfarrer in die St. Stephanusgemeinde. 1945 wurde Hermann Rekers dort sein Nachfolger.
Am 25. Mai 1940 beschädigten britische Bomber sieben Wohnhäuser stark, 33 leicht. Das Angriffsziel, die Schachtanlage Radbod, sollte geschützt werden, indem man Scheinzechen in Nordick (Bauerschaft in Herbern, heute Ascheberg) und Ameke (heute Drensteinfurt) errichtete. Am 19. November 1943 erfolgte der zweite Angriff, bei dem „die Anwesen Berkhoff, Reher und Jochmann (heute Buschkötter) in Unterholsen und Döbbe in Oberholsen“ schwer beschädigt wurden, die Anwesen Reher und Jochmann (dort kam ein Feuerwehrmann ums Leben) gingen ebenfalls in Flammen auf.
1944 gingen die alliierten Bomberverbände zu Tagesangriffen über. Viele Einwohner fuhren, um der Bedrohung durch die Luftangriffe zu entgehen, in die Zeche ein. Am 23. März wurde das Schiff der Pankratiuskirche zerstört, der beschädigte Turm blieb jedoch stehen. Beim Angriff am 26. September beschädigten Bomben die evangelische Kirche und das Gemeindehaus, dessen Saal völlig zerstört wurde. 16 Frauen kamen ums Leben. Bei diesem Angriff starben 46 Menschen, 160 wurden verwundet. Am 2., 25. und 28. Oktober erfolgten weitere Angriffe, bei denen 105 Menschen starben und 104 verletzt wurden. Insgesamt sind im Bockum-Hövel durch den Luftkrieg 166 Menschen getötet und 313 verwundet worden. Nach den Bombenangriffen wurden Leichen, die in Säcke gehüllt waren, auf Bollerwagen und Pferdekarren in die Herz-Jesu-Kirche gebracht. Dort wurden sie aufgebahrt, identifiziert und in Särge gelegt.
Im Januar 1945 verirrte sich eine V1 in den Park des Hauses Ermelinghof. Im Sommer 1944 traf ein Sonderzug mit etwa 1000 Menschen, die in Aachen und Umgebung zwangsweise evakuiert worden waren, in Bockum-Hövel ein. Sie wurden hier untergebracht. Ein Teil von ihnen wurde später nach Thüringen weitergeschickt. Aus Bockum-Hövel flohen Bewohner aufs Land, nicht selten zu Verwandten. Im Kriegsverlauf kamen 552 der zur Wehrmacht einberufenen Soldaten ums Leben,
Neben dem Zechensportplatz, so fand 1991 eine Klasse der Albert-Schweitzer-Schule in Bockum-Hövel heraus, habe bis vor kurzem noch ein kleiner Bunker als Schutz bei Fliegerangriffen gestanden. Während die Wachmannschaft dort Unterschlupf gefunden habe, hätten russische Kriegsgefangene, die in einem Barackenlager lebten, sich in dem Bunker nicht in Sicherheit bringen dürfen. Dort befinde sich heute ein Abstellplatz für Gebrauchtwagen. Indes gab es auf der Zeche Radbod vier Barackenlager: erstens das Gemeinschaftslager für zivile Zwangsarbeiter aus den von Deutschland okkupierten Gebieten Polens (seit 1940) und der Sowjetunion (seit 1941); zweitens das erwähnte Kriegsgefangenenlager für Rotarmisten (seit 1942); drittens ein Kriegsgefangenenlager für italienische Militärinternierte-IMI (seit 1944); viertens ein Arbeitserziehungslager (AEL) für Frauen (seit 1944). Die Zivilisten sowie die Kriegsgefangenen aus der ehemaligen Sowjetunion, nämlich Russen, Weißrussen und Ukrainer, die auf der Zeche Schwerstarbeit zu leisten hatten, werden auch heute noch im allgemeinen Bockum-Höveler Sprachgebrauch „russische Kriegsgefangene“ genannt.
Zwangsarbeiter hatten indes nicht nur auf der Zeche Radbod zu schuften, sondern auch in Wirtschaftsbetrieben. Seit 1940 wurden polnische Kriegsgefangene und zivile Zwangsarbeiter ins Deutsche Reich verfrachtet – und zwar aus Gebieten, die von der Wehrmacht okkupiert worden waren. 1942 kamen gefangene Rotarmisten und Kriegsgefangene aus westlichen Ländern hinzu. In Bockum-Hövel betrug ihre Gesamtzahl mehr als 4000. Sie ermöglichten es vier Jahre lang, dass, wie im gesamten Herrschaftsgebiet der Nazis, das wirtschaftliche Leben in der Gemeinde nicht zusammenbrach.
Die ersten Zwangsarbeiter waren 30 polnische Kriegsgefangene, die ab 1940 in einem Lager bei der Klostermühle wohnten und in der Landwirtschaft zu arbeiten hatten. Mindestens 514 namentlich bekannte Zivilpersonen waren bis 1945 auf 54 Bauernhöfen, in 37 Betrieben und zwei kleinen, für die Kriegswirtschaft arbeitenden Unternehmen sowie in Privathaushalten tätig. Sie kamen aus Polen (252, davon 59 Frauen), aus der Sowjetunion (161, davon 49 Frauen), den Niederlanden (65, davon 1 Frau), Belgien (29) und Frankreich (7). Weitgehend lebten sie in ihren Arbeitsstätten. 18 weitere Niederländer wohnten zwischen 1944 und 1945 im Lager am Bahnhof. Auf der Reichsbahnstrecke zwischen Münster und Hamm hatten sie Gleise auszubessern. Die Strecke wurde immer wieder bombardiert und von Tieffliegern beschossen. Ein Lager mit mindestens 17 Frauen aus der Sowjetunion, die in einem der beiden kleineren, kriegswichtigen Betriebe tätig waren, befand sich ab 1943 in der Klostermühle.
Entsprechend der NS-Rassenideologie konnten sich sogenannte „arische“ Zwangsarbeiter, beispielsweise Niederländer, ziemlich frei bewegen, während Zwangsarbeiter aus anderen Ländern isoliert von der deutschen Bevölkerung leben mussten. Polen und Sowjetbürger, die als „slawische Untermenschen“ diskriminiert waren, durften nicht einmal an Gottesdiensten in deutschen Kirchen teilnehmen.
In den Lagern an der Zeche ließen sich die drastischen Isolierungs-Bestimmungen, deren Verletzung auch mit der Todesstrafe geahndet werden konnte, leichter durchsetzen als auf Bauernhöfen und in Privatbetrieben, in denen Zwangsarbeiter bei ihren Arbeitgebern wohnten. An der Zeche Radbod wurde das genannte Gemeinschaftslager im Jahre 1941 mit sieben Wohnbaracken für je 72 Personen, einer Wirtschaftsbaracke und einer Wohnbaracke für das Bewachungspersonal errichtet. Hier zogen zunächst die polnischen Zivilisten ein. Im Herbst 1941 kamen zivile Zwangsarbeiter aus der Ukraine hinzu. Mitte 1942 waren Deportierte aus allen Teilen der von Deutschland besetzten Sowjetunion – mit Ausnahme der baltischen Staaten – anwesend und unter Tage tätig. Im August 1942 wurden sowjetische Kriegsgefangene in das Kriegsgefangenenlager hinter Stacheldraht eingewiesen. Ein Jahr später betrug ihr Kontingent 1090.
Ab 1944 waren auch „italienische Militärinternierte (IMI)“ hinter Stacheldraht – 150 Kriegsgefangene, die den Krieg auf Seiten der Faschisten nicht weiterführen wollten.
1944 gehörte die Zeche Radbod zu zehn Industriebetrieben im Ruhrgebiet, in denen mehrere Monate lang ein so genannter Großversuch an Zwangsarbeitern durchgeführt wurde. Entsprechend der nationalsozialistischen Rassenideologie sollte in den unterschiedlichen Volksgruppen – auch den Italienern – herausgefunden werden, wie Nahrungsenergie optimal in gewinnbringende Muskelkraft umgesetzt werden könnte. Die Hoesch AG stellte auf Radbod 1500 menschliche Versuchsobjekte. Die Energiezufuhr pro Essen war genau festgelegt. Wöchentlich wurden die Arbeitssklaven gewogen, ihr Wadenumfang wurde vermessen. Die Rücksichtslosigkeit des Experiments schlug sich schon bald in einer Zunahme von Verdauungskrankheiten nieder.
Erst 2018 wurde, u. a. durch Recherchen im Zugangsbuch der Zeche Radbod und mithilfe der schon zitierten Publikation der Albert-Schweitzer-Schule und einer weiteren der Realschule in Bockum-Hövel, entdeckt, dass die Gestapo im September 1944 ein Arbeitserziehungslager (AEL), auch KZ vor Ort genannt, für Zwangsarbeiterinnen eingerichtet hat. Sie wurden von der Gestapo Münster, Recklinghausen und Hamm sowie von der Ortspolizei eingeliefert. Offenbar mussten sie teilweise auch unter Tage arbeiten. 131 Frauen, bis auf eine Französin kamen alle aus Osteuropa, sind namentlich bekannt. Sie flohen von der Zeche oder erlebten ihre Befreiung am 1. April 1945. 16 von ihnen sind jedoch verschollen. Die AEL, die es ebenfalls in anderen Industriebetrieben des Ruhrgebietes gab, wurden von der SS geführt. Das Zugangsbuch der Zeche Radbod verzeichnet zu Beginn 1945 und einmalig zwischen 1939 und 1945 zwei Mitglieder der Waffen-SS als offizielle Betriebsangehörige auf Radbod. Der eine stammte aus Riga. Der andere, ein Polizei-Wachtmeister aus Holland, trägt im Zugangsbuch der Hoesch AG die Berufsbezeichnung „Schießer“. So wurden in Riga die Polizisten genannt, die 1941 im Massaker von Rumbula 27.000 lettische Juden ermordet haben: sie hätten, so wird berichtet, die Menschen, die sich in Gruben legen mussten, durch gezielte Genickschüsse hingerichtet.
SS-Einheiten wurden Ende 1944 in der Overbergschule einquartiert. Bürgermeister Lothar Held hatte den Befehl erhalten, beim Einrücken der Alliierten die Zechenanlagen sprengen zu lassen. Dieser Befehl wurde jedoch nicht ausgeführt. Held nahm sich das Leben. Dennoch hat sich die Behauptung in der 1958 von der Stadt Bockum-Hövel herausgegebenen Broschüre Das Werden und Wachsen von Bockum-Hövel, nicht zuletzt durch eine Neuauflage der Bezirksvertretung Bockum-Hövel von 2010, verfestigt: „Er ist am 10. April 1945 als Volkssturmmann bei Rinteln an der Weser gefallen.“ Indes hatte der Bürgermeister laut einer Zeugenaussage zunächst den PKW eines Bockum-Höveler Bürgers konfisziert und sich am 31. März 1945 vor den anrückenden amerikanischen Truppen nach Norden abgesetzt. Hinter Minden sei er offenbar in den Weserbergland-Kessel der Alliierten geraten und habe sich, wie der Zeuge berichtet, in dieser aussichtslosen Lage das Leben genommen. In Rinteln wurde er nach der Kapitulation der Stadt auf dem Seetor-Friedhof in einem Gräberfeld gefallener Kriegsopfer aus Rinteln und Umgebung beigesetzt. Auf seinem Grabstein wird der „13. April 1945“ als sein Todestag angegeben. Dagegen wurde am 22. September 1945 in das Sterberegister der Stadt eingetragen, er sei am 10. April 1945 als Volkssturmmann und durch Kopfschuss gefallen.
Am Karsamstag 1945 erreichten amerikanische Truppen die nördliche Gemeindegrenze. Am Ostersonntag, 1. April, erfolgte der Einmarsch in Bockum-Hövel. Die Amerikaner kamen über die Bauerschaften Barsen, Oberholsen und Hölter. Am Morgen gab es in Bockum Gefechte. Der Turm der Stephanuskirche wurde getroffen. Die Besucher des Ostergottesdienstes verließen die Kirche fluchtartig. Ein hessischer Obergefreiter kam ums Leben. Die deutschen Soldaten kamen mit erhobenen Armen aus ihren Verstecken. Dann rückte die amerikanische Panzerkette auf der Hammer Straße nach Hamm-Norden weiter.

## Nachkriegszeit

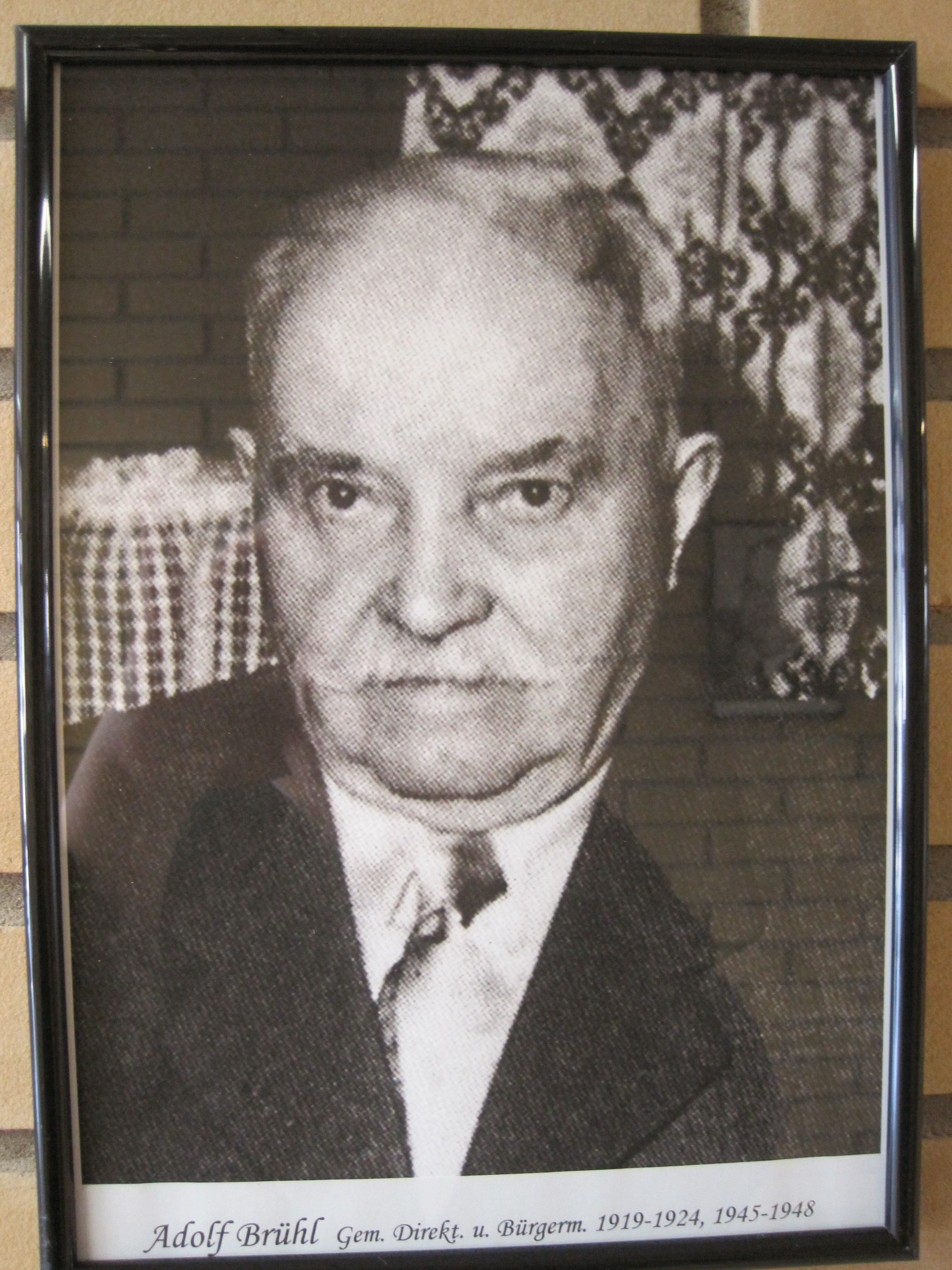
Adolf Brühl war von 1945 bis 1948 Gemeindevorsteher

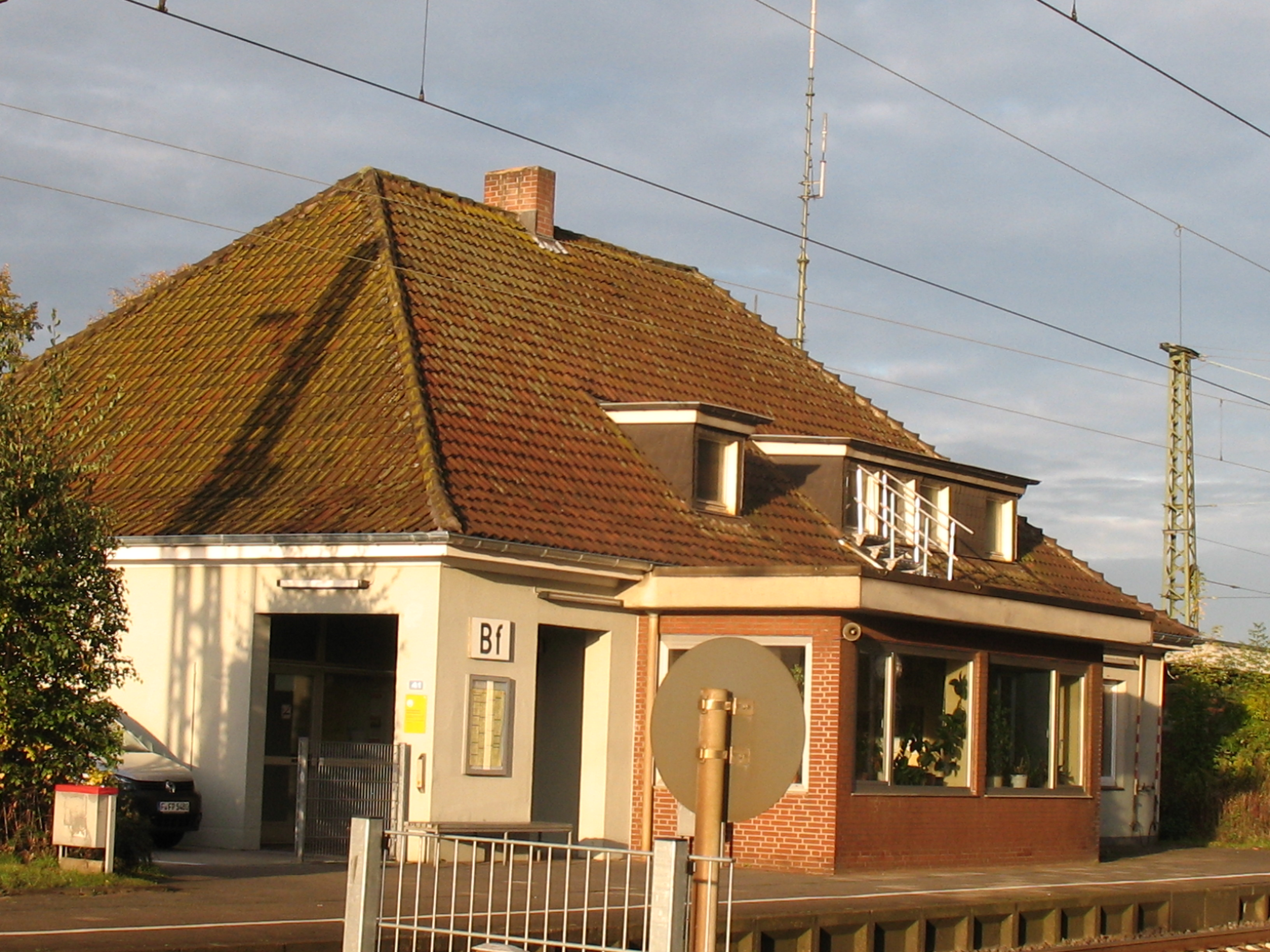
Der Bahnhof Bockum-Hövel war in den ersten Jahrzehnten ein Haltepunkt für die Herren von Ermelinghof.

Die amerikanischen Truppen wurden von britischen abgelöst. Waffen, Radio- und Fotoapparate mussten abgegeben werden, ein Ausgangsverbot wurde verhängt, das später in eine Sperrstunde abgeändert wurde, die mehrere Monate andauerte. Die Zuteilung der Lebensmittel und der Gebrauchsgüter, besonders der Kleidung, erfolgte schon seit 1939 durch Karten und Bezugsscheine. Geld war fast wertlos. Wer aber in Besitz von Fett, Tabak oder Alkohol war, konnte alles andere eintauschen. Der Schwarzhandel blühte. Die Einwohnerzahl wuchs um über 2000 Heimatvertriebene, von denen viele Arbeit auf der Zeche fanden.
Auf Veranlassung der Britischen Militärregierung und wohl auch der Sowjetischen Militärmission in der Britischen Zone wurde um 1946 auf dem Höveler Friedhof (Erlenfeldstraße) der so genannte Russenfriedhof errichtet. Auf einem Grabfeld am Rande des Friedhofs waren, laut den erwähnten Recherchen der Realschule und der Albert-Schweitzer-Schule in Bockum-Hövel, zwischen 1942 und 1945 verstorbene Zwangsarbeiter in Massengräber geworfen worden. Nun wurden dort 49 Holztafeln aufgestellt. Sie trugen Namen, Geburtsdaten und Lebensdaten toter Kriegsgefangener und Zwangsarbeiter aus der Sowjetunion. Später wurden die Holztafeln durch steinerne Gedenktafeln ersetzt. Offenbar hatten den Daten zwei Verzeichnisse der Gemeinde Bockum-Hövel und des Kreises Lüdinghausen zugrunde gelegen, die auf alliierte Anweisung hin erstellt worden waren. Sie trugen jedoch nur die Namen jener Toten, die nach der Befreiung bekannt waren bzw. anhand von Einträgen des Standesamtes und Listen des St.Josef-Krankenhauses in Bockum-Hövel ermittelt werden konnten. Zwei der 49 sind indes gar nicht in Hövel, sondern auf dem Ehrenfriedhof in Hamm-Süden beerdigt worden. Weitere 22 tote Zwangsarbeitende aus Polen und der Sowjetunion sind in „katholischen Reihen“ des damals katholischen Höveler Friedhofs beigesetzt worden – und zwar nicht in Massengräbern, sondern in Särgen und in Einzelgräbern.  2017 wurde übrigens auf dem Bockumer Friedhof das verschollene Gemeinschaftsgrab einer gebürtigen Rumänin und eines Polen entdeckt, die in der Bauerschaft Barsen Zwangsarbeit geleistet hatten. Die Stadt Hamm hat daraufhin eine kleine Gedenkstätte errichtet.
Am 15. April 1945 wurde Adolf Brühl, der vor 1933 schon zweimal Gemeindevorsteher gewesen war, von der Militärregierung zum Bürgermeister bestimmt. Am 20. Juni wurde der Postverkehr wieder aufgenommen – vorläufig nur als Postkartenverkehr. Pro Tag erhielten die Menschen nur 1200 kcal. Schnaps wurde vielfach schwarz gebrannt, Maisbrot war an der Tagesordnung. Auf Befehl der britischen Militärregierung wurde der Schulunterricht am 27. August 1945 wieder aufgenommen. Nach drei Abstimmungen der Elternschaft, die zu mindestens 77,4 % für konfessionelle Schulen votierten, wurden drei katholische, zwei evangelische und zwei Gemeinschaftsvolksschulen eingerichtet. 1945/46 zahlte jeder Schüler 10 Pfennige, ab 1947 einen Pfennig pro Monat. Noch 1951 unterrichteten in Bockum-Hövel 68 Lehrer 3125 Schüler.
Auf der Grundlage der revidierten Gemeindeordnung wurde Adolf Brühl am 25. April 1946 zum Gemeindevorsteher berufen, Bockum-Hövel hatte zu dieser Zeit 19.168 Einwohner.
Am 8. Januar 1947 verließen die letzten Truppen den Ort, der am 31. Dezember etwa 20.000 Einwohner hatte, darunter gut 3.000 Vertriebene.
1948 ließ sich Gemeindedirektor Brühl aus Altersgründen pensionieren. Karl Beermann wurde am 31. März zum Nachfolger gewählt. Dabei kam es zu einem politischen Eklat: Beermann, ein ehemaliger NSDAP-Genosse, war noch nicht entnazifiziert. Als er in sein Amt eingeführt wurde, begab sich – laut einem Zeitungsbericht aus dem Jahre 1990 – der nordrhein-westfälische Landtagsabgeordnete Anton Pytlik aus Bockum-Hövel, der 1933 von den Nationalsozialisten als SPD-Funktionär verhaftet worden war, in das gegenüberliegende Verwaltungsgebäude und schob „eine Hakenkreuzfahne, die noch auf dem Dachboden lag, durch das Fenster“. Gleichzeitig sei eine Bergwerkskapelle aufmarschiert und habe den Badenweiler-Marsch inszeniert, der bei Hitlers Auftritten gespielt worden war. Die Musiker seien von der Britischen Militärregierung festgenommen und nach Ermahnungen wieder freigelassen worden. Ein ehemaliges Verwaltungsmitglied hat 2018 aus eigenem Erleben die Angaben bestätigt.
Ende der 1940er Jahre erfolgte der Ausbau des Winkhausschachtes, die Erweiterung der Kokerei auf der Zeche Radbod, die Errichtung eines Arbeitsamtes mit Räumen für die Gemeindebücherei, der Bau der Kreisberufsschule und der Realschule, aber auch die Vergrößerung der Sportanlagen, sowie der Bau eines Theater- und Konzertsaales (Saalbau). Zudem bestand von 1950 bis 2000 eine Partnerschaft mit dem oberschlesischen Tarnowitz, die auch von der neugegründeten Stadt Bockum-Hövel fortgesetzt wurde; alle zwei Jahre fanden Heimattreffen statt. 1967 wurde die Bockumer Lindenstraße in Tarnowitzer Straße umbenannt.
1950 hatte der Ort 21.716 Einwohner, 1955 waren es 23.250. 1953 entstand eine Realschule, doch erst 1954 konnte der Wiederaufbau der St.-Pankratius-Kirche beginnen, der 1956 abgeschlossen wurde.
Am 14. September 1955 erhielt die Gemeinde das Recht zur Führung eines Wappens und Siegels. Es zeigt die Farben Rot und Silber als Symbol der Herren zu Hövel, Bucheckern als Zeichen für Bockum und Schlegel und Eisen als Hinweis auf die örtliche Schachtanlage.

## Stadt Bockum-Hövel (1956–1974)

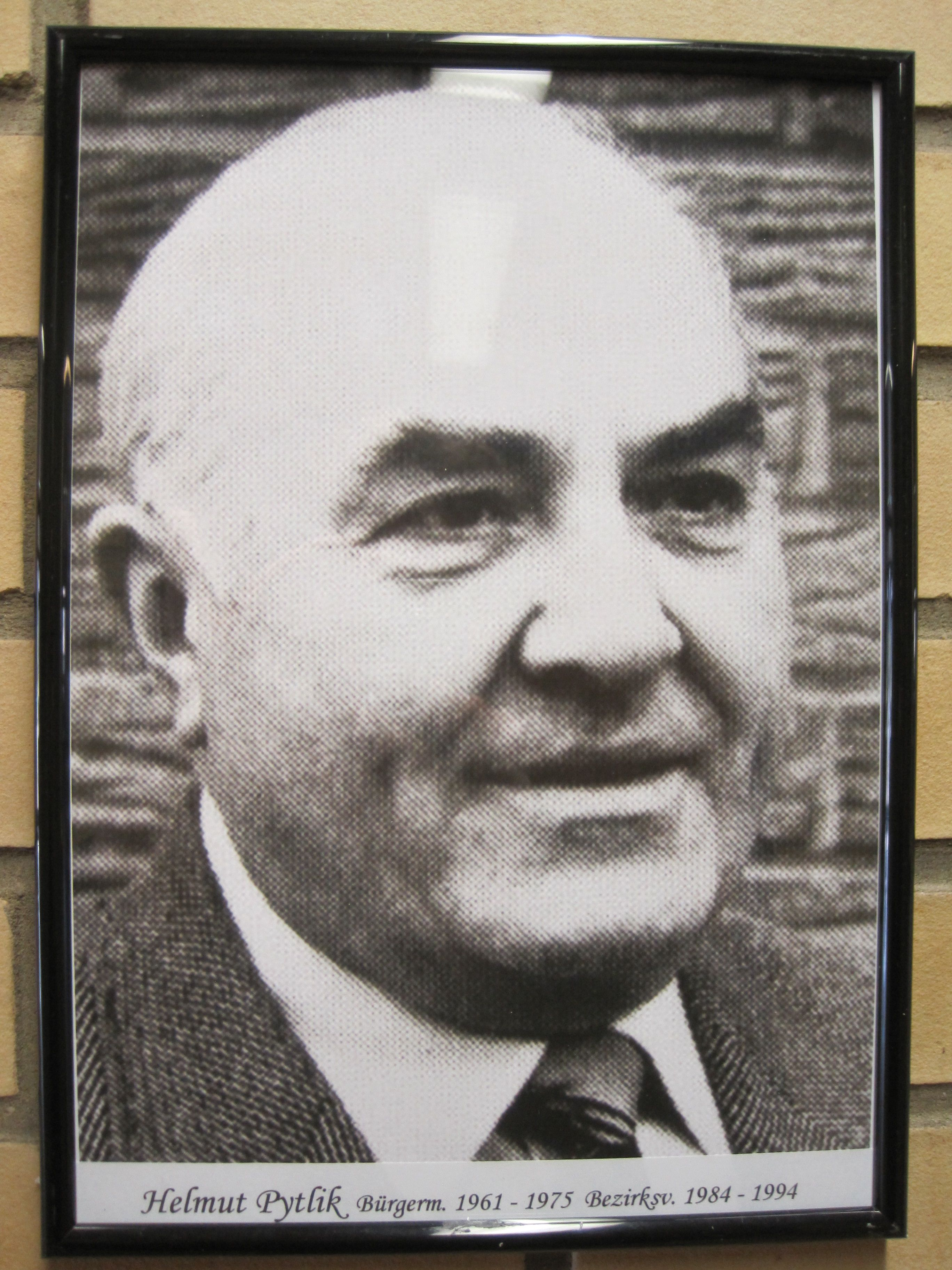
Helmut Pytlik, Bürgermeister von 1961 bis 1974, Bezirksvorsteher 1984–94

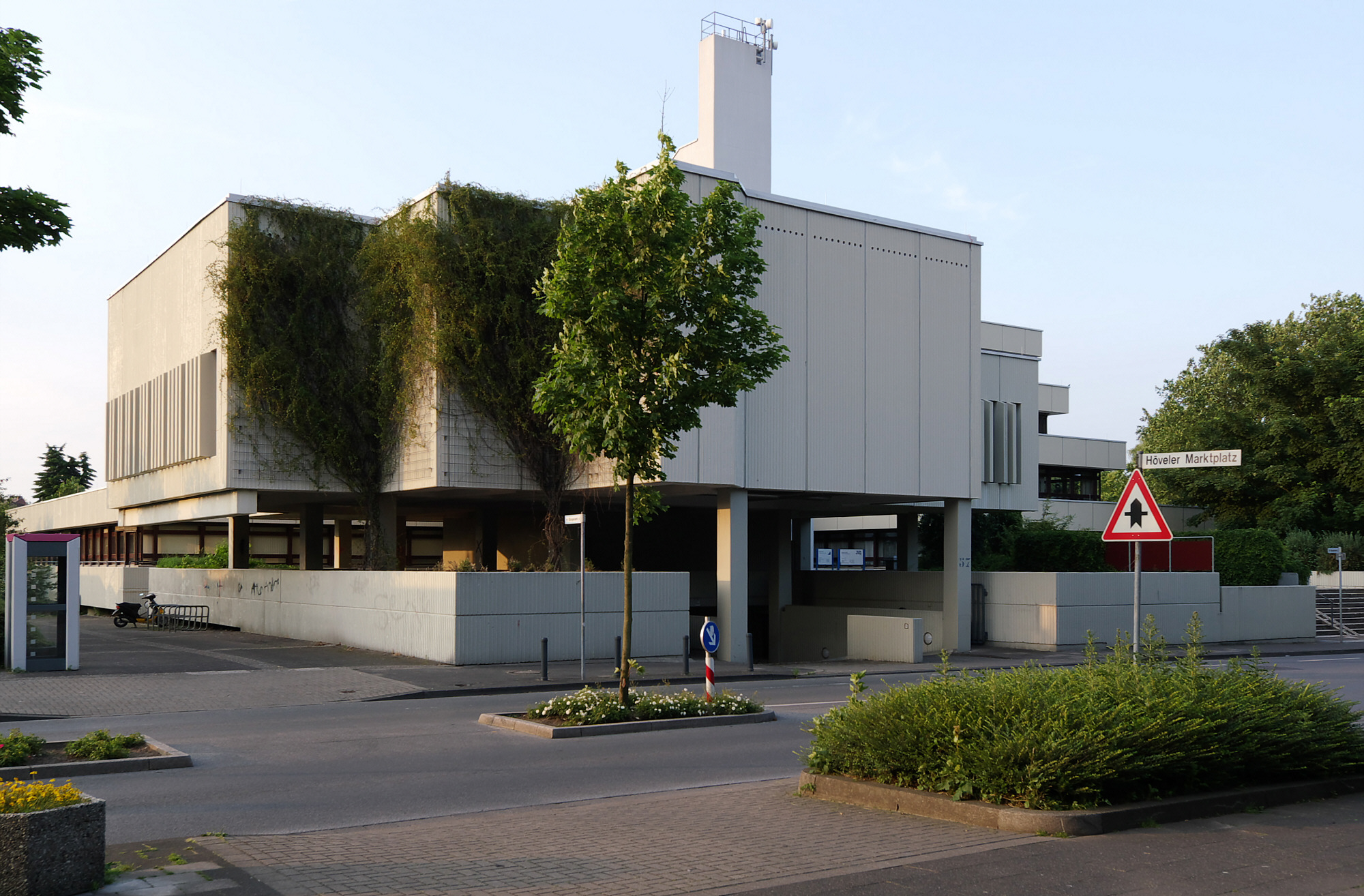
Das 1972 bis 1973 errichtete Rathaus der Kommune

Durch Beschluss der Landesregierung wurde Bockum-Hövel am 15. Mai 1956 zur Stadt erhoben. Am 4. Oktober überreichte der Innenminister die Urkunde mit dem Stadtrecht. Am 1. Juli 1957 wurde Heinz Förster zum Stadtdirektor gewählt. 1958 wurde in Bockum-Hövel ein neues Postgebäude errichtet.
Schon am 25. April 1957 war die Ludgerischule wieder eingerichtet worden, um auf die weiterhin wachsenden Schülerzahlen zu reagieren. Die Schule nahm 268 Kinder aus der Christus-König-Gemeinde auf. Ein Neubau entstand an der Eichstedtstraße, der von der Albert-Schweitzer-Schule 1962 bezogen wurde, die bis dahin an der Bahnhofstraße stand. Die Ludgerischule, 1957 von der Overbergschule abgespalten, wurde hingegen 1967/68 wieder aufgelöst. 1966/67 wurden Kurzschuljahre abgehalten, als man den Schulbeginn von Ostern auf den Sommer verlegte. 1960 wurde Franz Fischedick Pfarrer der katholischen St.-Stephanus-Gemeinde in Bockum; 1961 Ludwig Uhlenbrock der katholischen St.-Pankratius-Gemeinde in Hövel; 1969 Karl Heinz Supplie an der evangelischen Kreuz-Kirche und 1973 Ludger Bügener der St.-Pankratius-Gemeinde.
In den sechziger und siebziger Jahren erfolgte ein erheblicher Ausbau der Stadt Richtung Norden und Osten, entlang der Römerstraße entstanden neue Wohn- und Industriegebiete.

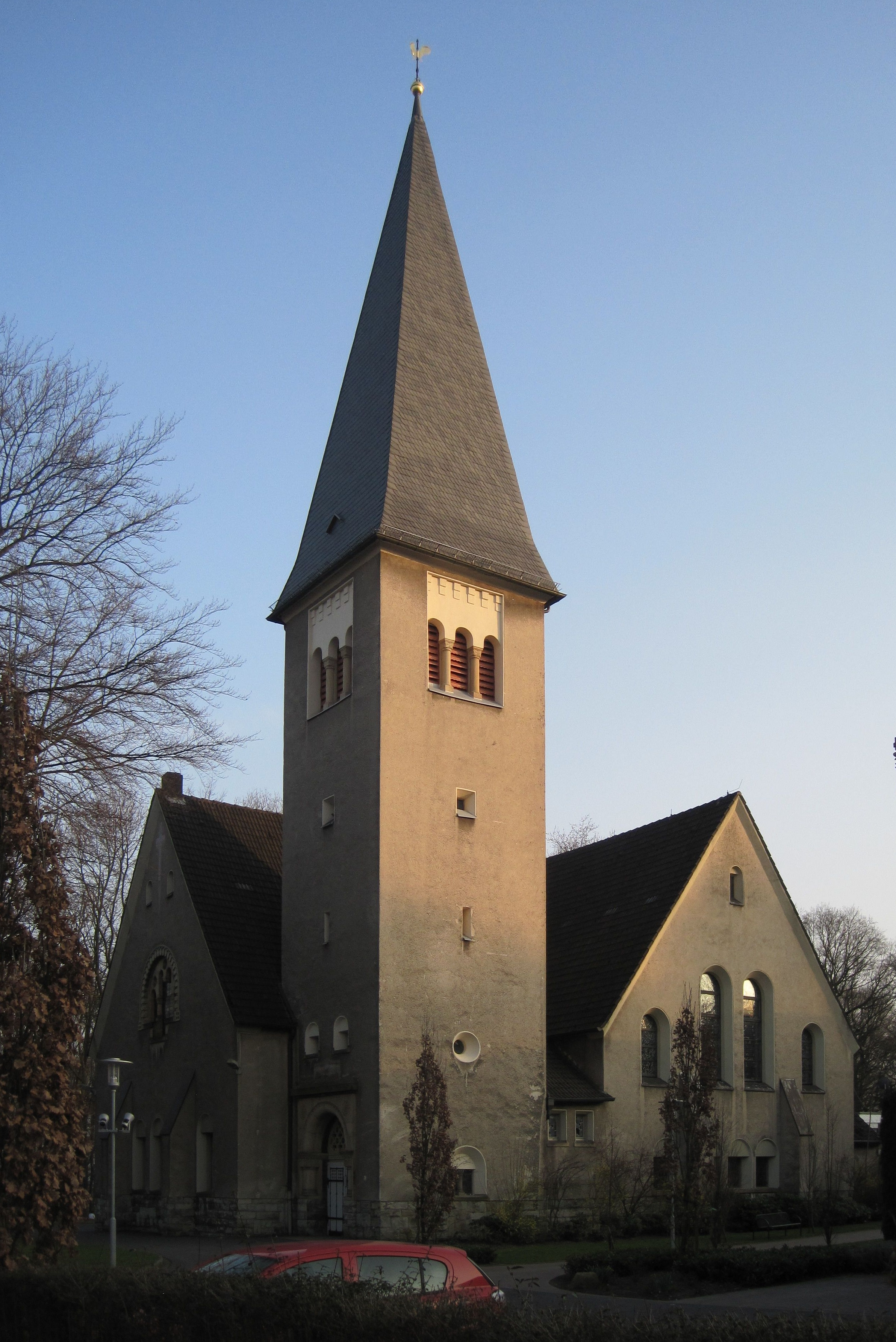
Kreuzkirche

Gegen heftigen Widerstand wurde die Gebietsreform durchgesetzt, und am 1. Januar 1975 wurde Bockum-Hövel auf der Grundlage des Neuordnungsgesetzes in die Stadt Hamm eingegliedert. In einer Befragung, die vom 26. Oktober bis zum 14. November 1972 durchgeführt worden war, hatten sich 93 % der Bürger gegen die Eingemeindung ausgesprochen. Die SPD-Ratsfraktion von Bockum-Hövel schlug angesichts des starken Widerstands dem Landesvorstand vor, „die Neugliederung auszusetzen und neu zu ueberdenken“, denn 49,3 % der Bevölkerung der noch selbstständigen Kommune hatten sich der Aktion Bürgerwille angeschlossen. Der für die Kommunalreform verantwortliche Innenminister Willi Weyer erklärte 1974, die Ergebnisse von Bürgerbefragungen seien lediglich Ausdruck einer „ungehemmten Emotionalisierung“. Der seit 1962 amtierende Bürgermeister Helmut Pytlik, der sich vehement gegen die Eingemeindung gewehrt hatte, hatte Innenminister Weyer über die „notariell beglaubigten Ergebnisse“ der 1972 durchgeführten Volksbefragung unterrichtet. Doch dieser antwortete lapidar: „Es mag sein, dass eine solche Befragung die Vorstellungen der Bevölkerung zutreffender wiedergibt als eine Kaufhausbefragung. Aber weder die eine noch die andere Art der Befragung kann als Kriterium der Neugliederung berücksichtigt werden.“
Trotz absehbaren Zusammenschlusses wurde 1972 bis 1973 das Rathaus am Teichweg erbaut. Das alte Rathaus bzw. Amtshaus in Hövel an der Bahnhofstraße (später Ermelinghofstraße) wurde an einen Architekten verkauft und in den 1980er Jahren fast vollständig abgerissen. Ähnlich verfuhr man mit Fachwerkhäusern an der Stephanuskirche und in der Nähe des Bahnhofs, 1978 mit einer Mühle bei Ermelinghof und einer nahe dem Friedhof an der Ermelinghofstraße. 1993 wurde mit dem ehemaligen „Judenhaus“ das letzte sichtbare Zeugnis der jüdischen Geschichte von Bockum beseitigt. Das ansehnliche Fachwerkhaus war im 19. Jahrhundert von der Familie Blumenthal bewohnt worden. 1906 musste es beim Neubau der St.-Stephanus-Kirche dem Kirchplatz und der Straßenerweiterung weichen. Die Blumenthals, die nach Hamm zogen, verkauften ihr Haus an die Stephanus-Gemeinde, die es abbrach und an der Hammer Straße 4 wieder aufbaute,
Am 1. Januar 1975 wurde die bis dahin dem Kreis Lüdinghausen angehörende, 26.210 Einwohner zählende Stadt im Zuge der in Nordrhein-Westfalen durchgeführten kommunalen Neuordnung gegen den Willen der Bevölkerung als Stadtbezirk in die Stadt Hamm eingemeindet (§ 44 Münster/Hamm-Gesetz). Innenminister Willi Weyer verminderte die Gesamtzahl der Gemeinden des Bundeslandes von 1968 bis 1978 von 2277 auf 396.

## Stadtbezirk der Stadt Hamm (seit 1975)

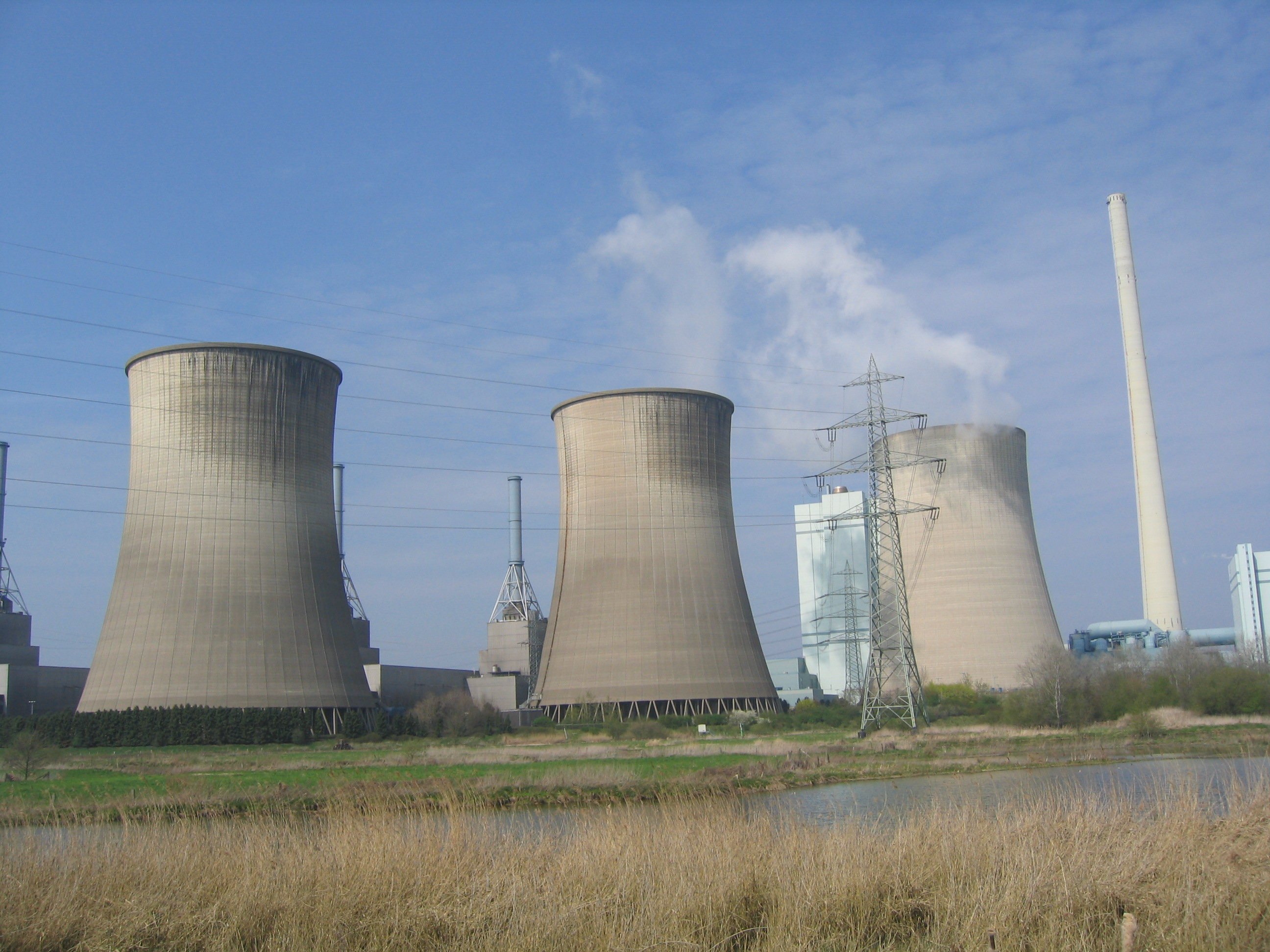
Die Lippeaue auch westwärts von Bockum-Hövel wurde stark von der Energieproduktion geprägt, hier das Gersteinwerk

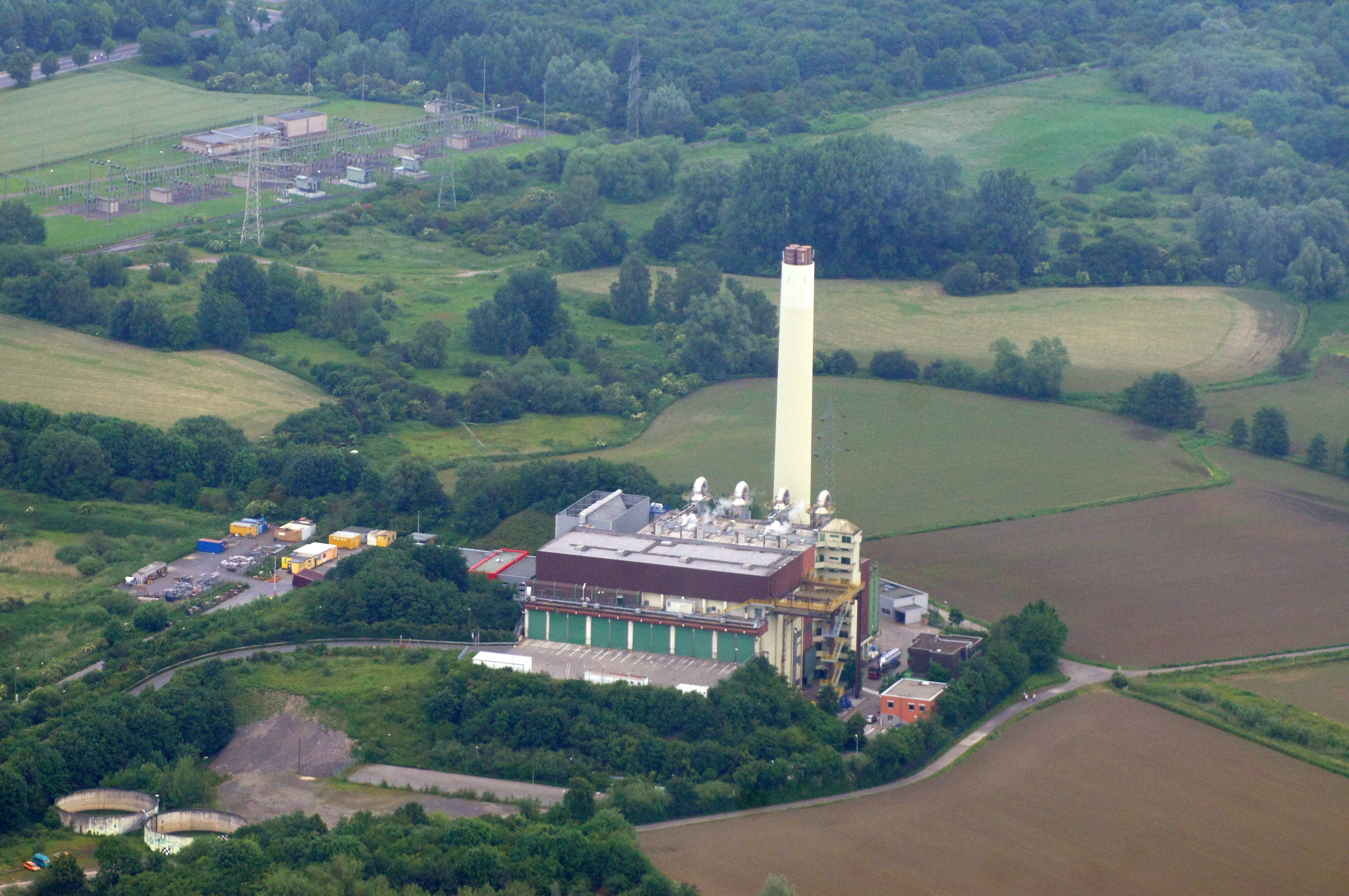
Die Müllverbrennungsanlage in Bockum-Hövel, fertiggestellt 1985, im Jahr 2014

Die Eingemeindung von 1975 war strukturell keineswegs verarbeitet, sondern ließ wenig transparente, parteiübergreifende Gruppen aus CDU und SPD innerhalb der eingemeindeten Stadtteile entstehen, die zugleich von der örtlichen Presse wenig kontrolliert wurden, die ihrerseits ihre Vielfalt vollständig eingebüßt hatte. Dies zeigte sich 1986 in der „Masannek-Affäre“ um den bis März 1973 im Rat der zu dieser Zeit noch selbstständigen Stadt Bockum-Hövel sitzenden Winfried Masannek in einer Art und Weise, die bundesweit Aufsehen erregte. Die beiden Doktortitel des langjährigen Dezernenten für Wirtschaftsförderung, Sport und Müllbeseitigung, dem die Stadt u. a. die 1985 in Bockum-Hövel in Betrieb genommene Müllverbrennungsanlage der Deutschen Babcock AG in Oberhausen – die ihm über 1,7 Millionen Mark gezahlt hatte – verdankte, erwiesen sich als gefälscht. Zudem hatte er unter dem Vorwand einer Heidschnuckenzucht und einer Baumschule ein Anwesen mitten im Naturschutzgebiet errichten lassen. Vor dem Dortmunder Landgericht zunächst im Juli 1987 zu sieben Jahren Haft verurteilt, wurde er am 14. Februar 1989 wegen Bestechlichkeit und Urkundenfälschung im Zusammenhang mit dem Bau der Müllverbrennungsanlage vom Landgericht Bochum zu einer Haftstrafe von vier Jahren und sechs Monaten verurteilt.
Darüber hinaus geriet der Stadtteil Bockum-Hövel auch in anderer Hinsicht ins Hintertreffen, denn, abgesehen vom Halloh-Park bestanden kaum Naherholungsgebiete – der Stadtteil wies 1983 den geringsten Waldbestand auf. Die Einrichtung eines weiteren Naherholungsgebiets an der Geinegge war noch vor der Eingemeindung beschlossen worden. Ende 1982 beschloss die Salzgitter AG, diesen ihr gehörenden Krähenbusch mit seinen 500 bis 600, bis zu 150 Jahre alten Buchen und Eichen, fällen zu lassen. Daraufhin wurde das Waldgebiet am 10. Januar 1983 von einer Gruppe von Bürgern fast vier Wochen lang besetzt, am 17. Januar kam es zu einem Polizeieinsatz. Die Kommune lehnte die Erklärung zum Naturschutzgebiet ab. Die Eigentümerin verpflichtete sich hingegen, den Verkauf der noch nicht gefällten Bäume auf dem 1,67 ha großen Gebiet rückgängig zu machen. Der ehemalige Bockum-Höveler Bürgermeister Helmut Pytlik stellte sich auf die Seite der Waldbesetzer, die den Baumbestand laut Landschaftsplan Hamm West als Immissionsschutzwald betrachteten. Sie forderten die Unterschutzstellung als Naturdenkmal. Zumindest der westliche Eichenring sollte bestehen bleiben. Die Kommune war nicht bereit, 143.000 Mark aufzuwenden; Sabine Zech, die Bürgermeisterin, konstatierte, der Wald sollte längst als Naturdenkmal ausgewiesen sein. Inzwischen hatten die Waldbesetzer mehr als 2000 Unterschriften gesammelt, wenn auch bereits ein Drittel der Bäume gefällt war. Die Holzabnehmer kündigten Klagen in Höhe von 5500 Mark an, woraufhin die Eigentümerin die Abwesenheit der Waldbesetzer nutzte, um den Wald bis auf wenige Eichen abzuholzen, obwohl das Unternehmen einen „Fällstop“ bis Ende Februar zugesagt hatte. Besagter Winfried Masannek hieß die heimliche Abholzung gut. Durch Neupflanzungen wurde das Naherholungsgebiet, wenn auch nur auf lange Sicht, jedoch erhalten.
Der Zuzug von „Gastarbeitern“, die überwiegend an der Zeche Beschäftigung fanden, verstärkte sich, so dass ab den 80er Jahren der Anteil türkischer Schüler in einigen Schulen auf über 40 % anstieg. 1975 entstand eine fünfte Grundschule, die Gebrüder-Grimm-Schule.

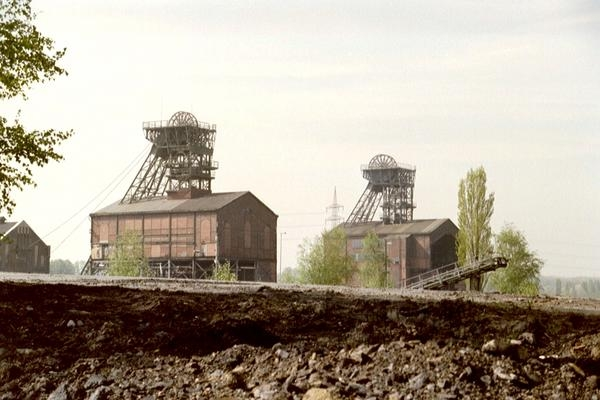
Zeche Radbod, Schachtgerüste I. und II., 1997

1990 wurde die Zeche Radbod geschlossen, die meisten Gebäude abgerissen. Zwar gibt es einige große Arbeitgeber vor Ort, jedoch sind viele Erwerbstätige darauf angewiesen, in die Nachbargemeinden zu pendeln, vor allem ins benachbarte Münster, und nach Hamm. Ab den 1970er Jahren siedelten sich im Gewerbegebiet Römerstraße alteingesessene Bockum-Höveler Firmen an, diverse Neugründungen kamen hinzu. Größter Arbeitgeber ist das 1964 gegründete Hella-Werk (Werk 4, Fabrik für Karosserie-Elektronik, Heizungsregelung und Kleinserien) mit 1426 Beschäftigten, gefolgt von der 1910 gegründeten Hesse GmbH & Co. KG, einem Hersteller von Lacken und Beizen für Holzoberflächen mit 450 (Stand: 2024) und – bis 2021 – das Krankenhaus mit über 400 Beschäftigten. Die 1949 gegründete Jäschke Logistics, die 2013 ihren Firmensitz an die Hafenstraße verlagert und zuletzt 46 Mitarbeiter hatte, meldete 2015 Insolvenz an.
Am 1. Januar 2005 wurden die Kirchengemeinden Christus König, Herz Jesu, St. Pankratius und St. Stephanus zur katholischen Kirchengemeinde Heilig Geist Bockum-Hövel zusammengelegt; neue Pfarrkirche wurde St. Pankratius, die anderen wurden zu Filialkirchen. Die katholischen Kirchengemeinden Maria Königin und Herz Jesu in Hamm-Norden wurden mit Wirkung vom 27. November zur Katholischen Kirchengemeinde Clemens August Graf von Galen zusammengelegt.
Ende des Jahres 2014 hatte der Stadtbezirk 34.898 Einwohner, 2017 waren es 35.540. In diesem Jahr wurde bekannt, dass das St.-Josefs-Krankenhaus geschlossen und in die St.-Barbara-Klinik in Hamm-Heessen verlegt werden soll. Für den Erhalt des Bockum-Höveler Krankenhauses bildete sich eine Bürgerinitiative, die ebenso wenig wie der Einspruch von Kommunalpolitikern Erfolg hatte. Das Haus wurde 2022 endgültig geschlossen.
Von den 35.359 Einwohnern des Jahres 2021 hatten 41,5 % einen Migrationshintergrund, womit dieser Wert höher liegt, als der von Wuppertal, der Stadt mit dem höchsten Wert (40,5 %).

## Umgang mit dem historischen Erbe

### Straßennamen

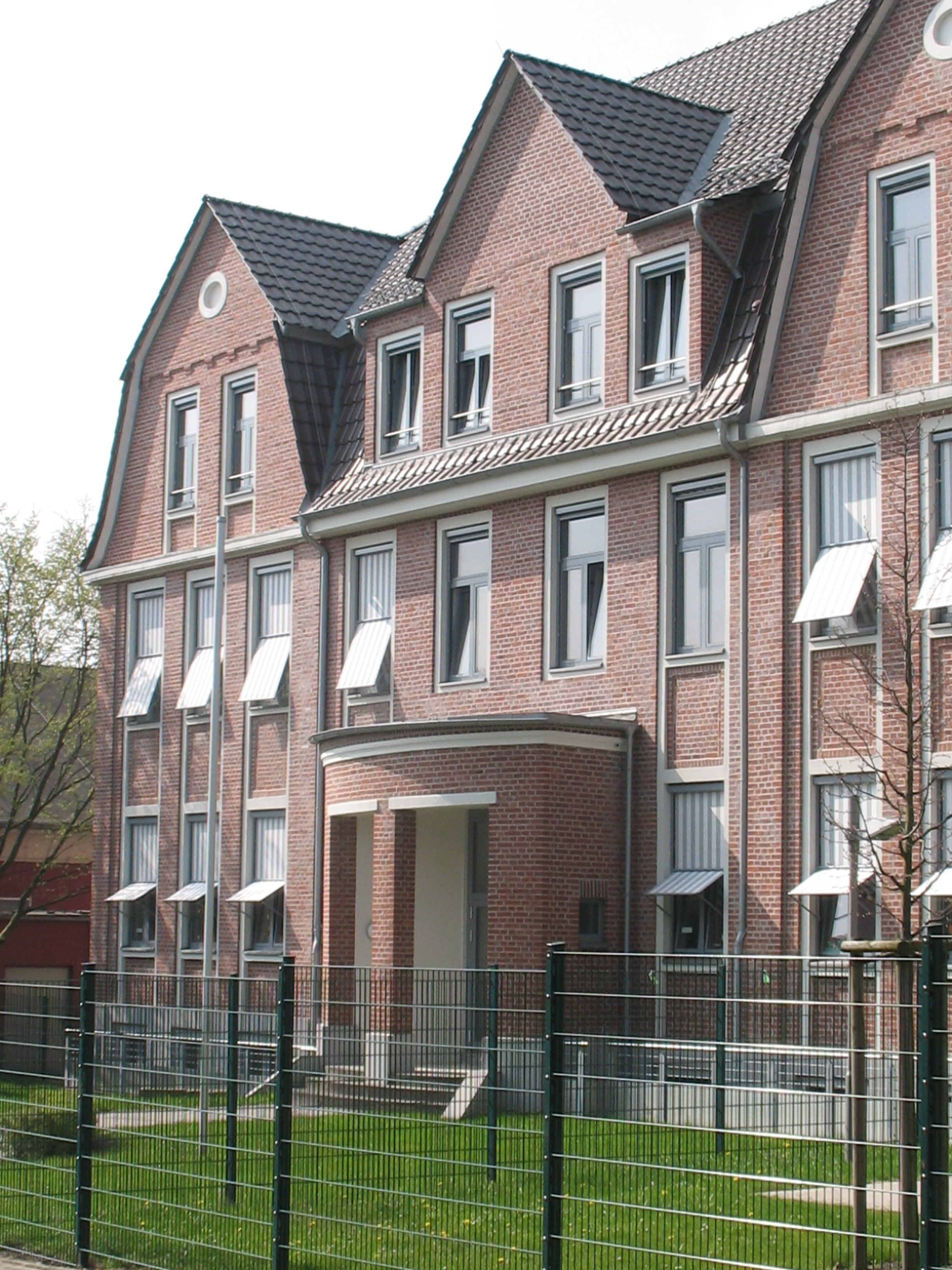
Overbergschule in Hövel, 2013. Sie wurde nach Bernhard Heinrich Overberg benannt, dessen „Allgemeine Schulverordnung für das Münsterland“ von 1801 erhebliche Auswirkungen auf das Schulwesen hatte, und der Anteil an der Gründung des Frauenordens hatte, der von 1913 bis 1974 im Höveler St.-Josefs-Krankenhaus tätig war.

Die Anlage von Wohnsiedlungen stellte die Gemeindeverwaltung vor die Aufgabe, neuen Straßen Namen zu geben. Diese Namen wurden nach sehr verschiedenen Gesichtspunkten ausgewählt und verändert. Zuletzt wurden die durch die Eingemeindung mehrfach verwendeten Namen ersetzt.
Die bedeutenden Verbindungsstraßen erhielten ihre Bezeichnungen nach den Orten, auf die sie zulaufen, so die Hammer Straße, die Bockumer, Stockumer und Horster Straße, die Barsener und Oberholsener Straße, die in Richtung der namensgebenden Bauerschaften verlaufen.

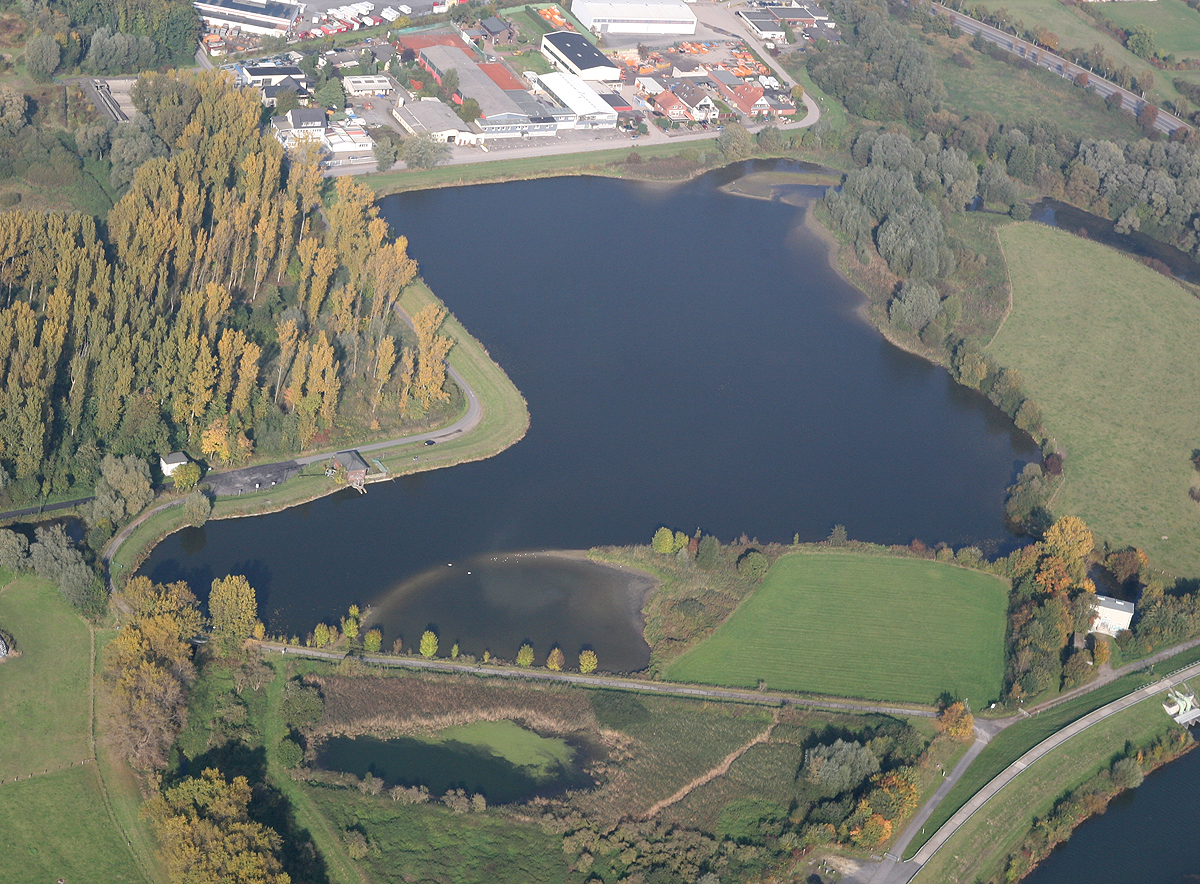
Luftbild des zwischen Lippe und Zechengelände gelegenen Radbodsees

In der Kolonie finden sich vor allem die Namen von Männern, die sich um die Zeche verdient gemacht haben, wie: Bergassessor Heinrich Janssen († 1919), der erste Direktor der Bergwerksgesellschaft Trier; Ernst Middendorf, Leiter der Abteufarbeiten bis 1906; Landrat a. D. Walter Langen, Vorsitzender des Aufsichtsrates der Bergwerksgesellschaft Trier, und als Mitglieder des Aufsichtsrats: Regierungsrat Walter Glatzel, Bergassessor Kurt Klemme, Geheimer Kommerzienrat W. v. Oswald; Kommerzienrat Adolf Flemming; Louis Hagen, Bankier in Köln; Wilhelm Rautenstrauch, belgischer Konsul und Gründungsmitglied der Bergwerksgesellschaft Trier; Justizrat Otto Strack. Weiter: Generaldirektor Eugen Wiskott von der Zeche Hermann in Selm; Regierungsrat Bäumer, juristischer Berater der Bergwerksgesellschaft Trier; Baurat Karl Siebold aus Bielefeld, der die Pläne für die alte Kolonie verwarf.
Auch nach einigen Honoratioren sind Straßen benannt: Karl v. Eichstedt, kommissarischer Amtmann (1913/14) und Amtsbürgermeister (1914 bis 1933); Heinrich Koch, Amtsbaumeister in den zwanziger Jahren, August Kramann, Gastwirt, der die ersten Häuser an der nach ihm benannten Straße baute; Heinrich Dörholt, Gemeindevorsteher in Bockum von 1900 bis 1920; Adolf Brühl, von 1919 bis 1924 Gemeindevorsteher der Gemeinde Hövel.
Erinnerungen an das Kaiserreich sind in der Wilhelm- und Augustastraße festgehalten: Kaiser Wilhelm I. und seine Ehefrau Augusta.
Die Stephanstraße erhielt ihren Namen nach dem ersten deutschen Generalpostdirektor Heinrich von Stephan, die Bodelschwinghstraße nach dem Gründer der Anstalt Bethel, Friedrich von Bodelschwingh.
Im sogenannten Feldherrenviertel wurden die Straßen nach Militärs bezeichnet: Derfflinger, General des Großen Kurfürsten; Ziethen, Seydlitz, Keith, General Friedrichs des Großen; Yorck, Bülow und Blücher, Feldherren in den Freiheitskriegen; Schill und Lützow, bekannte Offiziere aus den Freiheitskriegen; Tilly und Wallenstein, Feldherren aus dem Dreißigjährigen Krieg; Haeseler, Goeben, Manteuffel, Estorff, Steinmetz, Generale aus dem Krieg von 1870/71 gegen Frankreich.
Nach Schlachtorten wurden benannt: die Düppelstraße nach den Düppeler Schanzen; die Alsenstraße nach der dänischen Insel Alsen, beide bekannt geworden im Deutsch-Dänischen Krieg; die Sedan-, die Spichern- und die Wörthstraße nach bekannten Orten aus dem Deutsch-Französischen Krieg.
Die Groß- und die Parsevalstraße wurden nach den Luftschiffkonstrukteuren Hans Groß und August von Parseval benannt.
In der Beamtenkolonie gaben folgende Persönlichkeiten den Straßen ihre Namen: Bismarck, erster deutscher Reichskanzler (1815–1898); Roon, Kriegsminister unter Wilhelm I.; Moltke und Alvensleben, Generale unter Wilhelm I.; Tirpitz, Großadmiral unter Wilhelm II.; Zeppelin, Konstrukteur des starren Luftschiffes (1838–1917).
Im Jägerblock erhielten die Straßen ihre Bezeichnung nach den 1912 bei dem Bergarbeiterstreik in Bockum-Hövel einquartierten Truppeneinheiten: die Bückeburger- und die Jägerstraße nach den Bückeburger Jägern; die Paderborner- und die Husarenstraße, ebenfalls die Reiterstraße nach den Paderborner Husaren.
Nach damaligen deutschen Ländern wurden benannt: Sachsen-, Elsässer-, Lipper-, Bayern-, Schaumburgerstraße. In der Nähe der Talschule finden sich männliche Vornamen, wie Werner, Peter, Adolf usw. als Straßenbezeichnungen. Namen von Dichtern standen im Dichterviertel Pate: Goethe (1749–1832), Schiller (1759–1805), Körner (1791–1813), Uhland (1787–1862), Lessing (1729–1781), Geibel (1815–1884), Arndt (1769–1860), Heinrich Heine (1797–1856), Hermann Löns (1866–1914).
Alte Flur-, Orts- und Hofnamen leben ebenfalls in Straßenbezeichnungen weiter: Die Pieperstraße wurde nach Piepers Kotten benannt; Im Sundern bedeutet das abgesondert Liegende; Halloh wird gedeutet als Hanloh, kleines Gehölz am Hang. Die Straße Am Wemhof ist nach dem anliegenden Pastorat bezeichnet, das Wemhof heißt; die Hohenhöveler Straße nach dem Hofe Hohenhövel (Schwering). Der Heideweg führt seinen Namen nach dem Heidekamp, der zwischen Wilhelm- und Augustastraße gelegen hat; die Wellenbuschstraße nach dem Wellenbusch, der 1920 abgeholzt wurde. Von anderen Flurnamen sind abgeleitet: Eschstraße; Am Rosengarten, Geiststraße und Südgeist (von Geest), Vogelbrinkstraße, Uphofstraße, Greitebrede, Am Böcken und andere.
Die Overbergstraße wurde nach dem Theologen und Pädagogen Bernhard Overberg benannt (1754–1826), der in Münster wirkte und sich besonders um die Lehrerausbildung verdient gemacht hatte.
Die Deutung vieler Straßennamen ergibt sich ohne Weiteres aus der Lage der Straßen, wie z. B. Kirchstraße, Hauptstraße, Bahnweg usw. Die Wittekindstraße verläuft über dem nach dem Sachsenherzog Wittekind (Widukind) benannten ehemaligen Grubenfeld der Zeche Radbod.